# 32e régiment d'infanterie (France)
Pour les articles homonymes, voir 32e régiment.
Le 32e régiment d'infanterie (32e RI) est un régiment d'infanterie de l'Armée de terre française créé sous la Révolution à partir du régiment de Bassigny, un régiment français d'Ancien Régime, actif jusqu'après la Seconde Guerre mondiale et définitivement dissous en 1985.

## Création et différentes dénominations
- 10 décembre 1762 : Renommé régiment d'Aunis
- 25 mars 1776 : Le régiment d'Aunis est dédoublé. Les 1er et 3e bataillons conservent le titre, les drapeaux et le costume du régiment d'Aunis. Les 2e et 4e bataillons forment le régiment de Bassigny.
- 1er janvier 1791 : Tous les régiments prennent un nom composé du nom de leur arme avec un numéro d’ordre donné selon leur ancienneté. Le régiment de Bassigny devient le 32e régiment d'infanterie de ligne ci-devant Bassigny.
- 1796 : amalgamé, il prend le nom de 32e demi-brigade de deuxième formation[1]
- 1803 : renommé 32e régiment d'infanterie de ligne.
- 12 mai 1814 : pendant la Première Restauration, le 32e régiment d'infanterie de ligne prend le numéro 31.
- 20 avril 1815 : un décret de Napoléon Ier rend aux anciens régiments d'infanterie de ligne les numéros qu'ils avaient perdus ; il redevient 32e régiment d'infanterie durant les Cent-Jours.
- 16 juillet 1815 : comme l'ensemble de l'armée napoléonienne, il est licencié à la Seconde Restauration
- 11 août 1815 : création de la légion du Pas-de-Calais
- 1820 : la 61e légion du Pas-de-Calais est amalgamée et renommée 32e régiment d'infanterie de ligne.
- 1887 : renommé 32e régiment d'infanterie
- 1914 : à la mobilisation, il donne naissance au 232e Régiment d'Infanterie
- 1940 : après l'armistice, le régiment est renommé 32e régiment d’infanterie, régiment de Touraine[2].
- 11 novembre 1942 : le 32e RI est dissous en même temps que l’armée d'armistice.
- septembre 1944 : le général Chomel décide que le maquis d'Épernon prendrait le 32e RI[3].
- 1945-1946 : Le 32e RI est dissous. Constitution du 32e bataillon d'infanterie (32e BI)
- 1949-1950 : le 32e BI est dissous[3].
- 1956 : création du 1er bataillon du 32e régiment d'infanterie au camp de La Courtine dirigé sur la Tunisie ; il est dissous en fin d'année.
- 1973 : reconstitué en régiment de réserve[3].
- 1978 : Devient le 32e régiment d'infanterie divisionnaire (32e RID)[3] jusqu'à sa dissolution en décembre 1985.

## Colonels et chefs de corps
- 1791 : marquis Pierre Marie de Suffren de Saint-Tropez
- 1792 : colonel de Baussancourt
- 1793 : colonel Louis Antoine Vimeux
- 1794 : colonel Laurent Deviau de Saint-Sauveur
- 1794 : chef de brigade Claude Dallemagne
- 1796 : chef de brigade Antoine-Guillaume Rampon
- 1796 : chef de brigade Dominique Martin Dupuy
- 1797 : chef de brigade baron Hugues Charlot
- 1798 : chef de brigade vicomte Darmagnac
- 1801 : chef de brigade baron Augustin Darricau[4]
- 1803 : colonel baron Luc Duranteau
- 1808 : colonel baron Antoine Aymard
- 1813 : colonel chevalier Louis Prudence Branger
- 1826 : colonel vicomte Alexandre-Maximilien du Tertre
- 1825 : colonel chevalier du Boulet
- 1830 : colonel Duvivier
- 1835 : colonel Eugène Cavaignac[5]
- 30 septembre 1840 : colonel Mellinet
- 1844 : colonel Armand Jacques Leroy de Saint-Arnaud
- 1844 : colonel Adolphe Le Flô
- 1848 : colonel Bosc
- 1854 : colonel Malzamet de Saint Andeol
- 1855 : colonel Cavaroz
- 1855 : colonel Teulat
- 1860 : colonel  Ernest Emmanuel Pradier[6]
- 1866 : colonel Merle
- 1871 : colonel Questrel
- 25 mai 1872 : colonel Jean Thibaudin
- 1877 : colonel Constant Lamy
- 1883 : colonel de Cadoret
- 1887 : colonel Eugène Chauffeur
- 1890 : colonel Vedeaux
- 1897 : colonel Vigy
- 1906 : colonel Alix
- 1914 : colonel Delbousquet
- août 1914-8 septembre 1914 : colonel Henri Louis Mezière[3],[7] (†)
- 9 septembre 1914 : lieutenant-colonel Rondeau
- 17 juillet 1915 : lieutenant-colonel Desgouille
- 6 juillet 1917 : lieutenant-colonel Sauget
- 1920 : lieutenant-colonel Cambel
- 1922 : colonel Mercier
- 1925 : colonel Jacquart
- 1926 : lieutenant-colonel Gillain
- 1929 : colonel Rabusseau
- 1933 : colonel Sciard
- 1935 : lieutenant-colonel Bret
- 1939 : colonel Lespinasse de Fonsegrive[3]
- 1940 : lieutenant-colonel Besson
- août 1940 : colonel Paille[3]
- 1942 -1944 : (maquis d'Épernon) - Chef de bataillon René Costantini[8]
- 1945 : lieutenant-colonel René Costantini
- 1973 : colonel René Tuffet
- 1979 : colonel Michel Daniel[3]
- 1982 : colonel Jean-Claude Piffeteau[3]

## Historique des garnisons, combats et batailles du32eRI

### 32erégiment d'infanterie de ligne ci-devant Bassigny (1791-1796)
L'ordonnance du 1er janvier 1791 fait disparaître les diverses dénominations, et les corps d'infanterie ne sont désormais plus désignés que par le numéro du rang qu'ils occupaient entre eux. Ainsi, 101 régiments sont renommés. Les régiments sont toutefois largement désignés avec le terme ci-devant, comme 32e régiment d'infanterie ci-devant Bassigny.

#### Guerres de la Révolution

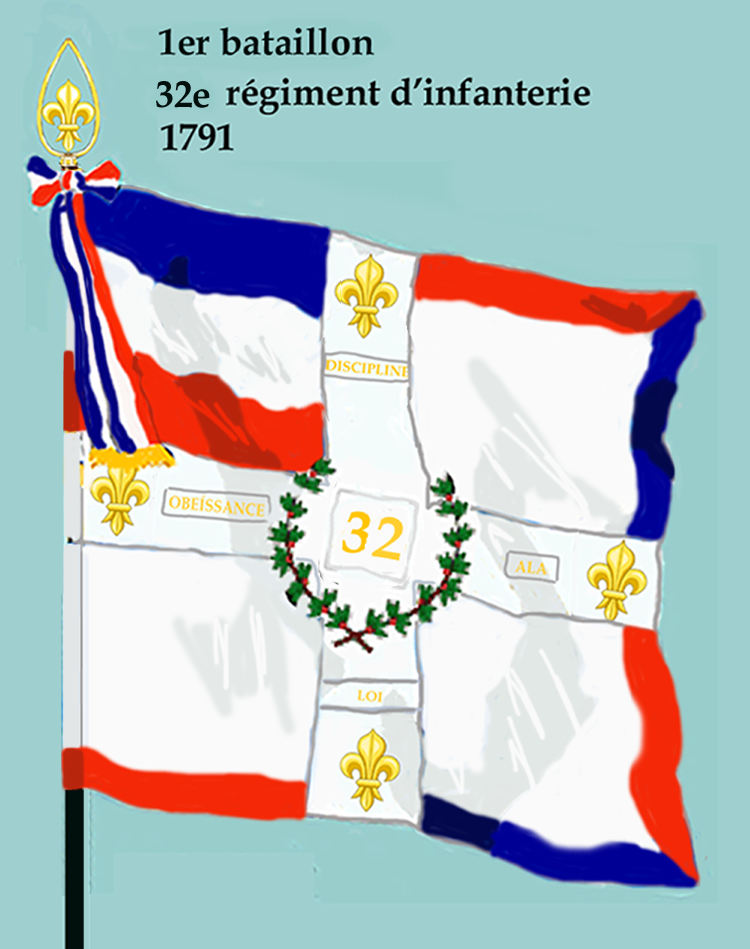
Drapeau du 1er bataillon de 1791 à 1793
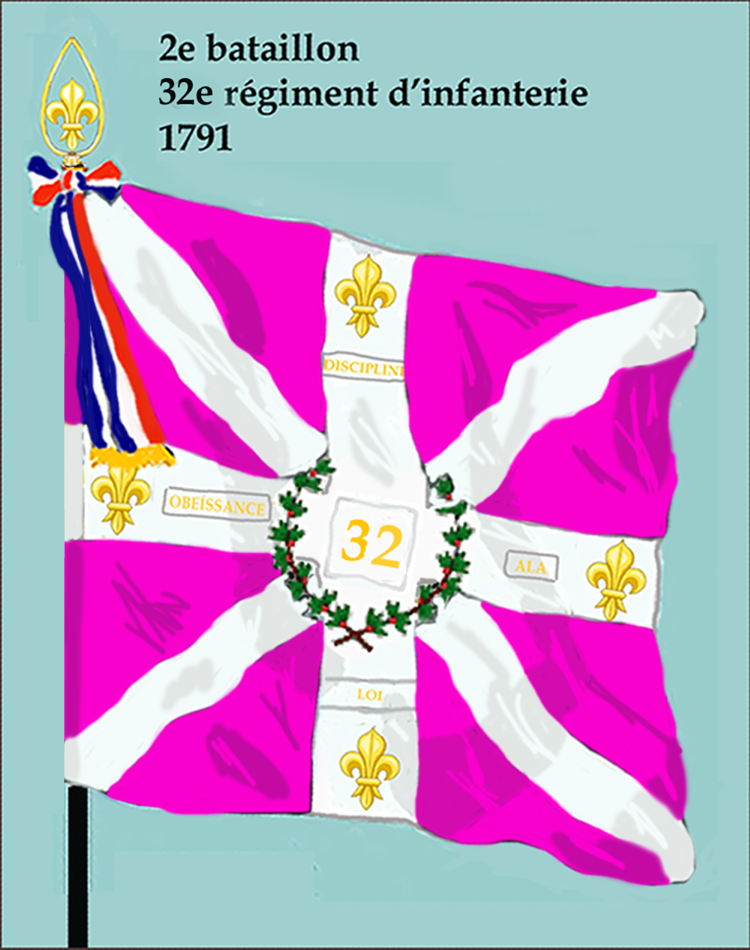
Drapeau du 2e bataillon de 1791 à 1793

##### 1790 - 1791

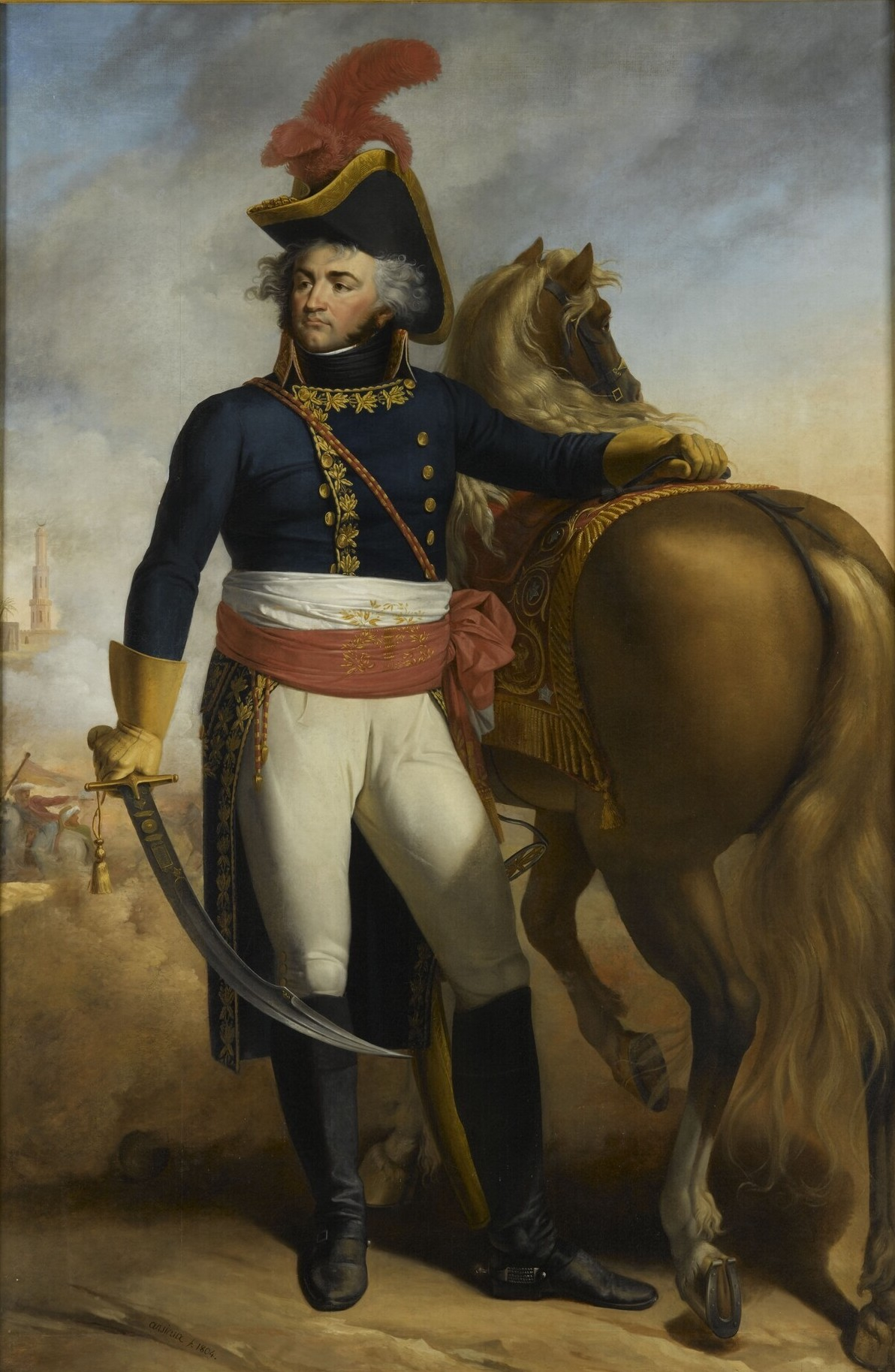
Le à forger son identité, malgré les troubles de la période révolutionnaire, dans le sillage du général Kléber.

À la Révolution, les deux bataillons du 32e régiment d’infanterie de ligne sont dispersés et le resteront jusqu'en 1796 :
- 1er juillet 1790, le 1er bataillon est en garnison à Port-Louis. Le 2e bataillon tient garnison à Lorient.
- 1791 - Arrivée à Tours. Le 23 juin 1791, des soldats arrêtent le colonel de Saint-Tropez qui gagnait la frontière pour émigrer et le force à démissionner. Il est remplacé par le commandant du 2e bataillon. Le régiment fait globalement allégeance aux nouveaux pouvoirs locaux. Le 10 juillet, le 32e RI tient garnison à la caserne de Guise à Tours et reçoit des mains des dames citoyennes de la ville, dans la cathédrale Saint-Gatien son nouveau drapeau aux couleurs nationales, comportant d'un côté l'inscription : « Discipline, obéissance à la loi ». Les emblèmes sont bénis par l'archevêque constitutionnel l'abbé Suzor[10].
- 1792 - Désorganisation du fait de l'émigration. 1er janvier 1792, le 1er bataillon est toujours en garnison à Tours. Il comprend un effectif de 512 hommes et 251 manquants. Le 2e bataillon est envoyé en Martinique au départ de Brest. En avril le bataillon de Tours détache à Blois quatre compagnies pour maintenir l'ordre. Un règlement du 15 mars portant les 1er bataillons de chaque régiment à 10 compagnies et l'effectifs théorique du régiment à 812 hommes, 132 grenadiers quittent la Martinique pour renforcer le 1er bataillon du 32. Le 1er bataillon forme avec le 1er bataillon du 82e, le 2e bataillon de la Haute-Saône qui avec le 3e bataillon du Jura forment la 2e brigade de l'armée des Vosges. Comme tous les autres, le régiment est cependant désorganisé par l'émigration de la presque totalité des officiers. Il n'en reste que sept, parmi lesquels Beaupuy prend la tête d'un bataillon de volontaires de la Dordogne, Vimeux et Saint-Sauveur quittent Tours avec le 1er/32e le 5 juillet pour le camp de Lauterbourg, sous les ordres du général Kellermann.

##### 1792 - 1796
- 1792-1793 - Armée de Mayence. Vimeux commande le régiment à l'attaque de Spire puis prend part aux opérations du général Custine à Mayence et à Francfort. En décembre 1792 il couvre la retraite de l'armée du Rhin et mérite les éloges du commandant en chef. Vimeux est nommé colonel. Siège de Mayence du 28 mars au 28 juillet 1793 où le bataillon résiste à la famine et aux bombardements, s'illustrant entretemps dans la défense de Cassel sous les ordres du général Meusnier qui du coup soutient la promotion de Vimeux au grade de général (la caserne de Guise à Tours sera rebaptisée plus tard du nom de Meusnier, né à Tours). Avec retard, la défense de Mayence vaut aux bataillons ayant combattu, des couronnes civiques à leur arrivée à Nantes, le 1er septembre.

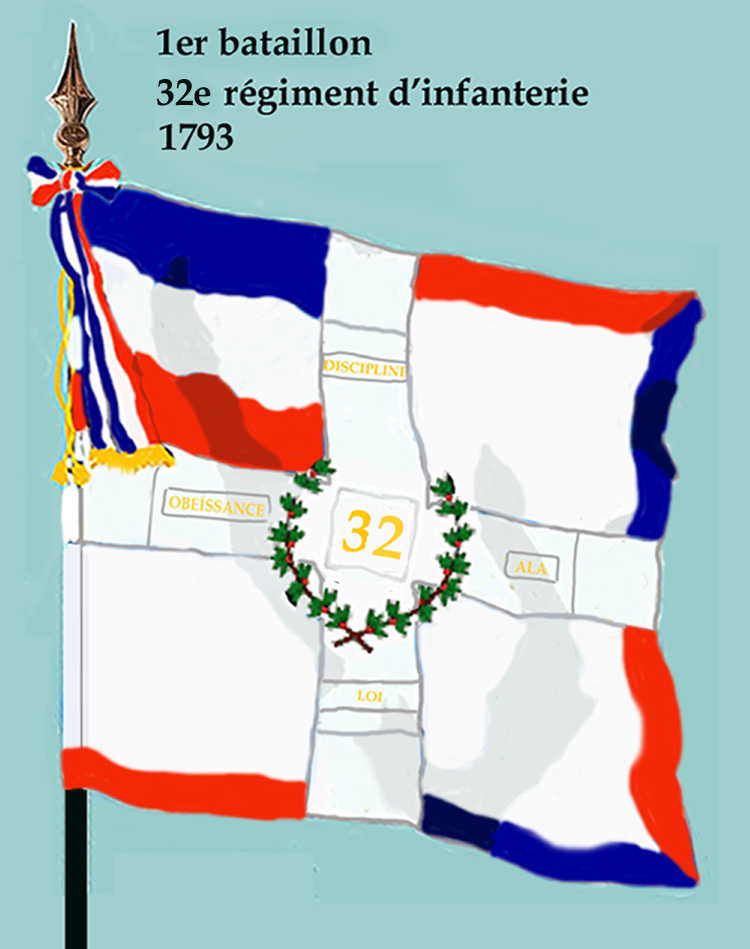
Drapeau du 1er bataillon de 1793 à 1795
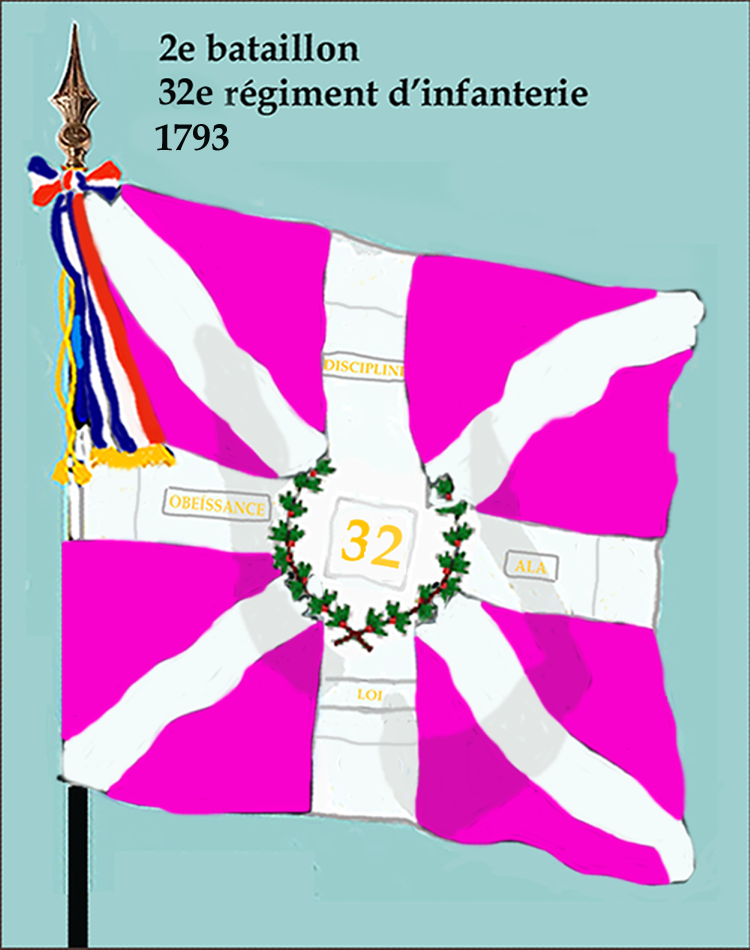
Drapeau du 2e bataillon de 1793 à 1795

- 1793-1796 - La Vendée. Le 1er bataillon a suivi l'Armée de Mayence. Il se trouve dans la division des Sables d'Olonne en 1793 puis semble être englouti dans les guerres de Vendée[11], participant entre autres à la funeste bataille de Torfou. Le 2e bataillon est en révolte en Martinique ; tous les officiers, y compris le colonel Baussancourt, émigrent. De retour sur le continent, le reste du bataillon débarque à Dieppe. Il combat également en Vendée dans l'Armée des côtes de La Rochelle, l'Armée de l'Ouest, l'Armée des côtes de Brest et de Cherbourg avec le général Kléber. C'est un bataillon qui se reforme avec des volontaires, à l'effectif moyen de 830 hommes, commandé par Jean-Baptiste Penant, d'abord cantonné à Redon. Parmi eux, un enfant de quatorze ans, qui sera tué au combat par les Chouans. L'effectif du 1er bataillon cantonné à Port-Malo au 1er janvier 1794 est de 531 hommes (pour 1 076 h théorique). Le régiment subit des pertes : 8 % de l'effectif pour la seule année 1794[10]. Le 30 octobre, l'Armée de Mayence est dissoute. Le 32e apprend à Angers qu'il fait désormais partie de la 2e brigade (Canuel) de la division Kléber, avant que l'ensemble des troupes soit accueilli triomphalement à Nantes. Le 1er/32e affronte la relance de la guerre de Vendée dans les rangs des brigades Danican et Klinger de la division Chabot et contribue à la terminer[10].

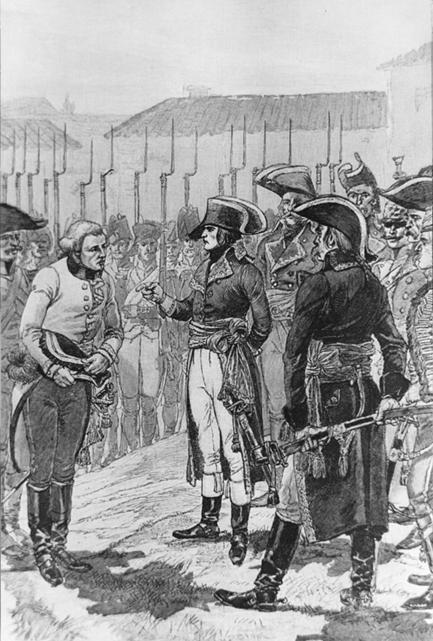
Bonaparte obtenant la reddition des Autrichiens à la bataille de Lonato où la tradition du régiment se fixe concernant sa devise et la citation dont il tire gloire.

### 32edemi-brigadede deuxième formation (1796-1803)

#### Guerres de la Révolution

##### 1796 - 1803
La 32e demi-brigade de deuxième formation est formée le 25 ventôse an IV (15 mars 1796) par l'amalgame des :
- 21e demi-brigade de première formation (1er bataillon du 11e régiment d'infanterie (ci-devant La Marine), 2e bataillon de volontaires du Var et 1er bataillon de volontaires de la Haute-Garonne)
- 118e demi-brigade de première formation (2e bataillon du 59e régiment d'infanterie (ci-devant Bourgogne), 2e bataillon de volontaires de la Drôme et 3e bataillon de volontaires de l'Isère)
- 129e demi-brigade de première formation (1er bataillon du 70e régiment d'infanterie (ci-devant Médoc), 1er bataillon de volontaires de l'Hérault et 2e bataillon de volontaires de l'Hérault)
- 3 compagnies de grenadiers de la 80e demi-brigade de première formation (2e bataillon du 40e régiment d'infanterie (ci-devant Soissonnais), 1er bataillon de volontaires de la Haute-Saône et 3e bataillon de volontaires du Haut-Rhin)

La 32e demi-brigade fait les campagnes de l'an IV et de l'an V à l'armée d'Italie, celle de l'an VI aux armées d'Italie et d'Orient, celle de l'an VII à l'armée d'Orient et celles de l'an VIII et de l'an IX aux armées d'Orient et de Réserve. Elle reçoit un drapeau tricolore (deux grands angles bleu et rouge délimitant une bande diagonale blanche) comportant notamment le bonnet phrygien,. Ses trois bataillons sont généralement employés séparément.
- 1796 -1797. Campagne d'Italie à laquelle elle participe au sein de l'avant-garde aux ordres du général Massena. Elle y aurait gagné le surnom de « L'invincible » (infra) de la part du général Bonaparte. Elle se distingue particulièrement lors du combat de Dego après la défense héroïque de la redoute de Montelegino et la bataille de Montenotte, puis lors de la prise des redoutes de Millesimo les 15 et 17 avril, à la bataille du pont de Lodi en mai, aux combats entre Castiglione et Borghetto et à la prise de Peschiera, au combat de Salbet et à la bataille de Lonato en août. Suivent les batailles de Roveredo, de Bassano, Mantoue et de Saint-Georges, les 4 et 15 septembre ; la bataille du pont d'Arcole, du 15 au 17 novembre. En janvier 1797, la 32e demi-brigade s'illustre encore lors des batailles de Rivoli et de la Favorite, lors du combat de Gradisca pendant le passage de l'Isonzo. Au total, du 11 avril 1796 au 7 avril 1797, la 32e prend part à 15 batailles et 18 combats. Pertes : 363 hommes dont 23 officiers. Elle fait 11604 prisonniers, prend 36 canons et 6 drapeaux[10]. Au soir de la bataille de Lonato, Bonaparte avait écrit au Directoire : "J'étais tranquille la brave 32e, était là"[3]. On retrouve cette épigraphe, ainsi que les victoires à laquelle elle prit part, sur le nouveau drapeau que la 32e reçoit le 14 juillet 1797[10].
- 1798. Campagne de Suisse. Arrivée à Genève le 23 janvier, la 32e cantonne à Payerne puis se bat à Berne. Le 19 mars et le 2 mars 1798, elle se couvre de gloire lors de la capitulation de Fribourg en s'emparant des retranchements et de 50 pièces de canon.
- 1798-1801. Campagne d'Égypte. Forte de 1 657 hommes, la 32e embarque le 19 mai son 1er bataillon et le commandement sur le Mercure, le 2e sur le Timoléon avec le général de division Bon, le 3e sur le Généreux et le reste d'officiers et 286 grenadiers sur le Guillaume-Tell. Au sein de l’armée d’Orient, elle participe le 19 juin à la prise de Malte, le 2 juillet à la prise d'Alexandrie. Le 3 thermidor An VI c'est la bataille des Pyramides après une remontée du Nil dans des conditions épiques. Le général Dupuy, commandant de la 32e, est dépêché pour gouverner Le Caire avec ses compagnies de grenadiers. Il y perdra la vie lors de l'insurrection du 21 octobre suivant et y gagnera la reconnaissance des Consuls qui font élever une colonne en son honneur à Toulouse avec cette inscription : « A Dupuy et aux braves de la 32e demi-brigade morts au champ d'honneur. » Entretemps, une partie de la 32e part se battre et occuper El-Fiély plus au sud, puis participe à la reconnaissance de l'ancien canal de Suez. Toute la 3e compagnie du 3e bataillon revenue au Caire est sanctionnée, ses hommes et officiers cassés ; deux grenadiers sont fusillés pour notamment avoir violé et égorgé trois des femmes du cheikh El-Bakry favorable aux Français.

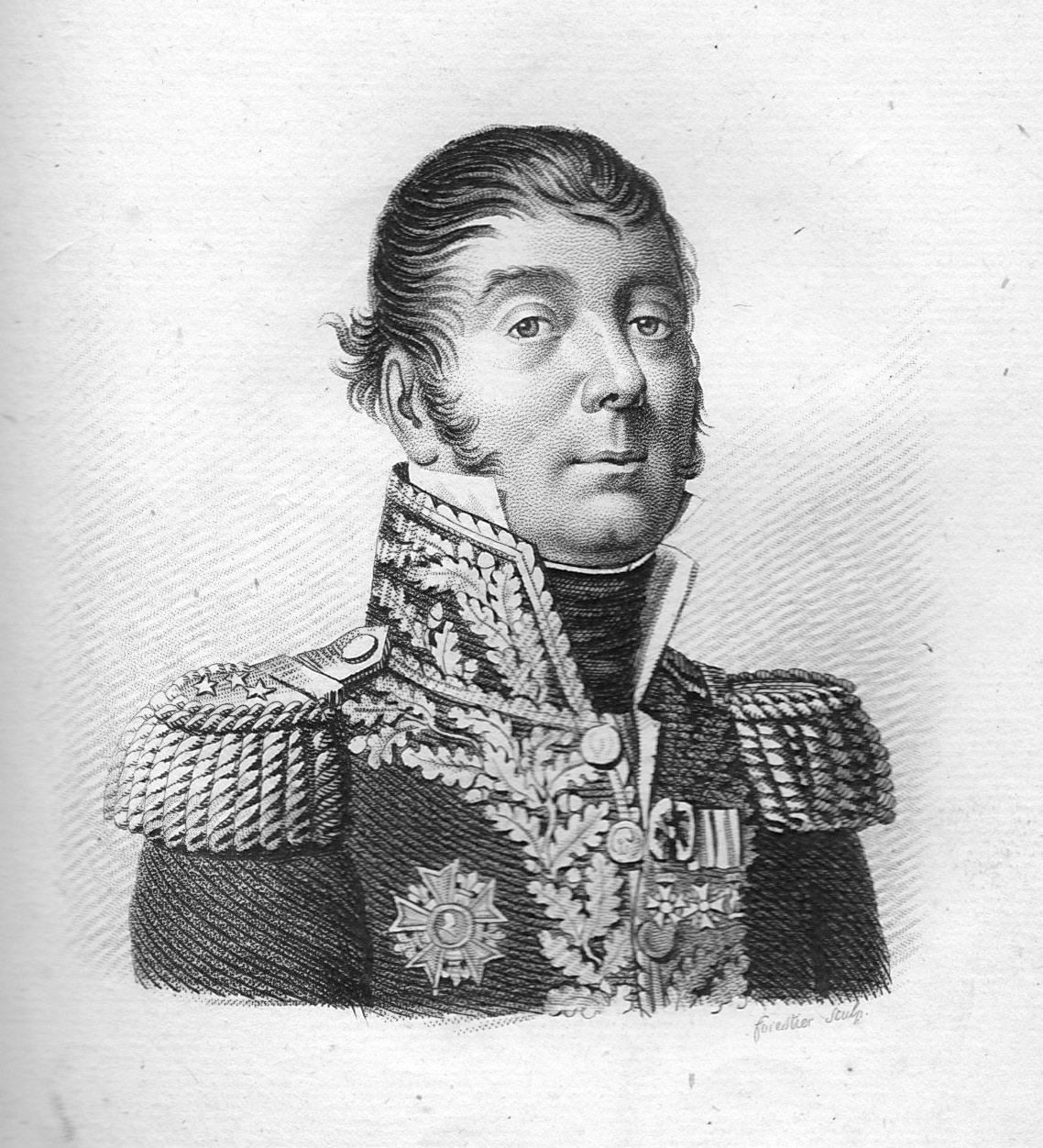
Le général Rampon est, avec le général Darmagnac, l'une des grandes figures de la les campagnes d'Italie et d'Égypte.

- Février à juin 1799. Campagne de Syrie. Le 3e bataillon reste à El-Fiély aux ordres de Duranteau. Les 1er et 2e bataillons font partie de la division Bon et de la brigade Rampon qui se mettent en marche avec Kléber vers Jaffa, via El-Arich et Gaza. L'action de la 32e est décisive pour la prise de la ville le 7 mars 1799. Elle s'illustre avec son chef Darmagnac lors du Siège de Saint-Jean-d'Acre et la funeste Batailles du Mont-Thabor, le 16 avril 1799 au prix de lourdes pertes, la peste aidant, puis d'une retraite difficile. À partir du Caire, s'engage ensuite la bataille d'Aboukir, le 25 juillet où la 32e qui fait partie de l'aile gauche du dispositif d'attaque peut agir de manière déterminante pour l'emporter. Bataille de Lesbek en novembre où le sergent-major Bésiès est mis à l'ordre de l'Armée pour avoir sauvé le drapeau de son bataillon. Suit la révolte du Caire en mars 1800 et deux compagnies de grenadiers de la 32e concourent à la reprise de Boulaq nécessaire à celle du Caire. Le commandant de la 32e, Darmagnac, gagne ses étoiles de général lors du siège d'Alexandrie en septembre. Bataille de Canope en 1801.

La 32e aura finalement perdu environ 390 hommes durant la campagne d'Égypte dont 87 par la peste.
À noter que la formation du corps expéditionnaire d'Égypte ayant fortement désorganisé l'armée d'Italie la 32e restée en métropole était réduite à son dépôt de Toulon avec 120 hommes environ. Un 3e bataillon bis fut constitué en janvier 1799 avec les bataillons complémentaires des 25e, 32e et 61e demi-brigades pour former la 4e demi-brigade d'infanterie d'Orient. Le bataillon bis s'illustre lors de la campagne des Grisons avec Massena, en Italie où elle entre par le col du Petit-Saint-Bernard avec la division Chabran en mai 1800, puis à Tarente avec l'Armée d'observation du Midi en 1802.
- 1802-1803. De retour en France, la 32e est en garnison le 10 brumaire An XI à Saint-Denis.

### 32erégimentd'infanterie de ligne (1803-1815)
Par décret du 1er vendémiaire an XII (24 septembre 1803), le Premier Consul prescrit une nouvelle réorganisation de l'armée française. Il est essentiel de faire remarquer, pour faire comprendre comment, souvent le même régiment avait en même temps des bataillons en Allemagne, en Espagne et en Portugal, ou dans d'autres pays de l'Europe, que, depuis 1808, quelques régiments comptaient jusqu'à 6 bataillons disséminés, par un ou par deux, dans des garnisons lointaines et dans les diverses armées mises sur pied depuis cette date jusqu'en 1815.

Ainsi, le 32e régiment d'infanterie de ligne est formé à 3 bataillons avec la 1er, 2e et 3e bataillons de la 32e demi-brigade de deuxième formation. Chaque bataillon compte de 800 hommes.

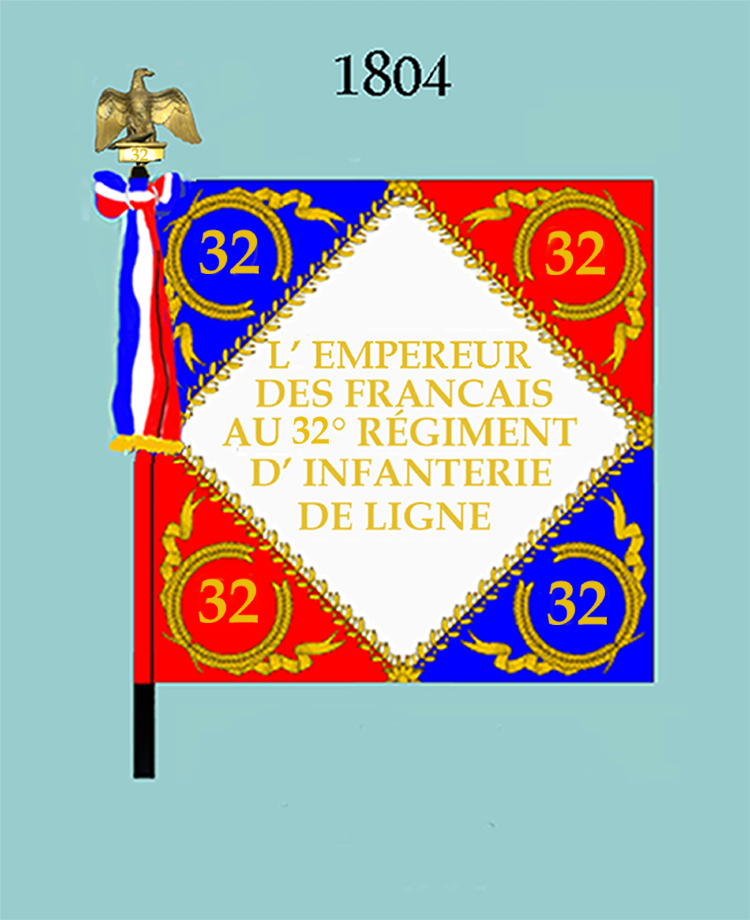
Drapeau du 32e RI de 1804 à 1812 (avers)
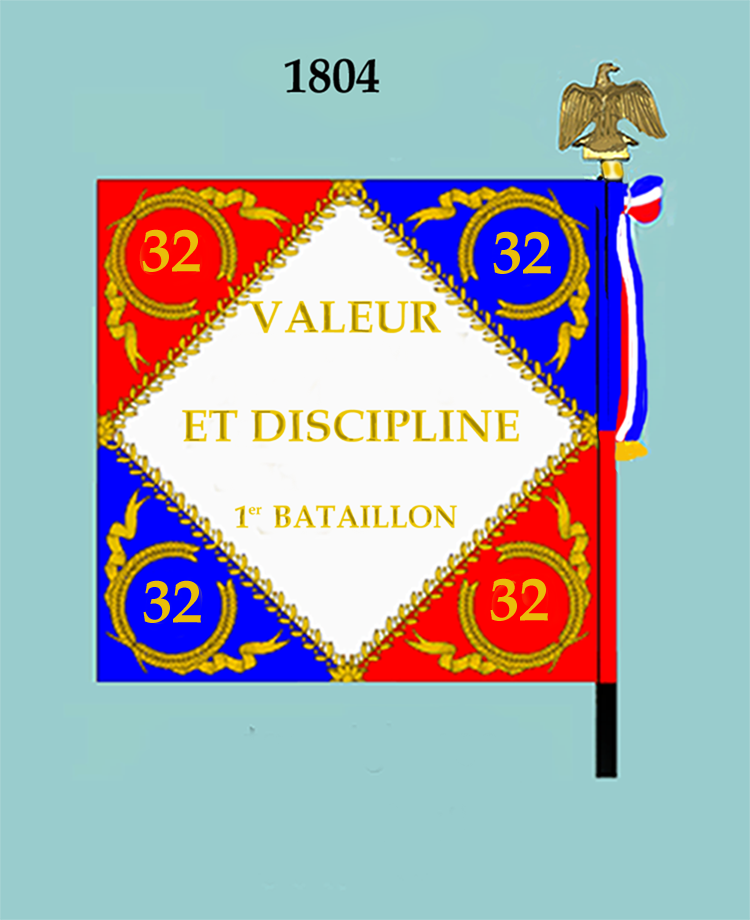
Drapeau du 1er bataillon de 1804 à 1812 (revers)

#### Guerres de l'Empire
Sous l'Empire, le 32e combat à Austerlitz, à Iéna et en Pologne où le régiment « se couvre de gloire » (Napoléon) à bataille de Friedland où il sauve le drapeau du 68e

##### 1804
Avant la constitution de la Grande Armée, le 32e RI fait partie de l'Armée des côtes de l'Océan, forme la brigade Marchand avec le 96e RI et appartient à la 1re division commandée par le général Dupont au sein du 6e corps du maréchal Ney. Le 32e, moins un bataillon resté à Paris, s'établit au camp de Boulogne-Montreuil, près d'Étaples. C'est là qu'a lieu le 16 août 1804 la première remise de la Légion d'honneur, nouvellement créée, à des militaires, dont 50 décorés pour le régiment, auxquels s'ajoutent encore 31 décorés lors de la promotion du 5 novembre. À la tête d'une délégation de 16 hommes, le colonel Darricau, commandant du régiment, assiste au couronnement de l'Empereur Napoléon Ier, puis reçoit son nouveau drapeau tricolore au Champ de Mars à Paris en décembre : les couleurs nationales délimitent un losange blanc où figure d'un côté la mention « L'Empereur des Français au 32e Régiment d'Infanterie » et de l'autre « Valeur et discipline ».

##### 1805 - 1815
Campagne d'Autriche : Le régiment se met en marche en direction du Rhin, passé au pont de Durlach le 26 septembre ; Stuttgart le 1er octobre et le 9 en position avec la division Dupont à Albeck sur le Danube face à Ulm :
Le 11 octobre : bataille de Haslach-Jungingen rendant possible la prise d'Ulm; Le 1er hussards du régiment garde 3 000 prisonniers en queue, laissant l'illusion à l'ennemi de forces françaises plus importantes ! Le 14 octobre : bataille d'Elchingen ; le 18 une patrouille de 15 hommes maîtrise 300 Prussiens et s'emparent de leur drapeau ; la division passe successivement sous le giron du prince Murat, de Berthier puis de Mortier, puis le régiment rejoint un temps la division Gazan. Combats de Diernstein contre les renforts russes le 11 novembre où le régiment sauve la division. Le régiment se trouve successivement à Vienne dont il part le 29 décembre, puis rejoint Munich après 17 jours de marche, Francfort, Düsseldorf, Liège, puis Mayence, tandis que la division Dupont est détachée le 22 août auprès de la Grande Armée dont le quartier général est à Cologne.
Campagne de Prusse et de Pologne.
- 1806 : Après avoir combattu avec éclat à Halle parachevant ainsi les victoires d'Iéna et d'Auerstaedt en octobre, le 32e est toujours avec la division Dupont mais celle-ci est devenue la 3e du 1er corps sous le commandement du maréchal Bernadotte. Après le combat de Wahren le régiment arrive à Lübeck à la sauvegarde de laquelle il est désigné. Il passe à Berlin, franchi l'Oder à Francfort le 1er décembre pour rejoindre la Pologne.
- 1807 : Bataille de Mohrungen où le colonel du régiment à la tête du 1er bataillon intervient de manière décisive, les deux autres bataillons en réserve. Ce succès empêche les Russes de surprendre l'armée française. Le sergent Pradal obtiendra en 1808 la légion d'honneur pour avoir tué le commandant d'un escadron russe qui chargeait son détachement de voltigeurs. Cantonné en juin à Braunsberg, manœuvre sur la Basse-Passage avant d'être engagé à la bataille de Friedland où le drapeau du 68e RI se réfugie dans les rangs du 32e à la garde de ses grenadiers. Retour au cantonnement de Berlin. Le général Ruffin remplace Dupont à la tête de la division dont fait partie le 32e.

Le régiment sera cité à l'ordre du jour de l'armée en 1805 pour avoir soutenu un combat contre la majeure partie des forces du prince Ferdinand d'Autriche à Haslach, entre Ulm et Albeck, pour les combats de Diernstein, puis une nouvelle fois en 1806 pour son combat à Mohrungen.
Invasions françaises du Portugal et Guerre d'indépendance espagnole
- 1807 :

Affecté au Corps d'observation de la Gironde, on relève la présence du 32e dans l'Armée de Portugal au sein du 3e régiment provisoire, constitué à partir du 3e bataillon (complété par des éléments du dépôt de Paris), du 1er bataillon et d'un bataillon du 58e régiment d'infanterie. Ce régiment appartient à la brigade Thomières de la 2e division (général Loison). À Bayonne jusqu'au 17 octobre 1807, les unités entrent en Espagne par Salamanque pour une marche si pénible jusqu'à Lisbonne qu'elles y arrivent désorganisées le 8 décembre 1807. Le 3e bataillon occupe Almeida et le fort de la Conception proche. Occupation de Abrantès puis en position à Torrès-Vedras avant la défaite honorable de Vimeiro face aux anglais.
- 1808 - 1813 :

Les troupes sont rapatriées en France par la mer et le régiment est réorganisé à Paris. En février 1808, il est porté à 5 bataillons (4 de guerre à 6 compagnies et un dépôt de 4 compagnies). Les trois premiers bataillons se mettent en route pour l'Espagne, au sein de la brigade Roguet composant la 1re division du 4e corps du général Sébastiani. L'Armée du Portugal est dissoute en décembre 1808. Le 3e bataillon constitue l'essentiel du nouveau 4e bataillon qui rejoint les autres à Madrid.

À partir de 1808 n'y a plus qu'un seul drapeau régimentaire (aigle) alors qu'il y avait un drapeau par bataillon auparavant. En 1811 le drapeau est affecté au seul 1er bataillon, les autres ont des fanions. Le drapeau réglementaire de 1812 porte la mention : Friedland ; Ulm. Ultérieurement il portera : Lonato 1796 ; Les Pyramides 1798 ; Friedland 1807. Le drapeau du 32e est là où il y a le plus de bataillons et restera en Espagne jusqu'en 1814. Le 32e n'a jamais perdu son drapeau.
En Castille, le 32e participe à la bataille de Talavera en juillet 1809 où il encaisse seul la charge du centre de l'armée anglaise et participe à la victoire d'Almonacid en août. En janvier 1810 le 4e bataillon réorganisé entretemps à Paris, entre dans la composition du 8e corps nouveau (général Junot), réuni à Logroño en février pour faire partie de la seconde Armée du Portugal constituée en mai aux ordres de maréchal Masséna.
En Andalousie où il se porte ensuite, le régiment s'organise pour lutter contre les guérillas espagnoles. Sur le chemin, la dysenterie fait des ravages et il est interdit de cueillir du raisin ; un soldat désobéissant est fusillé. En mars 1810 le major Schmitz est cité pour avoir capturé avec son détachement de 170 hommes, le chef de guerre Mina à la tête d'une troupe de plus de 500 hommes et cavaliers. Le 32e se porte en mai à Grenade, en juillet à Jaën, en août à Cadix, en octobre à Cordoue. Lors, deux compagnies du 1er bataillon se distinguent dans une sortie du fort de Marbeilla (Malaga) en juillet et les 1er et 3e bataillons prennent le 2 novembre leur part à la bataille de Baza ou de Rio d'Almanzor ; le colonel du régiment (Aymard) est cité. En juillet le 4e bataillon passe dans la division d'arrière garde Séras et assure les communications. Dès 1811 le dit bataillon revient au 4e corps de l'Armée du midi, appartient au 3e régiment de marche et arrive à Cordoue le 13 mai. En juin arrivent du dépôt 1 300 conscrits à Cadix pour le recomplétement du 32e ; la guérilla se poursuit et le 32e placé en avant-garde assure aussi des missions de ravitaillement et de renseignement, comme le 9 août sur le camp de Venta-del-Baül ; le 32e est employé fin 1811 à former un cordon sanitaire contre la fièvre jaune.

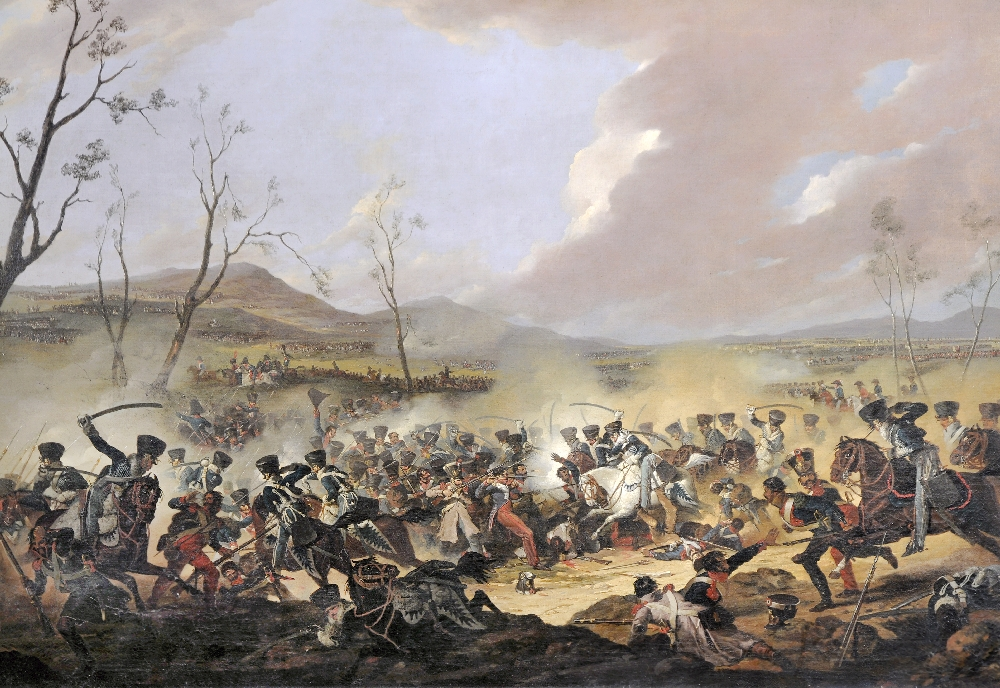
La défaite d'Orthez et celle de Toulouse sont les derniers soubresauts malheureux de l'intervention du Espagne.

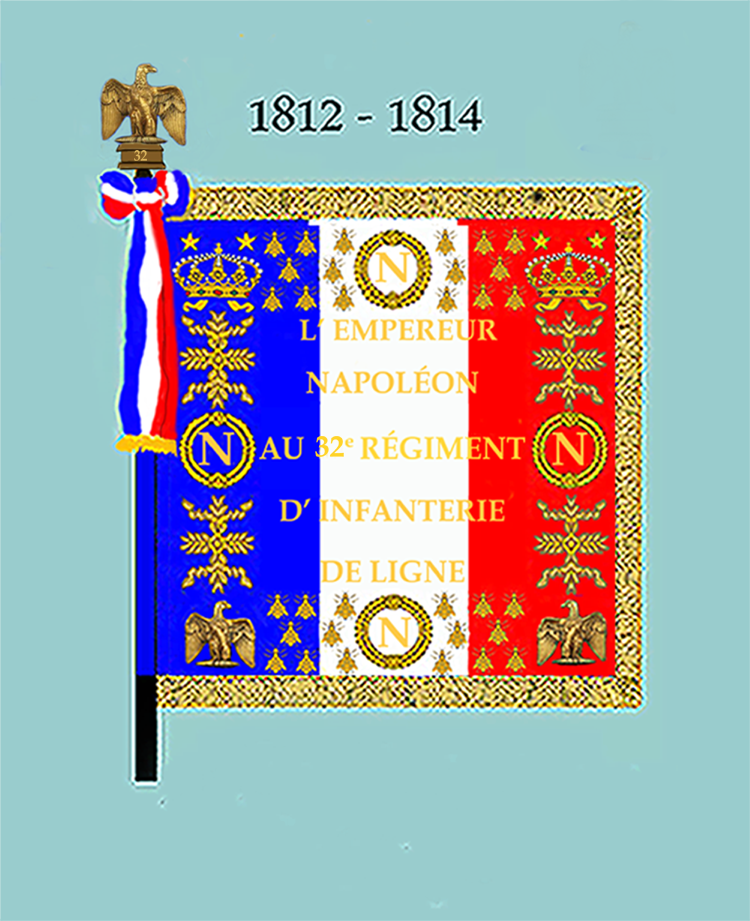
Drapeau du 32e RI de 1812 à 1814 (avers)
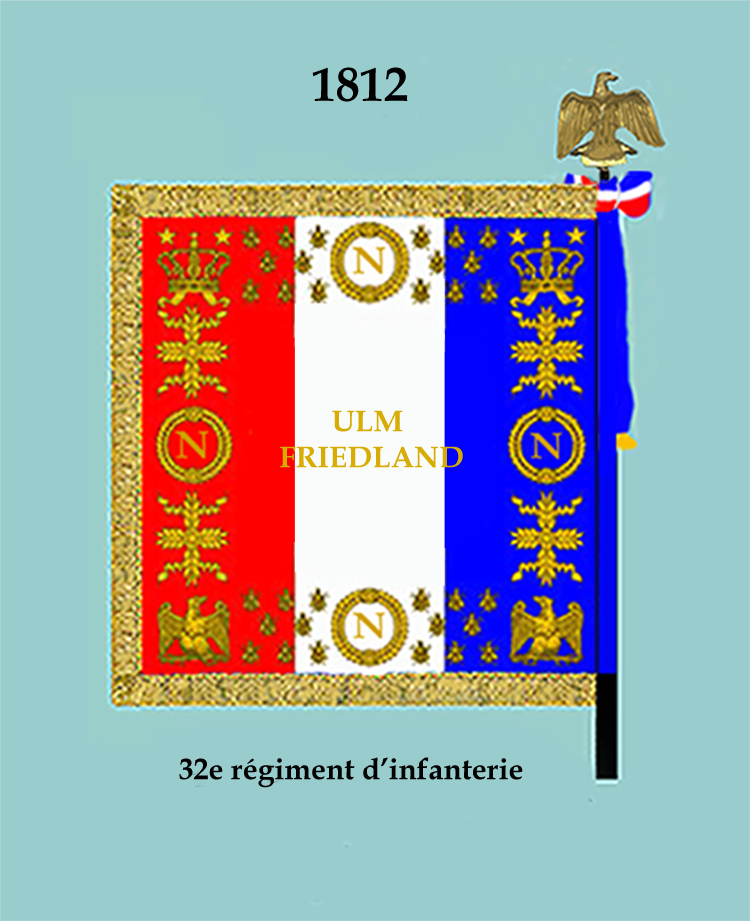
Drapeau du 32e RI de 1812 à 1814 (revers)

Le 20 juillet 1812, le colonel du régiment à la tête d'un bataillon enlève Cazorla. L'opération est à l'ordre du jour de l'armée. Le 25 un détachement du 32e aux ordres du lieutenant-colonel Beauvais occupe Osuna et résiste de manière héroïque à un assaut espagnol commandé par Ballesteros.
Le 22 février 1813, les hommes du 4e bataillon sont incorporés aux trois autres. Le 18 avril les hommes du 3e bataillon sont versés dans les deux premiers. Le 28 novembre les hommes du 2e bataillon sont incorporés dans le 1er devant Bayonne où, par ailleurs, se trouve le petit dépôt du 32e. Ses cadres partent à Nîmes pour former un 7e bataillon de réserve avec les conscrits, qui cantonne ensuite à Toulouse au sein de la 2e division de réserve de l'Armée d'Espagne.
Après le désastre de Vittoria en juin 1813, les débris des armées du midi, du Portugal, du Centre et du Nord sont réorganisés et la bataille se porte sur le territoire national ; deux bataillons du 32e sont au camp de Sarre et font partie de la brigade Rey, à l'aile gauche de la 4e division Conroux ; le 32e s'illustre dans le sang au siège de Pampelune mais Sarre est perdu en novembre.
À noter que l'on retrouve le régiment à nouveau en Allemagne à partir du 14 février 1813, avec un 6e bataillon constitué par le dépôt de Paris qui va à Dresde. Les éléments restant de la réorganisation d'avril 1813 servent à reformer un 3e bataillon, rejoint par le 4e bataillon, qui servent à reconstituer le 32e régiment provisoire à Dresde et Mayence, avec le 2e bataillon du 39e RI, qui entre dans la composition de la 51e division du 4e corps de la Grande Armée. Par ailleurs, un 6e bataillon bis sera constitué en décembre à la caserne Popincourt de Paris pour combattre en France en 1814.
Le 27 février 1814 : résistance héroïque mais vaine à la bataille d'Orthez, puis à la bataille de Toulouse en avril.

Après l'exil de Napoléon Ier à l'île d'Elbe une ordonnance de Louis XVIII en date du 12 mai 1814 réorganise les corps de l'armée française. Ainsi 90 régiments d'infanterie sont renumérotés, et le 32e prend le no 31e.

À son retour de l'île d'Elbe, le 1er mars 1815, Napoléon Ier prend, le 20 avril 1815, un décret qui rend aux anciens régiments d'infanterie de ligne les numéros qu'ils avaient perdus.
En 1815, pendant les Cent-Jours, le 32e RI de ligne ayant retrouvé son numéro, fait partie de la 1re brigade de la 16e division d'infanterie sous les ordres du général Albert.

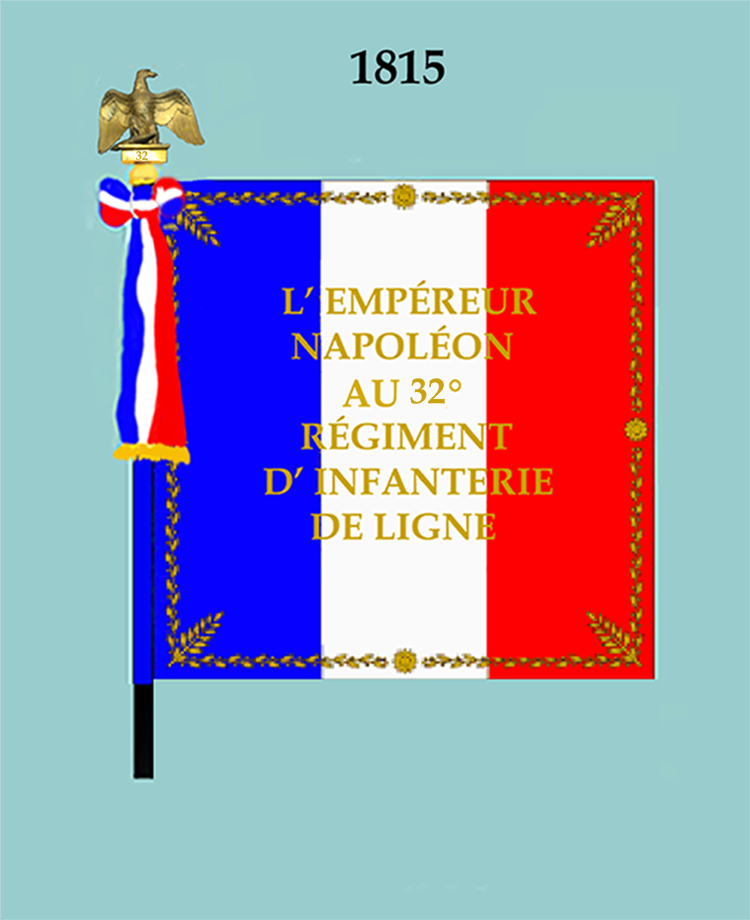
Drapeau du 32e RI en 1815 (avers)
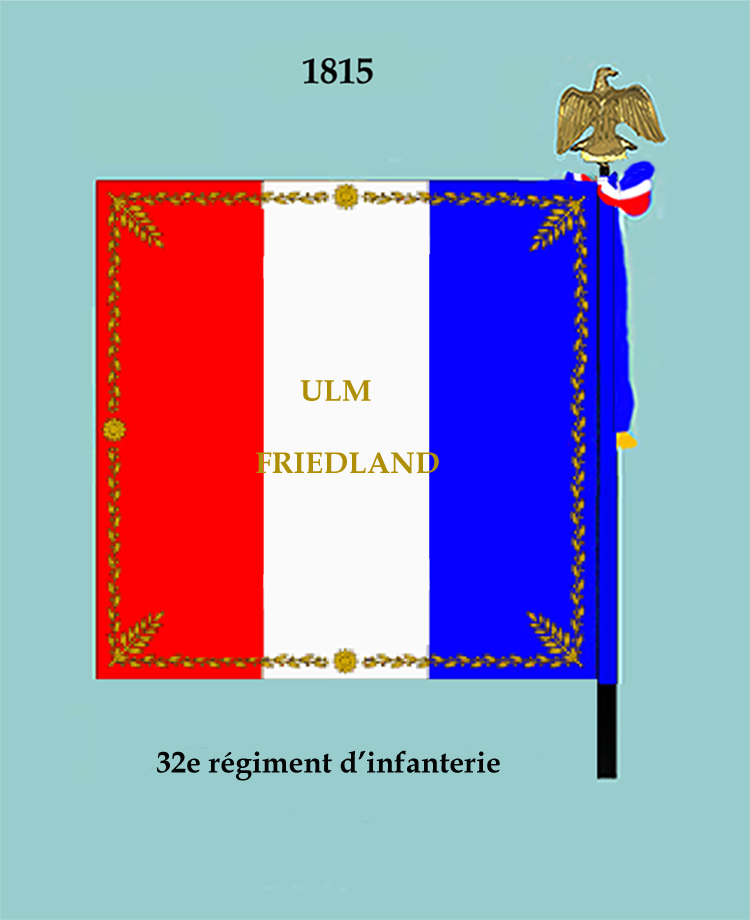
Drapeau du 32e RI en 1815 (revers)

Après la seconde abdication de l'Empereur, Louis XVIII réorganise de l'armée de manière à rompre avec l'héritage politico-militaire du Premier Empire.
A cet effet une ordonnance du 16 juillet 1815 licencie l'ensemble des unités militaires françaises.

### Légion du Pas-de-Calais (1815-1820)
Par ordonnance du 11 août 1815, Louis XVIII crée les légions départementales. La 61e Légion du Pas-de-Calais, qui deviendra le 32e régiment d'infanterie de ligne en 1820, est créée à Arras.

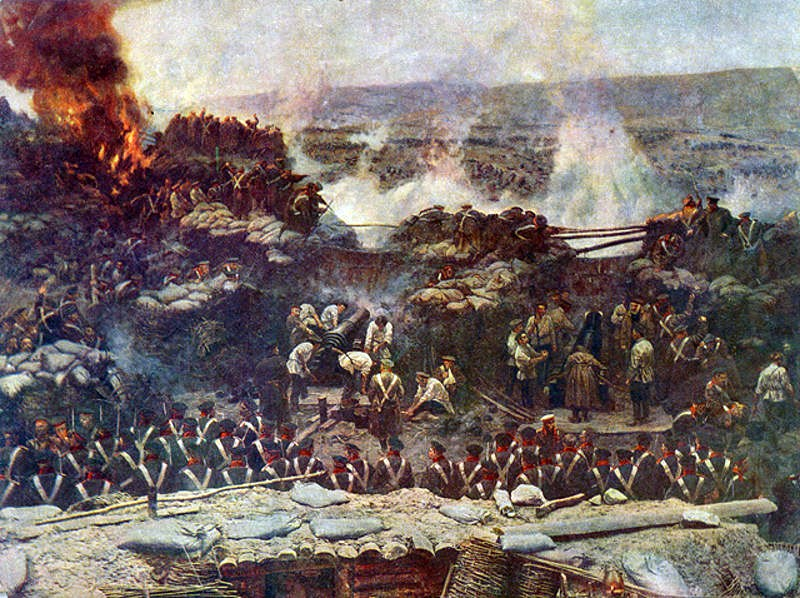
Siège de Sébastopol en 1855.

### 32erégiment d'infanterie de ligne (1820-1882)
En 1820 une ordonnance royale de Louis XVIII réorganise les corps de l'armée française en transformant les légions départementales régiments d'infanterie de ligne. Ainsi, le 32e régiment d'infanterie de ligne est formé, à Metz, avec les 3 bataillons de la légion du Pas-de-Calais.

#### 1820-1848
Alors que l'armée royale était vêtue bleu de roi, une décision de Louis XVIII généralise la couleur garance (rouge vif) ; les anciennes tenues bleues sont usées avec les recrues à l'instruction, d'où leur surnom « les bleus ».
- 1822 -1825 : le 32e se retrouve d'abord à Perpignan avant d'être engagé dans le 4e corps d'armée de l'expédition d'Espagne.
- 1826 -1828 : le 32e est cantonné à nouveau à Metz.
- 1830 : Une ordonnance du 18 septembre créé le 4e bataillon et porte le régiment, complet, à 3 000 hommes[15].
- 1830-1831 : Il cantonne à Douai, Rennes et Saint-Malo, puis à Nantes avec son 4e bataillon à Angoulême.
- 1832 : le 32e se porte à Paris pour mater l'insurrection républicaine de juin.

En avril 1834, il participe à la répression des émeutes, qui s'étendent à Paris, qui mène au massacre de la rue Transnonain.
- 1835 - 1842 : le 32e RI quitte Paris pour Metz. Il cantonne ensuite successivement à Mâcon (1837-1839), Lyon (1840), Briançon (1841) et Toulon (1842) où il s'embarque pour l'Afrique sous le commandement du futur général Cavaignac[3],[13].
- 1843 - 1848 : campagne africaine où le régiment participe notamment à la guerre franco-marocaine ; il est ainsi à la bataille de l'Isly avec le Père Bugeaud.

- 1848 : le 32e RI rentre en France, laissant une partie de son effectif aguerri aux zouaves[14] ; proclamation de la deuxième République en décembre.

#### Deuxième République
Après le coup d'État du 2 décembre 1851, commis par Louis-Napoléon Bonaparte qui envisage de rétablir l'Empire, des insurrections éclatent dans plusieurs départements de province. Le 32e de ligne combat les insurgés de la Drôme.

#### Second Empire
- 1849 - 1852 : le régiment fait partie du corps expéditionnaire de la Méditerranée envoyé combattre la République romaine et participe au siège de Rome puis fait partie de la division d'occupation d'Italie ; établissement du second Empire en décembre 1852.
- 1855 - 1856 : le régiment prend part à la guerre de Crimée où il s'illustre au siège de Sébastopol, à la bataille d'Inkerman[3] et à Tracktir (Bataille de la Tchiornaïa)[13]. Le drapeau portera ultérieurement : Sébastopol 1855.
- 1856 - 1869 : le régiment est successivement cantonné à Phalsbourg (1856-1859), Napoléon-Vendée (1860-1862), Lyon (1863-1864), Avignon (1865-1866), puis Briançon et Gap (1867), Toulon (1868), Bastia (1868-1869) et Ajaccio (1869).
- Par décret du 2 mai 1859 le 32e régiment d'infanterie fourni 1 compagnie pour former le 102e régiment d'infanterie de ligne.

#### Guerre de 1870 - 1871
- 1870 : cantonné à Metz il participe ensuite à la guerre franco-prussienne ; il se distingue à la bataille de Forbach et à Rezonville, parvenant lors de la capitulation à sauver son drapeau[3].
- Le 16 août 1870, le 4e bataillon, formé pour la plupart de nouveaux arrivants, quitte le dépôt pour créer le 13e régiment de marche qui formera la 1re brigade de la 3e division du 13e corps d'armée[18].

- Le 17 novembre 1870 eut lieu le combat de Torçay ou fut engagé contre les prussiens une compagnie de marche du 32e de ligne qui composait le 36e régiment de marche. Le 6 janvier 1871, cette même compagnie de marche du 32e RI est engagée ensuite dans l'affaire du Gué-du-Loir avant de céder devant la poussée prussienne.

#### 1871 à 1914

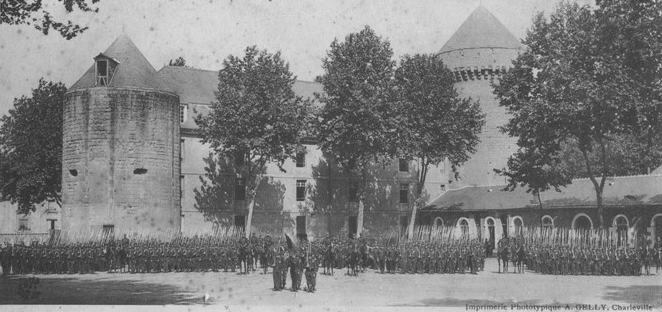
Prise d'armes du à la caserne Meusnier (anc. de Guise) (Tours, 1909).

Le 13 mars 1871, le 32e régiment de ligne, reconstitué à Angers, avec les rescapés de Metz et le 32e régiment de marche, fusionne pour constituer le 32e RI qui est complètement réorganisé en 1873. À cette date, il est affecté à la subdivision de Châtellerault, comprenant les arrondissements de Châtellerault, Loudun et Loches pour le recrutement et la mobilisation et retrouve également Tours.
En temps de paix, le 32e tient garnison à la caserne « de Guise » du château de Tours, dénommée du « général Meusnier » en 1887, (portion principale) et à la caserne « Neuve » de Châtellerault (portion centrale et dépôt),.
Le 3 août 1898 : pour l'anniversaire de Lonato, le lieutenant Lorriot récite une ode au drapeau du régiment.
En 1881-1882, le régiment prend part aux expéditions coloniales d'Algérie et plus particulièrement dans la pacification du sud-Oranais.
De 1883 à 1885, il participe à l'expédition du Tonkin.
Lors de la réorganisation des corps d'infanterie de 1887, le 4e bataillon forme le 158e régiment d'infanterie

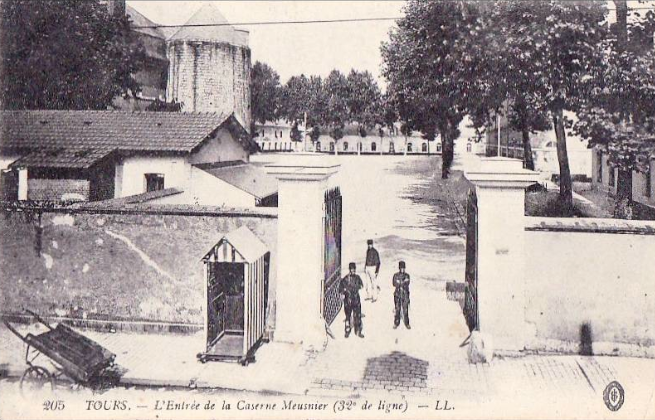
Le d'infanterie principalement en garnison à la caserne Meusnier (Tours vers 1910).

### 32erégiment d'infanterie

#### Première Guerre mondiale
En 1914, son casernement se répartit toujours de la même manière entre la caserne De Laage (ancienne neuve) de Châtellerault pour un bataillon et le dépôt, et Tours pour deux bataillons et l'état-major (Caserne Meusnier, rue Lavoisier et caserne Marescot, rue du Gazomètre),.

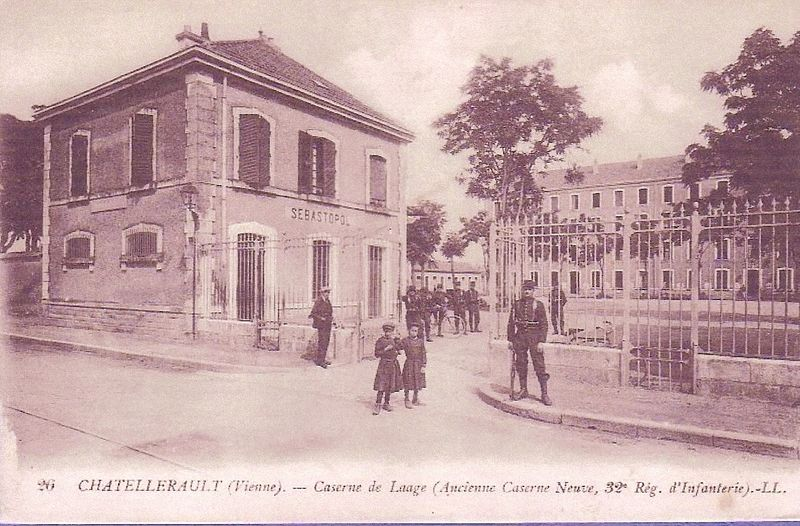
Un bataillon du est à la caserne de Laage (anc. Neuve) de Châtellerault en 1914.

Affectation : avec le 66e RI basé également à Tours, le 32e RI forme la 35e brigade d'infanterie (Tours), qui elle-même compose la 18e DI (basée à Angers, avec la 36e brigade d'infanterie d'Angers, formée du 77e RI de Cholet et du 135e RI d'Angers), le tout dépendant du 9e corps d'armée commandant la 9e région militaire, dont l'état-major est lui aussi basé à Tours.

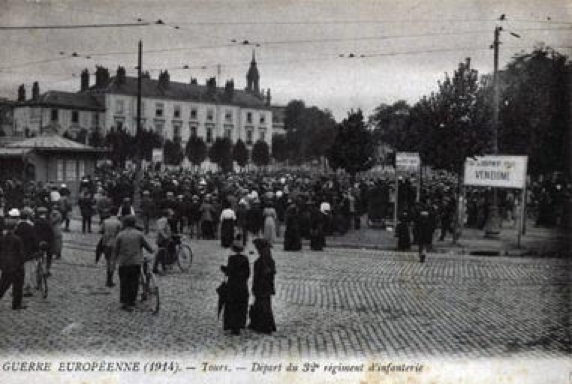
Départ du pour le front en gare de Tours en août 1914.

À la mobilisation, le 32e RI est formé à Châtellerault. Il subit de lourdes pertes lors de cette guerre (plus de 4 000 tués). Il participe notamment aux batailles de Fère-Champenoise (bataille de la Marne) où le colonel Mézière est tué, l'Artois, Verdun, la Somme, Loos-en-Gohelle, Craonne, Metz et la reprise de Dormans. Sa brillante conduite lui vaut d'être cité quatre fois à l'ordre de l'armée, sans compter les citations qu'obtiennent chacun de ses trois bataillons à l'ordre de l'armée ou/et du corps d'armée ou/et de la division, ainsi que ses compagnies dans ce dernier cas. À la fin de la guerre, il est le seul survivant des 8 régiments actifs d'infanterie du 9e corps d'armée.
Le 232e régiment d'infanterie de réserve, dérivé du 32e RI, composé de deux bataillons mobilisés à Châtellerault, combattra au sein de la 59e division d’infanterie et du 2e groupe de divisions de réserve. Il est constitué par les mobilisés, des hommes de 25 à 32 ans, augmentés d'engagés volontaires (moins de 20 ans, réformés ou exemptés, étrangers). Aux ordres du lieutenant-colonel Paul Coquelin de Lisle (17 novembre 1914-16 juin 1915), il est engagé surtout en Lorraine mais on le trouve également à Verdun en 1917, sur la Somme et dans l’Aisne en 1918. Il obtient deux citations à l’ordre de l’Armée et la fourragère verte (Croix de Guerre).

##### 1914

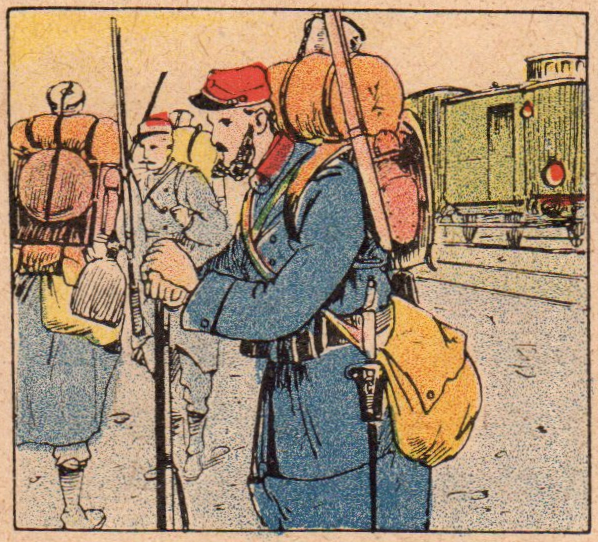
Débarquement des trains sur la zone de concentration en Lorraine en août 1914 (Illustration P. Hellin).

- Départ pour la Lorraine via Châtellerault le 2 août 1914. Sous les ordres du colonel Mézière, la composante tourangelle du 32e RI quitte la caserne Meusnier de Tours[24] en direction de Châtellerault, par le rail, où le régiment est réuni en totalité le 3 août, jour anniversaire de Lonato, pour partir au front. Il fournit un noyau actif au 232e RI de réserve[21] et un support administratif au 69e régiment d'infanterie territorial également mobilisé à Chatellerault. Le 5 août, il rejoint la zone de concentration en Lorraine par le train[14],[21]. Durant l'année 1914, d'août à novembre, les pertes seront de 1 900 hommes.
- Secteur de Nancy (août) où le régiment arrive après une longue marche ; Nomeny (15-21/08) et Bataille du Grand-Couronné (25/08) ; Saint-Nicolas-de-Port, Mont Toulon, Mont Saint Jean où le reste du régiment dut faire face à un retour offensif des Allemands le 20 août alors qu'un bataillon était déjà à Maxéville depuis la veille ; forêt de Champenoux (24/08) ; Seichamps, bois Morel[25],[26],[27] ; combat d’Erbéviller (25/08) ; pertes : 400 h.

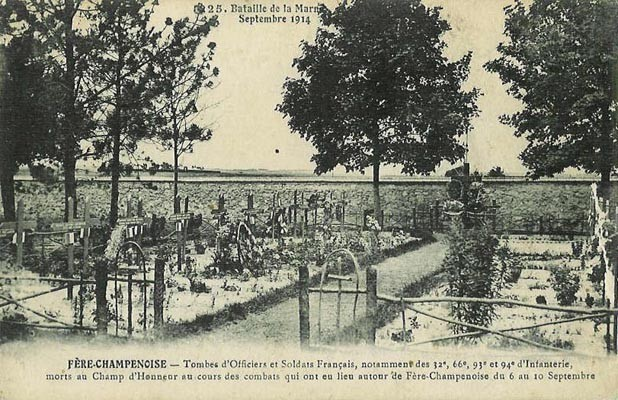
Fère-Champenoise : sépultures d'officiers et de soldats de plusieurs régiments, dont du, tombés lors de la bataille de la Marne (1914).

- Retraite de Belgique. Le 3e bataillon embarque pour la Belgique avec la 36e brigade, rattaché au 135e RI : Alle (23/08), Hardoncelles, Fasse-à-l'Eau, Launois-sur-Vence où avec le 7e RI il recueille la division marocaine, Auboncourt ; bataille de Berthoncourt avec une contra-attaque à la baïonnette avant le retrait (30/08) ; pertes : 700 h[25] ; le bataillon rejoint la Marne. Le principal du régiment gagne aussi la Marne par le train jusqu'à Troyes puis en convoi automobile de tous styles à contre-sens des colonnes de réfugiés civils.
- Première bataille de la Marne (5 au 13 sept.), le 3e bataillon toujours rattaché au 135e RI voit sa 9e compagnie à court de cartouches tomber aux mains de l'ennemi, puis il se reforme à Linthes ; Le Petit Morin, Bannes. Le reste du régiment combat à bois de Connantray, cote 162, Fère-Champenoise (6-8/09), mort du colonel Mézière auquel succède le capitaine Dorat, le drapeau est sauvé avec héroïsme par le soldat Malvaud[27] ; Gourganson (9/09) ; pertes : 630 h.
- Le régiment finit par rejoindre péniblement Châlons-sur-Marne puis s'empare de Saint-Hilaire (13/09), Prosne Baconnes. Le 3e bataillon rejoint le régiment ; cote 147 secteur de Reims : Wez ; secteur de la ferme de Moscou et de la villa des marquises (8-20/10)[25].
- Bataille des Flandres : bataille de l'Yser et première bataille d'Ypres (oct.-nov.) après s'être embarqué à Mourmelon-le-Petit le 22 octobre : sur l'Yser et autour d'Ypres ; Paschendaele, Nonne, Veldhoek, Langemarck, Zonnebecke[25]. Le régiment est mis en repos à Vlamertinghe le 17. Prise de commandement du Lieutenant-colonel Rondeau le 24[27].

##### 1915

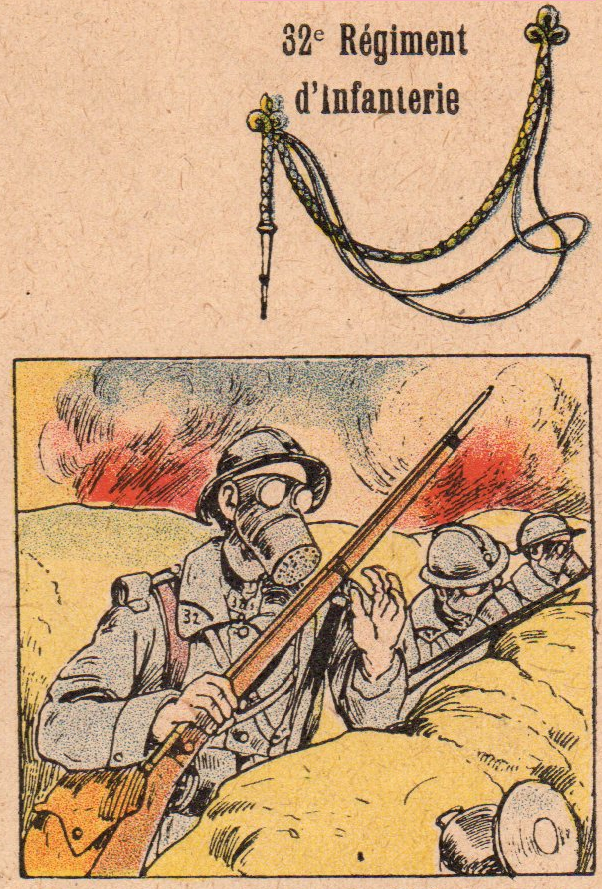
Le régiment est gazé en avril 1915 (illustration P. Hellin).

- Poursuite de la Bataille des Flandres (janv.-mars) sud de la route de Menin, Veldhoek, Hérentage et son château, Polygone Wald. Puis le 32e est mis au repos dans la Somme et regagne la France par Herzeele.
- Deuxième bataille d'Ypres. Au moment où le régiment se préparait à prendre part à l’offensive d’Artois, il est déplacé en urgence en automobile en Belgique par Hazebrouck en vue d’arrêter et de contre-attaquer l’ennemi. Le 26 avril il subit une attaque allemande au gaz asphyxiant mais remplit les missions qui lui sont confiées, s’empare des objectifs assignés. Combats victorieux de Pilkem, où le régiment dispose de deux bataillons du 66e RI, soutenu par l'artillerie franco-anglaise. Le capitaine d'Argenson, ancien député de Châtellerault, y trouve une mort héroïque[25],[27]. Le régiment est ensuite ramené en Artois le 6 mai 1915[26] et mis au repos dans la région de Villers-Châtel, Mingova et Mont-Saint-Éloi.
- Bataille de l'Artois (mai-fév.) : ferme de Berthonval (9/05) où le régiment découvre le confort des tranchées allemandes après les avoir conquises. Cote 123 et en soutien de la division marocaine devant la cote 140 (23-24/05) sans succès du fait de l'insuffisance de la préparation de l'artillerie ; attaque victorieuse de la cote 140 (16/06), Chemin Creux de Souchez, talus des Alvéoles, boyau de Kiel, crête de Vimy (juin) puis Loos (sept.), fosse Calonne, Bully (oct.-déc)[25]. Le régiment franchit le canal d'Ypres et enlève notamment 300 m de tranchée à la baïonnette, s'empare d'un officier allemand ainsi que 45 soldats et des mitrailleuses. On se bat ensuite de part et d'autre à coup de grenade.
- Le 19 mai il reçoit avec le 66e RI les félicitations du général Putz commandant le détachement de Belgique pour les attaques vigoureuses (notamment pour Pilkem et la cote 140) qui ont assuré les succès les plus importants et concouru à la protection de Calais[28]. Citation au drapeau Ypres-Artois 1914-1915.
- Repos du 30 juin au 30 août dans le secteur de Tincques puis en ligne dans le sacs-secteur sud de la route de Béthune. Le 3 juillet il est à Neuville-Saint-Vaast quand il est relevé par le 5e RI[29]. En repos dans la région d'Heuchin et Prédefin. Visites du président Poincaré, du roi des Belges Albert, du général Joffre et de Millerand, ministre de la Guerre[27]. Le 14 juillet il reçoit une citation à l'ordre de l'armée (no 90) pour avoir brillamment enlevé les tranchées allemandes[30]
- Déplacement en camions-autos jusqu'au secteur d'Agny et Berneville (Artois) et préparation pour l’offensive du 25 septembre mais le régiment est en 2e ligne et n'est pas engagé après l'échec de l'offensive ; transporté à Barbin le 1er octobre il relève le 90e RI à Loos[27].

##### 1916

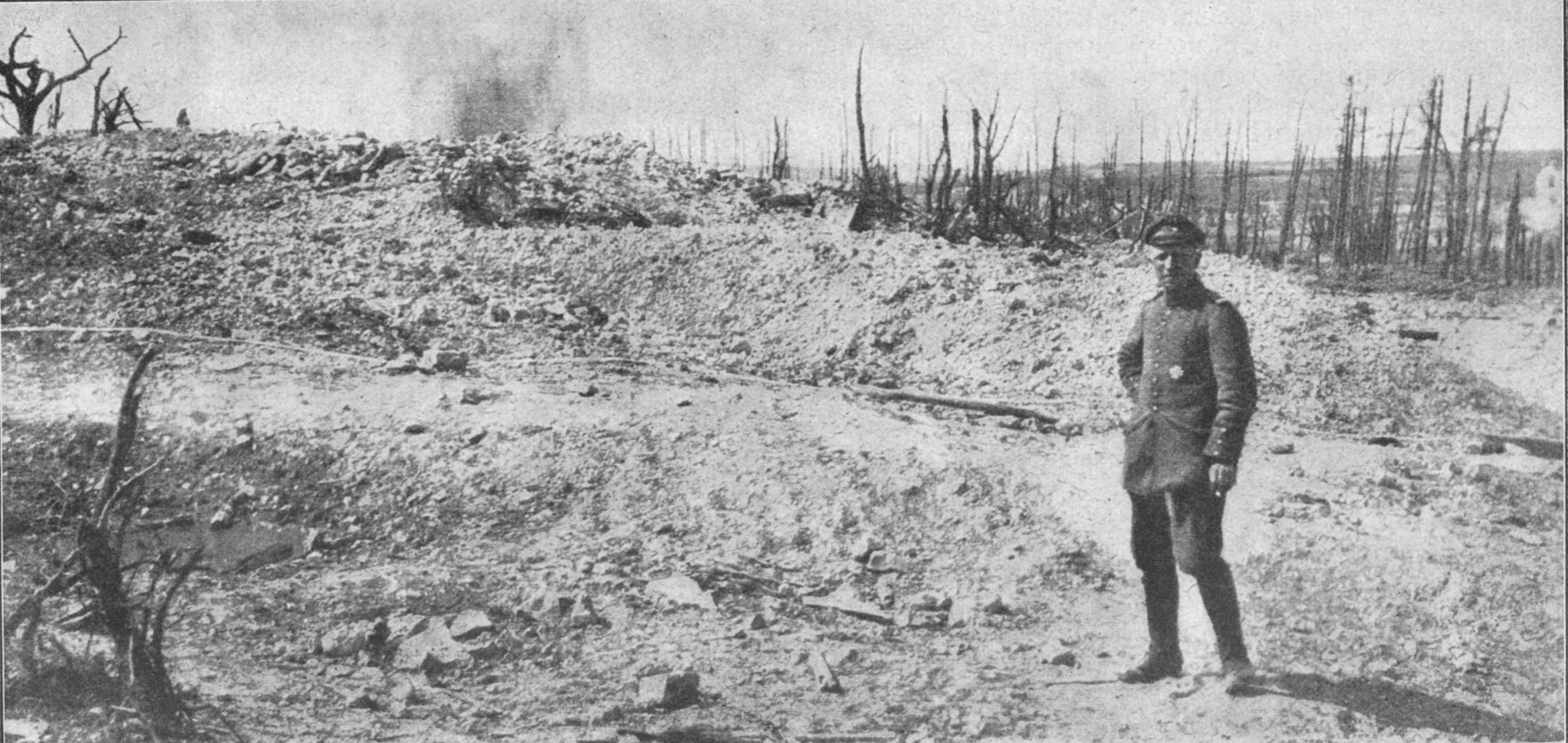
Au pied de la colline 304, bataille de Verdun (1916).

- Dans le Pas-de-Calais, le régiment tient et organise le secteur de Loos ainsi que les secteurs de Bully-les-Mines-Grenay d’octobre à fin février 1916[31], avec des alternatives de tranchées et de demi repos à Bully, puis en grand repos à Bruay-la-Buissière avec entretemps 10 jours de manœuvre au camp de Saint-Riquier en janvier 1916. Il est relevé par les Britanniques et mis au repos à Merlimont, Cucq et Trépied, puis dans l’Oise. Ensuite le régiment est transporté, à partir de la gare d'Ailly-sur-Noye, dans l’Est jusqu'à Valmy et à pieds dans la Champagne pouilleuse et la Meuse détrempée jusqu'à Brizeaux où le régiment reçoit sa mission. Dès lors il prend une part brillante aux combats défensifs[26],[27].
- Bataille de Verdun (mars-mai) côtes 304, bois Camard, cote 287, Avocourt, Jubécourt[25] ; le 30 avril, à Jubécourt où le régiment était revenu, une centaine de soldats du 32e RI périssent à la suite d'un bombardement aérien, attaque assez rare à l'époque[25],[27] ; de lourdes pertes encore en étayant le 66e RI ; après ces épisodes, le régiment est mis au repos dans la région de Saint-Dizier (Lisle-en-Rigault et Ville-sur-Saulx), puis est envoyé en Champagne.
- Champagne (juin-sept.) : Somme-Py, nord de Suippes[25] ; il tient le secteur de Souain pendant 90 jours consécutifs et participe à l'opération « Winckler » (gazage de l'ennemi)[27].
- Après un entraînement de 15 jours au camp de Mailly en septembre 1916, le régiment est mis au repos dans la Somme, puis engagé à la suite du 1er corps dans les combats offensifs
- Bataille de la Somme : ferme Bronfay, Maricourt, Hardecourt, Maurepas, Combles, ravin de Morval (oct.) pertes : 500 h, Morval, Sailly-Saillisel, Le Transloy, tranchée de Bukovine (nov.), Bouchavesnes, Bois l’Abbé (déc.-fév. 17)[25]. La nature de terrain et la météo défavorable, notamment, empêchent le régiment de progresser, de même pour le 66e RI et les Britanniques situés de chaque côté. Le régiment est en secteur en décembre 1916 et janvier 1917 à Bouchavesnes-bois Labbé où il procède à l’organisation défensive du terrain au prix d’efforts considérables.

##### 1917

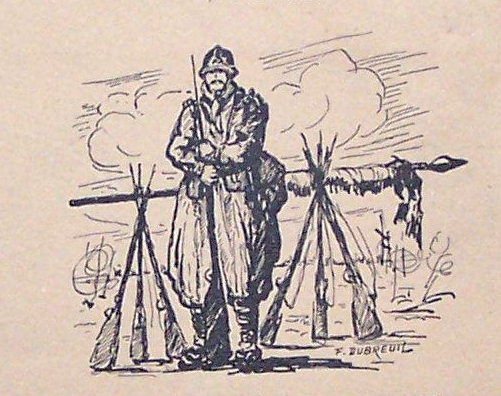
Illustration de l'ouvrage de J. des Cilleuls : Pages de Gloire du d’infanterie (1914-1918).

- Le régiment est relevé par les troupes britanniques et est mis au repos[26]. Il se trouve ensuite en Champagne pour d'autres travaux défensifs et tenir le secteur de Prosnes (fév.-mars) ; le régiment est ensuite envoyé à l'instruction au camp de Mailly et dirigé en avril sur l'Aisne.
- Bataille du Chemin des Dames engagée dans l'Aisne par l'offensive Nivelle, sur Craonne (avril), crête de la Faite, plateau de Californie (avril), puis Chevreux-Craonne (mai)[25],[32].
- En mai 1917, le régiment connaît lui aussi des actes de mutinerie : le 17 mai à Chevreux, le 3e bataillon, qui sort fort éprouvé d’une rude série de difficultés, reçoit l’ordre de rejoindre le bois des Couleuvres pour attaquer à nouveau à la place du 77e RI[33] le système des courtines (tranchées fortifiées allemandes). La 11e compagnie se répand dans le cantonnement en demandant aux autres compagnies de ne pas monter en ligne. Les officiers interviennent et obtiennent des hommes qu’ils obéissent. Cinq hommes sont jugés, deux sont acquittés, deux condamnés à cinq ans de travaux forcés, et le dernier est condamné à mort (puis gracié).
- Conquête des courtines ; le bataillon reste en ligne trois jours, puis part en seconde ligne avant d’engager une nouvelle attaque le 24 mai qui se terminera victorieusement avec l'aide des appareils "Schilt" (lance-flammes)[27].

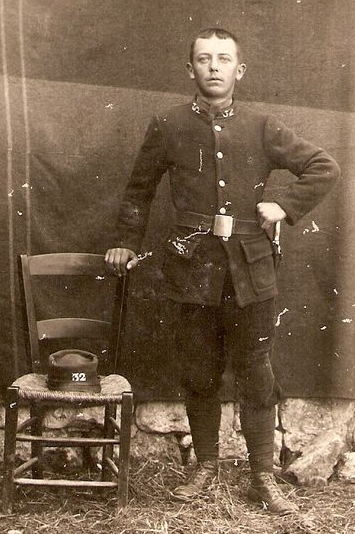
Fantassin du posant pour sa famille.

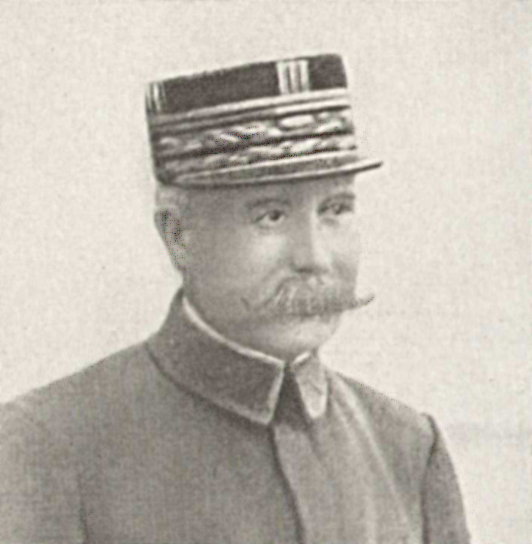
Par deux fois Pétain, le vainqueur de Verdun, distingua avec solennité le (en 1917, puis en 1918).

- De nouveaux incidents éclatent et les hommes obéissent à nouveau mais huit hommes passent en conseil de guerre (deux condamnations à mort, deux grâces). Il semblerait que des promesses vagues, ou imprudentes, leur avaient été faites d’une semaine de repos[34],[35] ; finalement mis au repos pendant plusieurs semaines à Hourges, Romain et Meurival (juin).
- Il est engagé de nouveau au Chemin des Dames en juillet : Craonne, cimetière de Craonne (juil.), bois de Beaumarais, plateau de Californie, plateau des Casemates, carrières de Craonne où il tient un terrain particulièrement difficile, sous de violents bombardements ; pertes : 500 hommes[25],[32]. En fait, relevé le 16 juillet il avait été rappelé le 19 au secours du 66e RI et le 22 pour contre-attaquer l’ennemi qui avait pris pied sur le plateau des Casemates et de Californie[27]. Ses actions sont couronnées de succès au prix de très lourdes pertes[26]. Il est relevé définitivement le 22 juillet.
- 15 août 1917 : il reçoit le droit de porter la fourragère verte (croix de guerre) (ordre général no 47 F)[13],[14]. Citation au drapeau : Aisne 1917 ; la remise solennelle n'aura lieu que le 12 septembre suivant, sur le plateau de Delouze, par le général Pétain, ainsi qu'aux 66e RI et 77e RI ; citation à l'ordre de l'armée (no 294) le 17 août pour l'attaque des Courtines et du bastion de Chevreux, puis la reconquête du terrain perdu dans un secteur nouveau et sa résistance sur place[30]
- Le régiment est en secteur jusqu’au 25 juillet, puis au départ de la gare de Fismes le 27 juillet jusqu'à Maron, il est mis au repos au Camp du Bois L'Évêque[26],[27].
- Lorraine (oct.-déc.) : secteur de Toul, puis Lunéville (Bauzemont) où les Américains les rejoignent pour s'entrainer ; alternance de repos et d'exercices ; finalement relevé le 28 décembre par des éléments de la 41e division. Suit une période exceptionnelle de quatre mois d'hiver loin des tranchées, notamment pour participer à l'information des troupes américaines à l'arrière, sur toute la longueur du front est[25],[27].

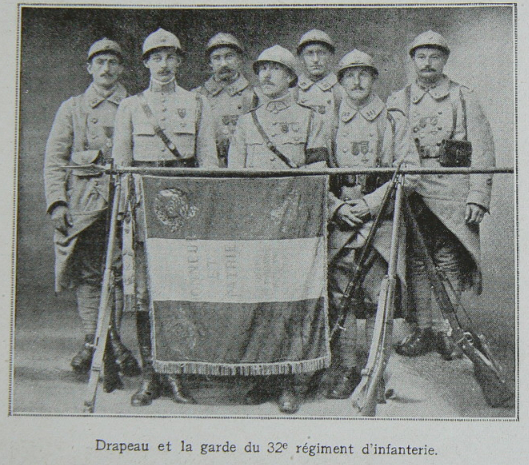
Drapeau de la garde du d'infanterie.

##### 1918
- Vosges. Le régiment se déplace ainsi en janvier de Lorraine aux Vosges à pieds, puis embarque en train pour la région de Langres ; traversée agréable des Vosges, de la Meuse et de la Haute-Marne pour une mise à la disposition des régiments d'infanterie américains (165e, 166e, 167e et 168e).
- Lorraine. Le 4 mars, déplacement de plus de cent kilomètres à pieds dans la neige pour relever le 66e RI dans la région de Neufchâteau-Grand-Bréchainville, puis en train pour le nord de Baccarat, en seconde ligne, pour l'organisation des centres de résistance (17-24/03).
- Bataille de Compiègne, après avoir été débarqué à Gannes (Oise) le 3 avril ; bois de Sénécat, du gros-Hêtres, ravin Castel-Rouvrel, avec la joie de voir l'arrivée des tanks français, en liaison avec le 66e RI et le 77e RI ; relevé les 24 et 25 mai, le régiment est aussitôt alerté et transporté aux endroits menacés : Brunvillers, puis Monchy-Humières, Marquéglise, fermes des Loges et Porte ; finalement sa résistance héroïque sur le Matz les 8-10 juin (dans la région de Ressons-sur-Matz) lui vaut une citation au drapeau : Le Matz 1918[30] ; la contre-attaque Mangin du 11 juin desserre l'étau ; pertes : 650 h ; puis le régiment reste en réserve en arrière de sa position[27].

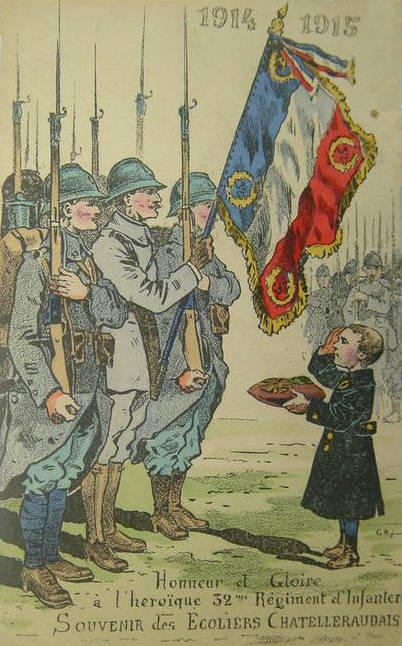
Les écoliers de Châtellerault rendent les honneurs au.

- Seconde bataille de la Marne (juil.). Alerté le 14 juillet, le régiment est transporté en véhicules, trente-quatre heures consécutives, jusqu'à la région de Montmirail ; d'abord en seconde ligne derrière les 66e et le 77e RI, à l'offensive à partir du 17 juillet, ferme des Pozarts, bois du Clos-Milon, Sainte-Croix, ferme de Champaillet, prise de Dormans (20/07) puis traversée de la Marne, Chassins (25/07), bois Tronqué, Vincelles (27/07) ; le régiment a fait plus de 120 prisonniers, récupéré du matériel et rejeté les troupes d'élite allemandes (Karpathens corps (de)) sur la rive nord de la Marne ; il est relevé début août à hauteur de l'abbaye d'Igny par le 120e RI et cantonne sur les bords de Marne ; le régiment est transporté en camions jusqu'à La Ferté-sous-Jouarre, par Château-Thierry, puis par le train à Mussey (Meuse) et mis en repos (7-20/08) avant d'occuper les lignes à Verdun, tranquilles depuis des mois[27].
- Verdun (août-octobre) : Fleury, cote 320, cote 267, Bezonvaux, bois La Chaume. Le 5 août, 3e citation du régiment à l'ordre de l'armée (no 482) pour sa résistance héroïque et son maintien devant des forces en nombre supérieur[30]. En septembre, 4e citation du régiment à l'ordre de l'armée (no 28704) octroyant le droit à la fourragère jaune (Médaille militaire) pour avoir pendant dix jours consécutifs chassé et poursuivi l'ennemi sur et au-delà de la Marne au prix de dures fatigues[30]. En octobre : bois des Caurières, bois d’Haumont, cote 329 ; le 17/18 octobre, le régiment quitte le front pour se mettre en repos ; regroupé à Rambluzin, il revient au camp de Bois-L'Évêque (26/10), cantonne à Bardonrville, Saffais et Domptail puis se repositionne pour une nouvelle offensive.

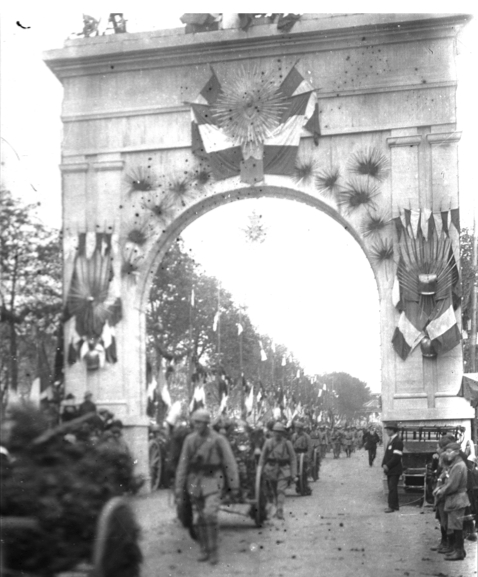
Défilé victorieux du à Châtellerault en 1919 sous un arc décoré aux armes de la « Manu ».

- À la signature de l'Armistice le 11 novembre, le régiment est à Saint-Nicolas-de-Port où il avait commencé la guerre ! Le 16 novembre il traverse dans l'allégresse la Lorraine délivrée, repasse dans la forêt de Champenois et arrive à Gerbecourt (Moselle) où la 10e compagnie du régiment rend les honneurs à un vétéran de 1870, ancien sous-officier du 32e, qui s'était fait connaître auprès du colonel Sauget[27]. Il s'établit dans la région de Sarguemines puis franchit la frontière allemande (30/11), défile à Sarrebruck. C'est là qu'il reçoit solennellement du maréchal Pétain le 30 décembre la fourragère aux couleurs de la médaille militaire (supra), distinction accordée aux régiments qui ont obtenu 4 citations dans l'ordre de l'Armée[13],[27]. Citation au drapeau : Matz 1918 ; La Marne 1918. Le drapeau du régiment est alors versé au service historique des Armées. Un nouveau drapeau porte désormais les citations de la Grande Guerre.

#### Entre-deux-guerres
Après avoir relevé le 2e corps d'armée colonial dans la tête de pont de Coblence (18/02/1919) pour surveiller le Rhin pendant quatre mois, le régiment qui assure encore le respect des engagements de l'Allemagne le 23 juin, a terminé sa mission. Le 32e RI rentre victorieux à Châtellerault le 5 octobre 1919 où un défilé, une réception et des festivités sont organisées toute la journée. Il reçoit son nouveau drapeau en 1920. Une partie importante retrouve sa garnison à la caserne Meusnier de Tours en 1928. Le régiment est entièrement regroupé à Tours en 1934, à la caserne Baraguey d'Hilliers.
En 1923, lors de la dissolution du 66e régiment d'infanterie, ses traditions sont transmises à la 6e compagnie du 32e régiment d'infanterie. Une salle d'honneur présentant des reliques liées au régiment resta entre deux guerres sous la garde du 32e RI dans la caserne Baraguey d'Hilliers à partir de 1928. Cette salle présentait tous les fanions des bataillons et compagnies du régiment "sans tabac" de 14-18.
En janvier 1939, le 32e est requis pour appliquer le plan de barrage dans les Pyrénées-Orientales. Ce plan vise à empêcher les militaires de l’armée populaire de la République espagnole, vaincue par les rebelles franquistes, en pleine Retirada, de passer en France. L’interdiction d’entrer est levée du 5 au 9 février.

#### Seconde Guerre mondiale
Parti de Tours, le régiment combat en Sarre fin 1939, puis dans l'Aisne en mai 1940, s'illustrant à Tergnier, puis à Gien (Loiret) lors du repli, au prix de lourdes pertes. Chargé après l'Armistice de la surveillance de la ligne de démarcation dans la région de Loches (Indre-et-Loire), une partie du régiment entre ensuite en résistance sur place (maquis Épernon), puis se reforme à la Libération, participant à la reddition des troupes allemandes dans le Berry, puis dans la poche de Saint-Nazaire que visite le général de Gaulle à qui le 32e RI rend les honneurs.
Au moment de l'offensive allemande le 10 mai 1940, le 32e RI, commandé par le lieutenant-colonel Besson, fait partie de la 23e Division d'Infanterie, sous les ordres du général Jeannel, composante de la 7e armée du général Frère, elle-même placée en réserve du GQG.

##### 1939
Début de la « drôle de guerre ». Le 5 septembre 1939, après avoir défilé la veille pour saluer les Tourangeaux, placé sous les ordres du colonel de Fonsegrive, le régiment quitte Tours pour le front en train (dans des wagons à bestiaux). Déjà engagé au sein de la 23e division d'infanterie, il est immédiatement en première ligne sur la frontière lorraine.
Offensive de la Sarre, notamment dans les forêts de Nasservald et de Grosservald, et sur la Lauter, participant notamment à l'attaque de la cote 309 (forêt de la Wamdt),.

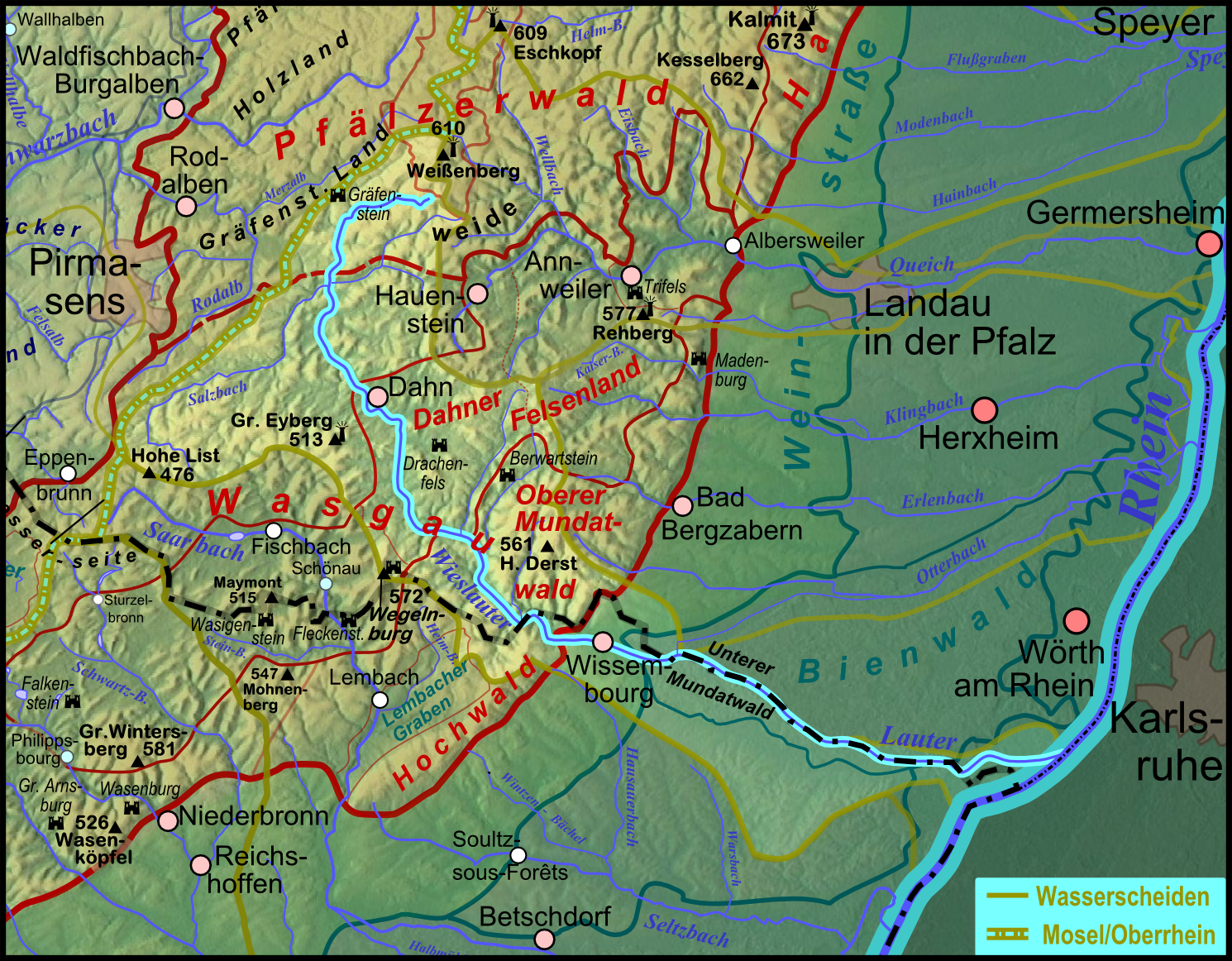
Lors de l'offensive de la Sarre, le combat sur la Lauter fin 1939 et début 1940.

Ainsi, dans la nuit du 5 au 6 septembre 1939, il avance dans le terrain évacué par la Wehrmacht et piégée par elle, perdant des hommes, victimes de mines. La forêt de la Warndt est prise par la 42e division d'infanterie tandis que la 4e armée occupe les villages de Carlsbrunn, Saint-Nicolas, la 3e armée prenant Biringen. Le 9, se déroulent quelques combats d'infanterie. Les Français passent la Sarre à Welferding, avancent sur le plateau d'Auersmacher. Les éléments progressent lentement. Des chars français R-35 du 20e BCC avancent au nord de Bliesbruck : quatre sautent sur des mines.
Le lendemain, les Allemands contre-attaquent, s'emparant du village d'Apach que les Français reprennent le soir. Toujours en Moselle, le 32e RI prend la localité allemande de Brenschelbach, perdant neuf hommes : un capitaine, un sergent et sept fantassins. Des combats acharnés qui occasionnent de nouvelles pertes ont également lieu à Bitche et Ormersviller.
Entre le 10 septembre et la relève du 3 octobre, les pertes sont de 64 tués et 150 blessés.
Réorganisé en Alsace, le 32e RI revient en Sarre tenir dès le 15 novembre les postes avancés sur la Lauter, entre Wissembourg et Lauterbourg et sur le Rhin, au nord de Strasbourg, traversant ensuite un hiver neigeux et rigoureux (−30 °C),.

##### 1940
Il reste en Sarre, jusqu'au 15 mars 1940. Réorganisé en Haute-Marne, le régiment rejoint ensuite le front de l'Aisne le 17 mai.
Le front de l'Aisne. Toujours affecté à la 23e DI, le 32e RI défend avec héroîsme Tergnier du 19 mai au 7 juin 1940, participant ainsi à la défense du Canal Crozat faisant partie de la ligne Weygand au cours de la « bataille de France ». Face à lui la 263e division d'infanterie allemande après l'irrésistible percée de Sedan par la Wehrmacht.
Dans deux combats retardateurs, il mène ainsi des contre-offensives qui ralentissent notablement la percée allemande dans ce secteur, sauvant l'honneur des armes. 5 juin 1940 : les Allemands s’infiltrent d’une part entre Mennessis et Tergnier et d’autre part entre Vouël et Viry-Noureuil. Les combats font rage toute la journée. Après de violentes contre-attaques, le 32e se rétablit sur le canal en fin de journée, verrouillant la route de Noyon par la rive nord de l'Oise à Chauny. Les pertes sont lourdes : une centaine de tués. Deux stèles commémorent désormais ce fait d'armes et les victimes (infra).
Le repli. Le 7 juin, l'ordre de repli est donné, les panzers allemands ayant franchi la Somme vers Péronne avançant en direction de Noyon. Compliqué par la forte chaleur, le repli de la 23e DI conduit le 32e RI à Gien (Loiret) à partir du 16 juin où il interdit le passage de la Loire aux éléments avancés de la 1re Armée allemande en défendant le seul pont routier possible, leur infligeant d'importantes pertes mais au prix de lourds sacrifices,,. Nouveau repli du 19 au 25 juin. L'Armistice intervient alors que 32e RI est à nouveau en position de combat sur la Gartempe, près de Bellac (Haute-Vienne).

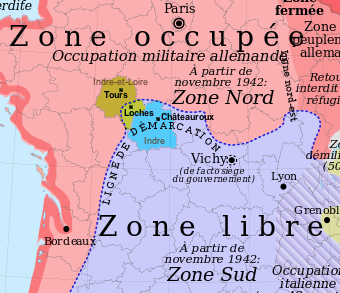
La ligne de démarcation, sous l'occupation allemande, que le est chargé de surveiller, en position sur les départements d'Indre-et-Loire et de l'Indre, d'août 1940 à novembre 1942.

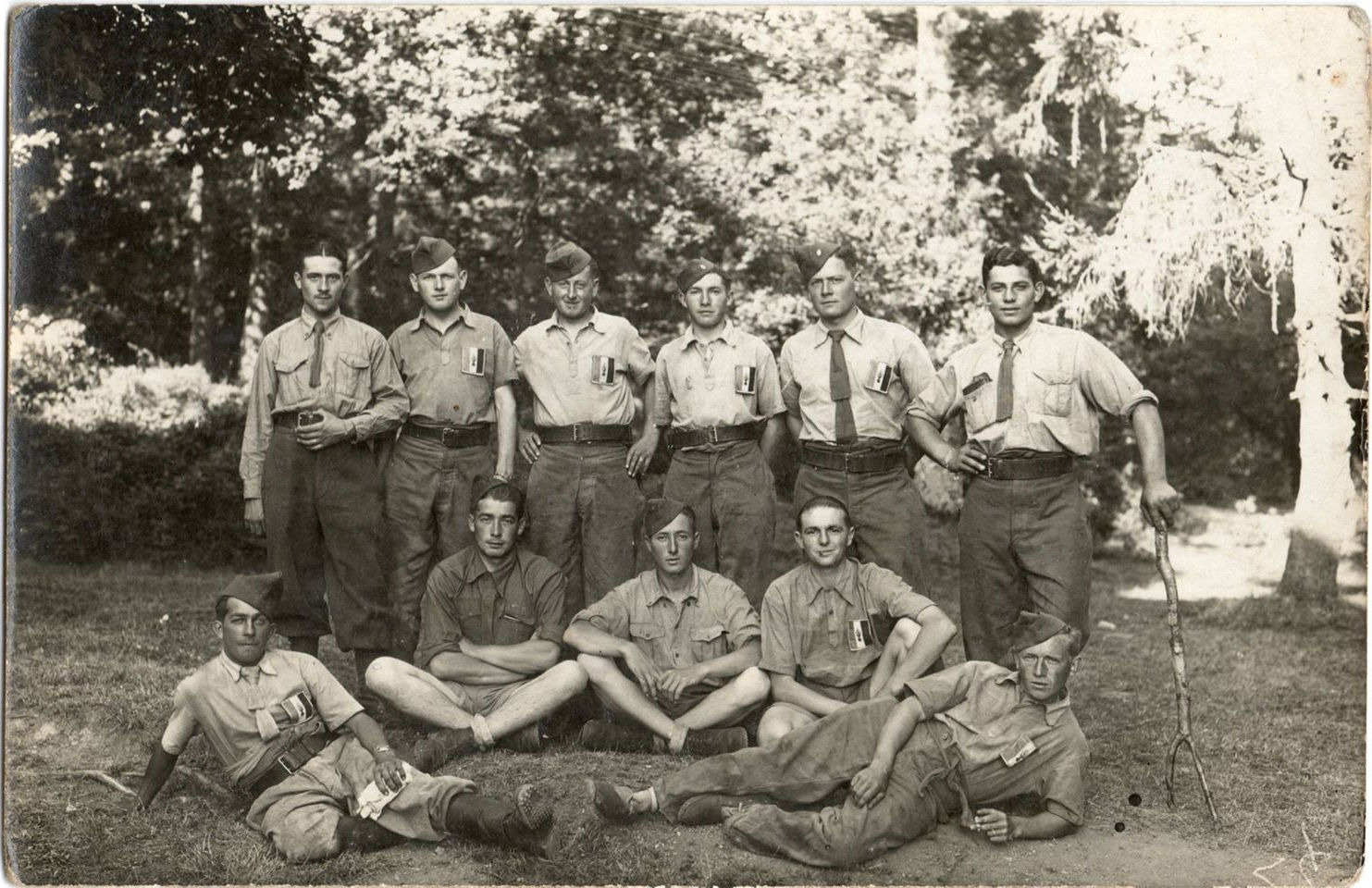
Éléments du d'Armistice en tenue sportive basés à Loches-Veautrompeau vers 1941-1942.

##### Sous l'occupation allemande
Après l’Armistice du 22 juin 1940, le régiment dépend de la 9e division militaire et il est renommé « 32e régiment d'infanterie, régiment de Touraine ». Il est cantonné à Loches et Châteauroux. Le 5 août 1940, sous le commandement du colonel Paille, le régiment constitué de trois bataillons, est ainsi acheminé principalement en Indre-et-Loire, en zone libre, dans la région de Loches afin d'assurer la surveillance de la ligne de démarcation. Le 1er bataillon tient garnison au Grand-Pressigny, à Preuilly-sur-Claise, à Paulmy et à Loches (camp de Tivoli rue Aristide Briand). Le 2e bataillon était à Luzillé, à Genillé (route de Saint-Quentin) et à Perrusson (camp des Hubardelleries). Le 3e restait en réserve à Châteauroux. Le régiment anime la vie locale, notamment sa musique aux ordres de son chef Rys, qui joue régulièrement la « Marche du 32e » (entre autres) composée par le capitaine Leroy, dans le kiosque du jardin public de Loches. Il est passé en revue dans cette ville par le général Huntziger, secrétaire d'État à la Guerre du gouvernement de Vichy, le 2 avril 1941. Il est dissous en novembre 1942 avec toute l'Armée d'armistice.
Le commandant René Costantini constitue alors une unité militaire clandestine qui deviendra la 32e demi-brigade, au sein de la brigade Charles Martel du colonel Chomel, dépendant de l'Organisation de résistance de l'armée (ORA) qui, elle-même, tout en conservant son indépendance, sera l'une des composantes des FFI à sa création en février 1944. Chomel, qui avait lui-même sollicité Costantini, décide de son pseudonyme : « Épernon ». Ce dernier élit domicile à Loches, rue du Grand Mail, une rue située au pied de la forteresse dont le duc d'Épernon fut gouverneur, symbolisant à son époque la résistance aux ennemis du royaume (sous Henri III et pendant les guerres de religion),. C'est aussi dans cette ville et ses environs que sévira en 1944 le maquis Lecoz dirigé par un criminel agissant pour son compte.
Composée initialement d'officiers et de sous-officiers d'active du 32e, le « maquis Épernon » est renforcé de volontaires résidant dans la région de Bléré, Loches, Ligueil et le Grand-Pressigny, notamment des réfractaires du STO attirés par l'esprit militaire de l'organisation. Composante militaire des FFI en 1944 au sein de l'ORA (8e bataillon), il se renforce en août du maquis Cesario (sous-Lieutenant Bretegnier) implanté plus au nord de l'Indre-et-Loire qui deviendra sa 4e compagnie,,. Il bénéficie pour son armement de l'équipement conservé de l'ancienne armée d'Armistice, puis de plusieurs parachutages : à Luzillé ("Poulpe") et Obterre ("Montgomery") sans compter le bénéfice des parachutages dans l'Indre (Yzeures-sur-Creuse). Sa zone d'action se situant au sud de l'ancienne ligne de démarcation dans la zone lochoise rattachée à l'Indre. Il campe successivement en forêt de Preuilly (au sud-est de Charnizay près de la maison forestière du Péchoire) puis, après avoir fui la funeste riposte allemande du 23 juillet 1944, plus au sud dans les bois de Paulmy, de Sainte-Julitte et de la Celle-Guenand. Il mèna de nombreuses actions de renseignement, de guérilla et de harcèlement et quelques opérations de plus grande ampleur, jusqu'à la fin de la guerre, entravant considérablement la retraite des troupes allemandes par des coups de main, des embuscades et des sabotages divers (coupures de routes par abattage d'arbres, destruction de ponts et de caténaires, etc.).
Le 23 juillet 1944 est aujourd'hui célébré (infra) en mémoire des combattants appartenant aux maquis Épernon et Carol abattus dans la forêt de Preuilly, près du lieu-dit "Péchoire" où ils bivouaquaient depuis quinze jours, juste avant la première libération de Loches. Un moins plus tard, un accrochage avec quelques maquisards Cesario-Épernon et la pression de l'aviation alliée auraient précipité les Allemands à commettre le massacre de Maillé en août 1944.
Durant l'occupation, le drapeau du régiment est gardé par M. Baillou de Dolus-le-Sec et le commandant-médecin Tete. Il est remis le 2 septembre 1944 au chef de bataillon Costantini.

##### La libération

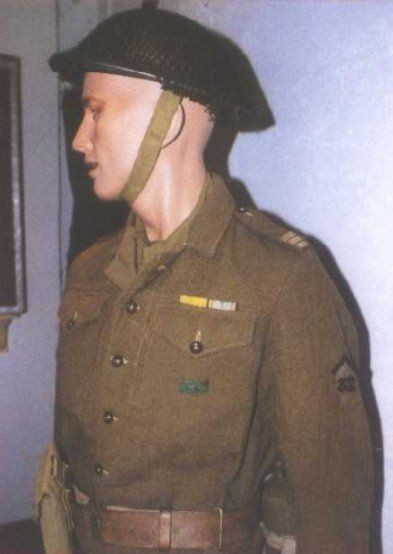
Tenue officier au à partir de février 1945 (musée du Grand blockhaus).

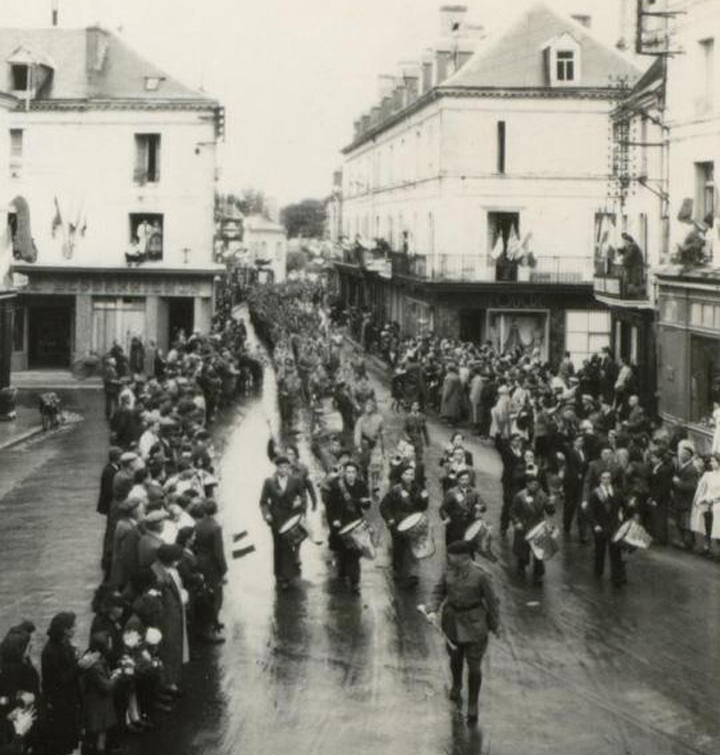
Le 2e bataillon de la Epernon, sous les ordres du commandant Robillard, défile jusqu'à la place de Verdun à Loches le 6 septembre 1944.

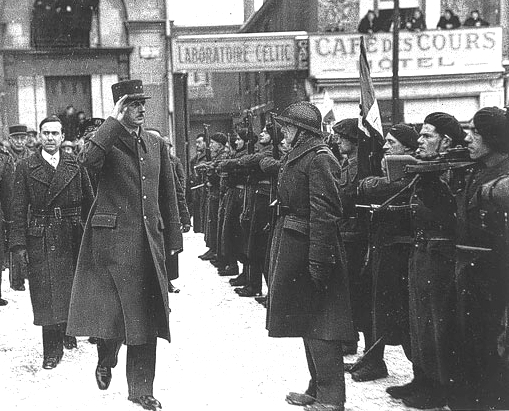
Un détachement du rend les honneurs au général de Gaulle accompagné de Michel Debré, commissaire de la République, place de la Duchesse-Anne, à Nantes, en janvier 1945.

Le maquis Épernon devient officiellement la 32e demi-brigade en septembre 1944. Il est articulé avec un poste de commandement, un état-major et deux bataillons. Son 1er bataillon s'installe à Baraguey-d'Hilliers (Tours) et le deuxième à Loches et Perrusson. Le 1er bataillon défile à Tours libérée le 4 septembre 1944; le second défile à Loches le 6 septembre.
La 32e participe aux combats de la Libération dans le Berry qui aboutissent à la reddition de la colonne Elster le 10 septembre 1944 mais perd notamment cinq soldats fait prisonniers et fusillés par des éléments du groupement Taglishbeck composant cette colonne ennemie lors des combats du Liège.
Le 15 octobre 1944, la 32e demi-brigade Épernon est transformée en 32e RI aux ordres du lieutenant-colonel Costantini, avec ses 2 bataillons (commandants Raoul Vialle et Gabriel Robillard). Il combat au sein de la 25e division d'infanterie (DI) et se retrouve sur le front de la poche de Saint-Nazaire jusqu'à l'effectivité de la reddition allemande le 11 mai 1945. Bien ordonné et mieux équipé que les autres unités FFI, le régiment participe au prestige des unités du groupement du colonel Chomel. Le régiment aura 79 tués pendant les opérations de la poche, participant ensuite à sa sécurisation.
À partir de février 1945, le régiment est « régularisé » et les soldats reçoivent des tenues britanniques complètes (photo), avec Battle dress et casques Mark II surnommés « plats à barbe ».
- Venue du Général de Gaulle à Nantes le 14 janvier 1945 :

Le général de Larminat, commandant des « forces françaises en opération sur l’Atlantique », visite le front de la Poche une semaine avant d'accompagner le général de Gaulle, président du GPRF venu remettre la Croix de la Libération à la ville de Nantes. Le général Chomel est présent. Le 32e RI en poste dans le secteur de Saint-Étienne-de-Montluc a été désigné pour rendre les honneurs à de Gaulle qui saluera son drapeau porté par le sous-lieutenant Munier. Le chef du 32e RI le lieutenant-colonel Costantini, qui reçoit à cette occasion la Croix de guerre avec palme, est accompagné d’une compagnie commandée par le capitaine Desbiens,,.
Le 6 avril une compagnie de marche de chaque unité de la 25e DI a l'honneur de percevoir son étendard à Paris, des mains du général de Gaulle, place de la Concorde et y défile. Pareil défilé au retour, à Nantes, devant le général Chomel couronne cette période de l'existence du 32e RI après de durs combats qui, cependant, ne prennent véritablement fin qu'un mois plus tard lors de la reddition allemande à Bouvron qui met un terme à la poche de Saint-Nazaire.
- Entrée dans la poche de Saint-Nazaire et prise du camp de Beauregard :

Trois détachements entrent dans la poche, dont un composé de policiers chargés de filtrer les « collaborateurs ». Celui du I/32e RI franchit les lignes à l’ouest du Temple-de-Bretagne le 11 mai 1945, dès 9 h, conduit par le sergent lorrain Schwahn alias « Marchal » qui parle couramment l’allemand ; il est chargé de s'assurer que les unités vaincues installées dans la poche respectent bien les conditions du protocole de reddition signé le 8 mai et officialisé le 11 après le déminage d'un corridor d'accès.
Le détachement traverse Saint-Nazaire en ruines et arrive au camp de Beauregard où cantonnent depuis le début de la guerre les troupes de la Kriegsmarine et où s'était établi depuis peu l'état-major du général Huenten. Reçu par les sous-mariniers dans un baraquement confortable, le sergent fait pâle figure devant les vaincus en grande tenue, toutes décorations dehors ; leurs serveurs lui offrent même du champagne ; il découvre d'ailleurs qu'un immense grillage, séparant le camp en deux, les protégeaient de l'exaspération des soldats de l'artillerie côtière nettement moins favorisés,. Un cantonnement est rapidement aménagé par ceux-ci et le bataillon du 32e RI s'y installe en toute fin de nuit. Marchal continuera son travail d'interprète auprès du 32e RI dans une école à l'Immaculée-Conception près de Saint-Nazaire qui sert de PC.
Le 23 juillet 1945 à La Baulle, le général de Gaulle passe en revue plusieurs troupes faisant partie de la 25e Division d'Infanterie, dont des éléments du 32e RI. Venant commémorer en 1951 la reddition allemande qui avait mis un terme à la poche de Saint-Nazaire, devant la croix de Lorraine érigée à Bouvron à cet effet, le général déclarera : « Le 11 mai 1945, c'est ici que s'est terminée la deuxième guerre mondiale en Europe ».

#### De 1945 à 1991

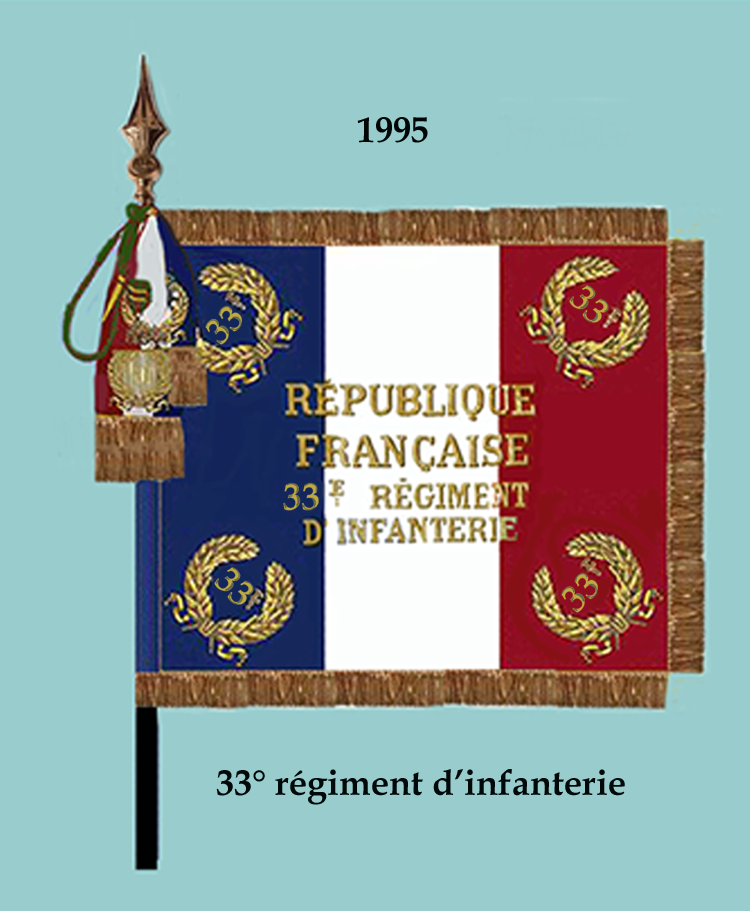
Drapeau du 33e RI (avers)
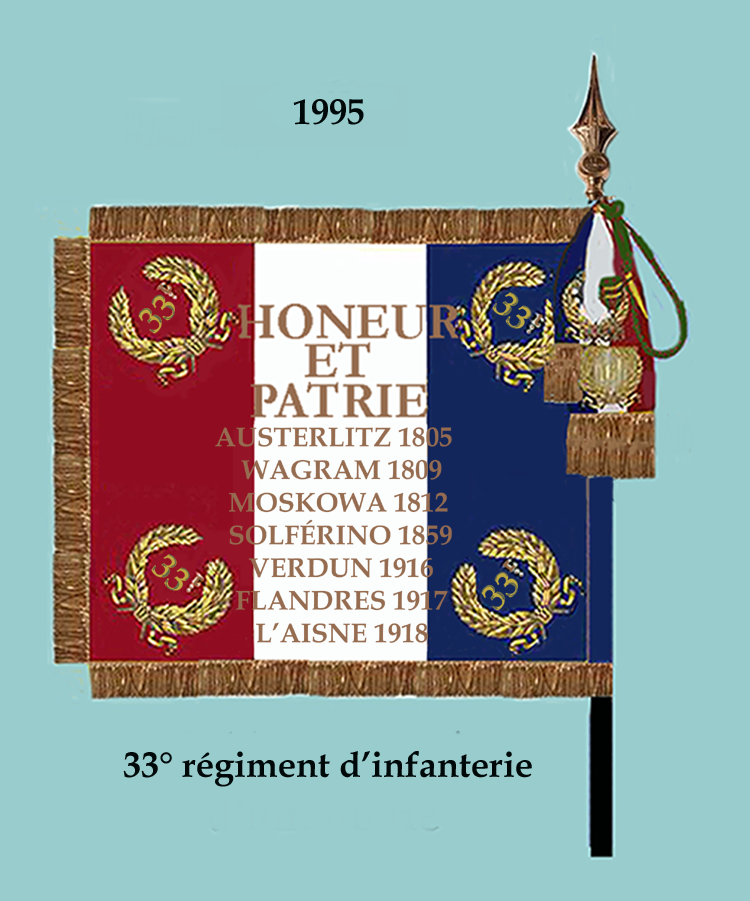
Drapeau du 33e RI (revers)

Fin 1945, le régiment se trouve à Blois. Il est dissous en tant que régiment en novembre. Son drapeau versé au SH (service historique des Armées).
En 1946, le 32e ne subsiste que comme 32e Bataillon d'infanterie (BI). Il reçoit un nouveau drapeau en juin ; la quatrième République est proclamée en octobre.
Probablement en garnison à la caserne Baraguey d'Hilliers de Tours, le 32e BI est dissous en septembre 1950 et son drapeau rejoint aussi le musée du services historique des Armées.

##### 1956: le bataillon expéditionnaire
Le 30 mai 1956, le 1er bataillon du 32e RI est recréé au camp de La Courtine. Il est dirigé sur la Tunisie en proie à des troubles après la proclamation de son indépendance ; le 1er juin, il participe aux opérations de maintien de l'ordre sous les ordres du Chef de bataillon Chapoix, puis du lieutenant-colonel Caussèque ; il est dissous le 1er septembre 1956. La Cinquième République est proclamée en octobre 1958.

### 32erégiment d'infanterie divisionnaire (réserve)

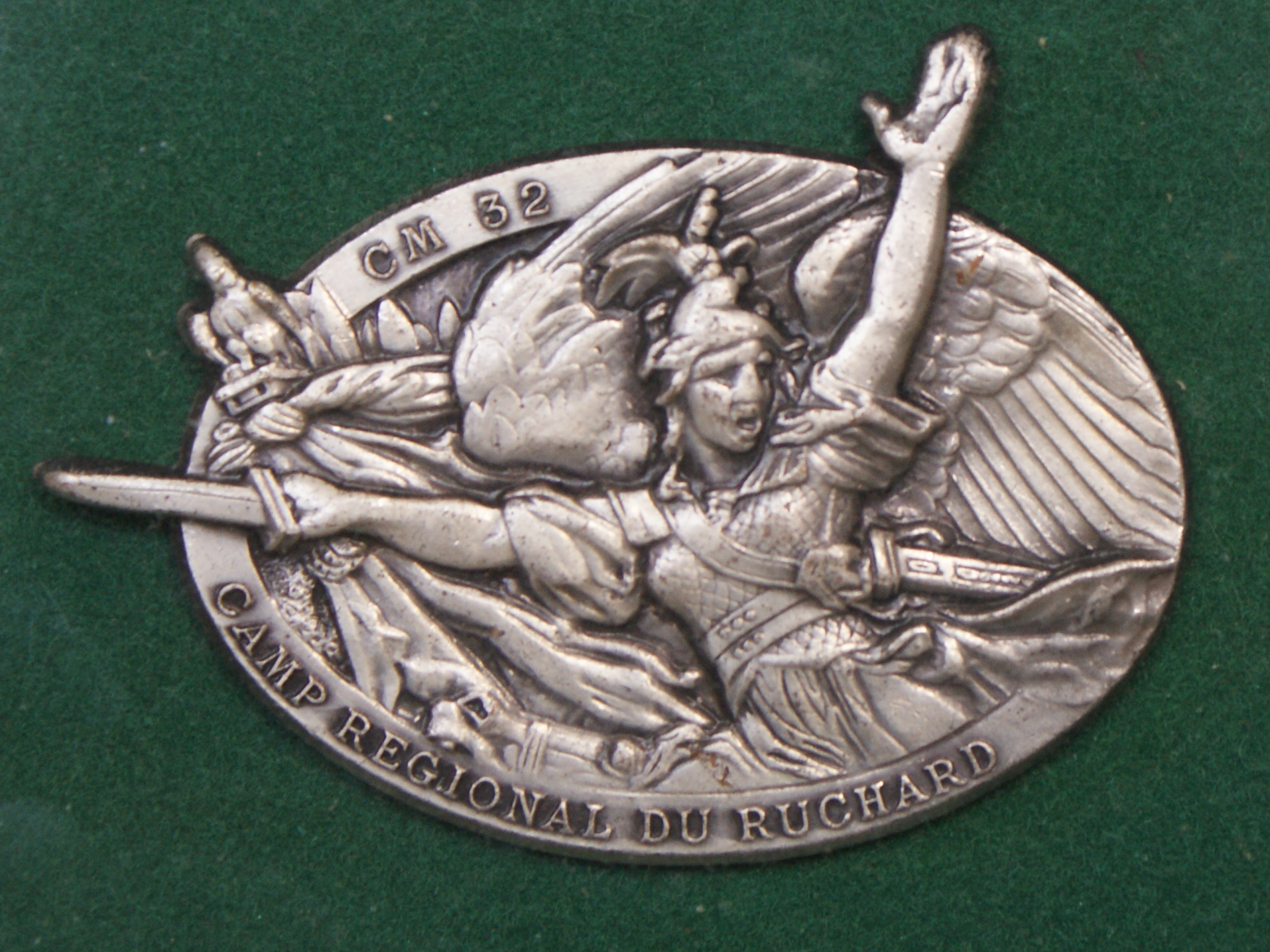
Insigne du camp du Ruchard, centre mobilisateur du.

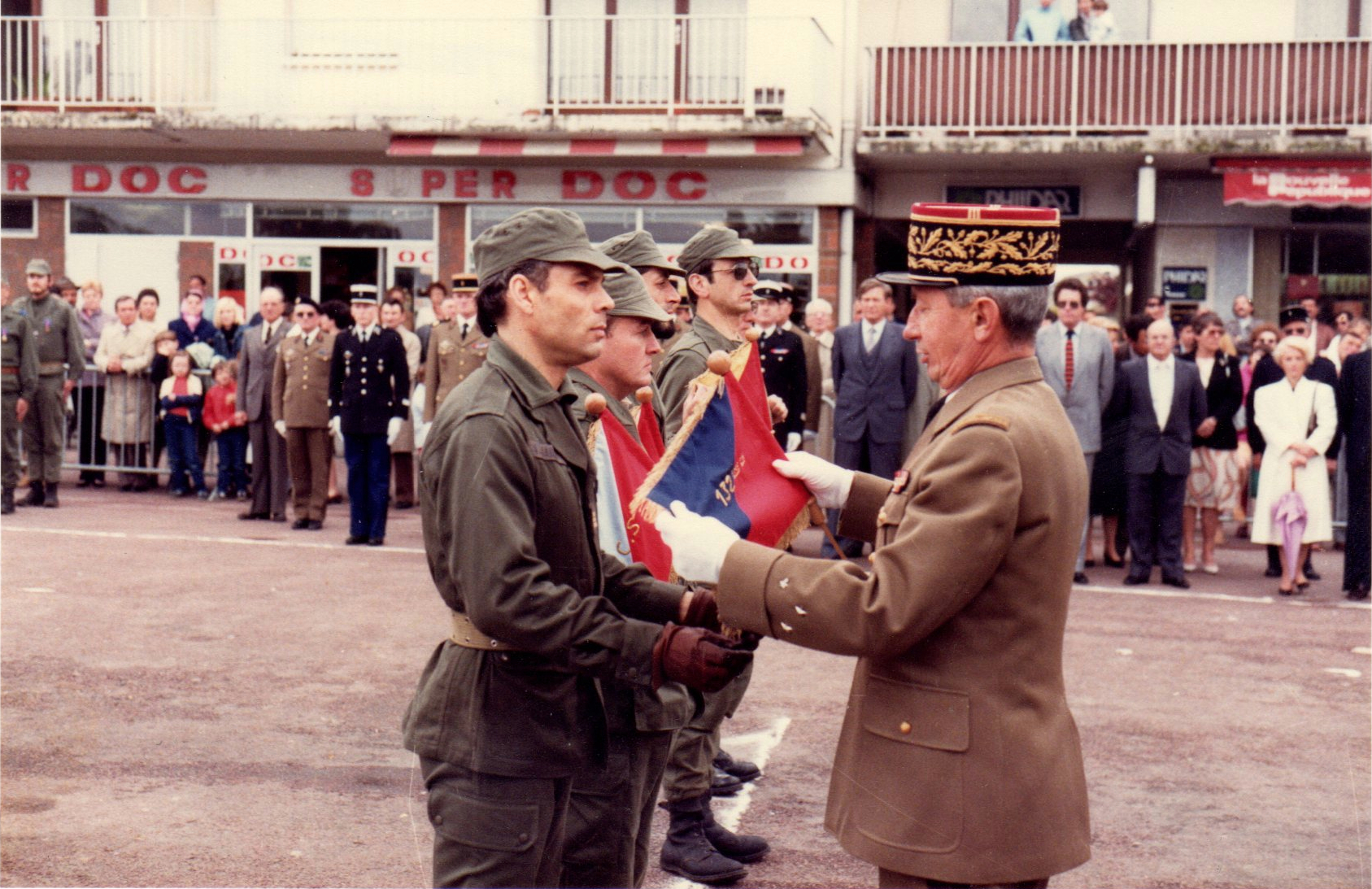
Le général Roth Le Gentil remet les fanions de compagnie à leurs commandants, place de l'Église à Ballan-Miré en 1984.

En 1973, le 32e RI est reconstitué en régiment de réserve par décision du président de la République d'abord dans le cadre de la défense opérationnelle du territoire (DOT). Il comprend 6 compagnies, dont 4 de combat et une d'intervention.
Il est mis sur pieds au centre mobilisateur (CM 32) du camp du Ruchard (forêt de Chinon), qui lui sert de support et de terrain de manœuvre, et dépend de l'état-major de la 13e Division militaire territoriale (DMT) basé à la caserne Baraguey d'Hilliers à Tours, qui le gère en tant qu'unité de réserve.
Dernière étape de la réorganisation de l'Armée de terre entreprise en 1976, le 32e RI prend le nom de 32e Régiment d'infanterie divisionnaire (RID) en 1978 et il est réorganisé en conséquence.
Le 32e RID a la garde du drapeau du 66e RI (reformé partiellement en 1963 puis dissous en 1966) mais son propre drapeau est en très mauvais état aux Invalides et n'est plus utilisable. Le régiment reçoit un drapeau rénové (la soie est neuve mais les franges sont récupérées) le vendredi 26 mars 1982 des mains du général de corps d'armée Perier, Gouverneur militaire de Paris, commandant le 3e Corps d'armée et la 1re Région militaire dont dépend la 13e DMT.

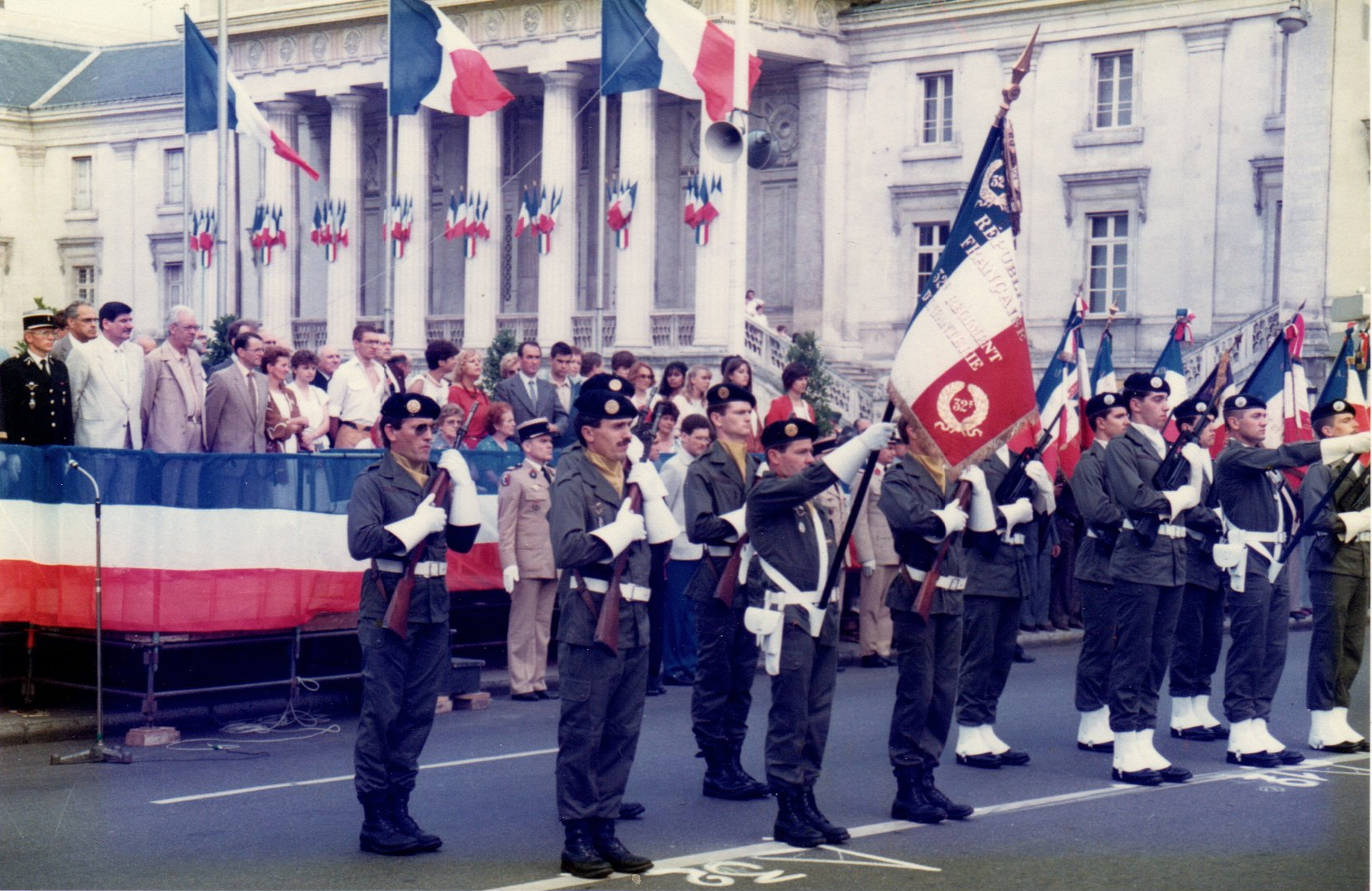
Drapeau et garde d'honneur du le 14 juillet 1985, place Jean-Jaurès (anc. du Palais) à Tours.

Prenant en compte les missions prioritaires d'intérêt national qui lui sont confiées par le général commandant la 13e DMT, il est notamment affecté à la défense de points sensibles de la Division, comme les centres radio-électrique de Marray et Larçay ou la défense extérieure de la centrale nucléaire de Chinon, tous situés en Indre-et-Loire. Sa compagnie d'intervention est susceptible d'agir à la discrétion du commandement.
Il poursuit par ailleurs l'instruction de ses cadres et spécialistes réservistes, lors de périodes plus ou moins sélectives, généralement en fin de semaine, avec des exercices permettant d'assimiler les missions in situ, de se perfectionner au combat, à la topographie, aux transmissions et au secourisme, de renforcer l'aptitude au commandement et la cohésion des cadres ; ces derniers pouvant, par ailleurs, s'entraîner individuellement au tir d'armes de guerre qu'ils sont susceptibles d'avoir en dotation en cas de mobilisation, le dimanche matin, sur le stand militaire de Larçay, au sud-est de Tours (notamment : pistolet PA, fusil Mas 49-56 puis FA-MAS et mitrailleuse AA 52). Pour se préparer à l'hypothèse d'une mobilisation, le régiment organisera une convocation verticale.
Sa garde d'honneur ponctue les fêtes et commémorations nationales célébrées à Tours, où elle défile précédée du chef de corps, parfois pour des occasions ponctuelles aux alentours, accompagnée de la musique militaire de la 13e DMT, aux ordres du capitaine Bailleux qui, par ailleurs, a accepté d'enregistrer la Marche du 32e.
Trois chefs de corps, officiers de réserve, se succèdent à sa tête, dont un prêtre aumônier, le père Daniel. Si le 32e RID doit au colonel Tuffet de lui avoir donné vie lors de sa recréation, il doit ensuite au colonel Daniel d'avoir retrouvé son drapeau en mars 1982 (infra), puis au colonel Piffeteau que ses compagnies aient reçu leur fanion le 24 mai 1984, à Ballan-Miré, des mains du général Roth Le Gentil, commandant de la 13e DMT. Les cadres sont marqués durant la période couvrant l'existence du régiment par la personnalité aimable et diplomate de Mme Coulon qui assure le secrétariat du Bureau "Réserve" de la 13e DMT. Elle est « caporal d'honneur » du régiment.
Le régiment est dissous au 31 décembre 1985. Le drapeau reste à Tours. Il est confié au 13e Groupement divisionnaire, futur 32e Régiment de Commandement Divisionnaire (RCD), entre les mains du chef de Corps, le Chef de bataillon Deprez, lors d'une cérémonie qui a lieu le 11 novembre 1985 à Cormery, présidée par le commandant de la 13e DMT, le général Datin. L'officier "traditions" du régiment, le capitaine Alain Darles, présente la cérémonie et fait l'historique du régiment, notamment dans sa période récente depuis 1973 marquée par le dévouement des réservistes qui au total auront participé à une centaine de journées d'auto-instruction. Assistent à ces adieux, le colonel Millour futur chef de corps du 32e RCD, M. Gouge, président de l'Amicale des anciens et le Lieutenant-colonel Druard, ancien du 32e à l'époque du maquis Epernon.
Malgré la dissolution, beaucoup des cadres réservistes du 32e poursuivent leur activité à l'identique, soit sous le contrôle de la Gendarmerie qui reprend les missions du 32e RID sur les points sensibles, soit au sein du 95e régiment inter-armes divisionnaire (RIAD), basé près de Montargis, qui reprend les missions de l'ancienne compagnie d'intervention du 32e RID, mais qui sera lui-même dissous en 1998.
En septembre 1991, après la dissolution du 32e RCD, le drapeau rejoint le SHAT du château de Vincennes. Les deux derniers chefs de corps du 32e RID assistent à son départ de Tours au petit matin.

## Symboles et traditions

### Drapeau
Il porte, cousues en lettres d'or dans ses plis, les inscriptions suivantes :
- Lonato 1796
- Les Pyramides 1798
- Friedland 1807
- Sébastopol 1855
- Ypres-Artois 1914-1915
- L'Aisne 1917
- Le Matz 1918
- La Marne 1918

### Insignes
- Insigne du maquis Épernon 32e demi-brigade : losange, avec croix de Lorraine chargée d'un lion terrassant un aigle (symbole de l'Allemagne nazie) ; dessiné en octobre 1944 par l'aspirant Depont du 1er bataillon du 32e RI.

Dernier insigne réglementaire : ovale à un lion assis, bordure argentée, écusson bleu au nombre, avec devise et citation napoléoniennes.

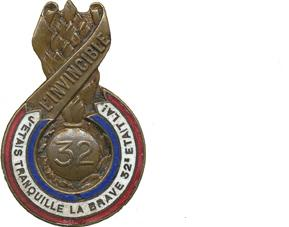
32e régiment d’infanterie, L'invincible.
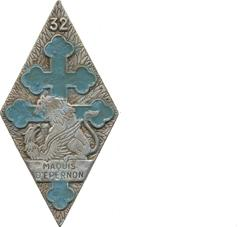
Insigne régimentaire de la 1re compagnie des FFI du maquis d'Epernon (32e régiment d'infanterie).
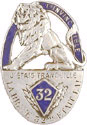
Dernier insigne régimentaire du 32e régiment d'infanterie (devise et numéro sur émail bleu).
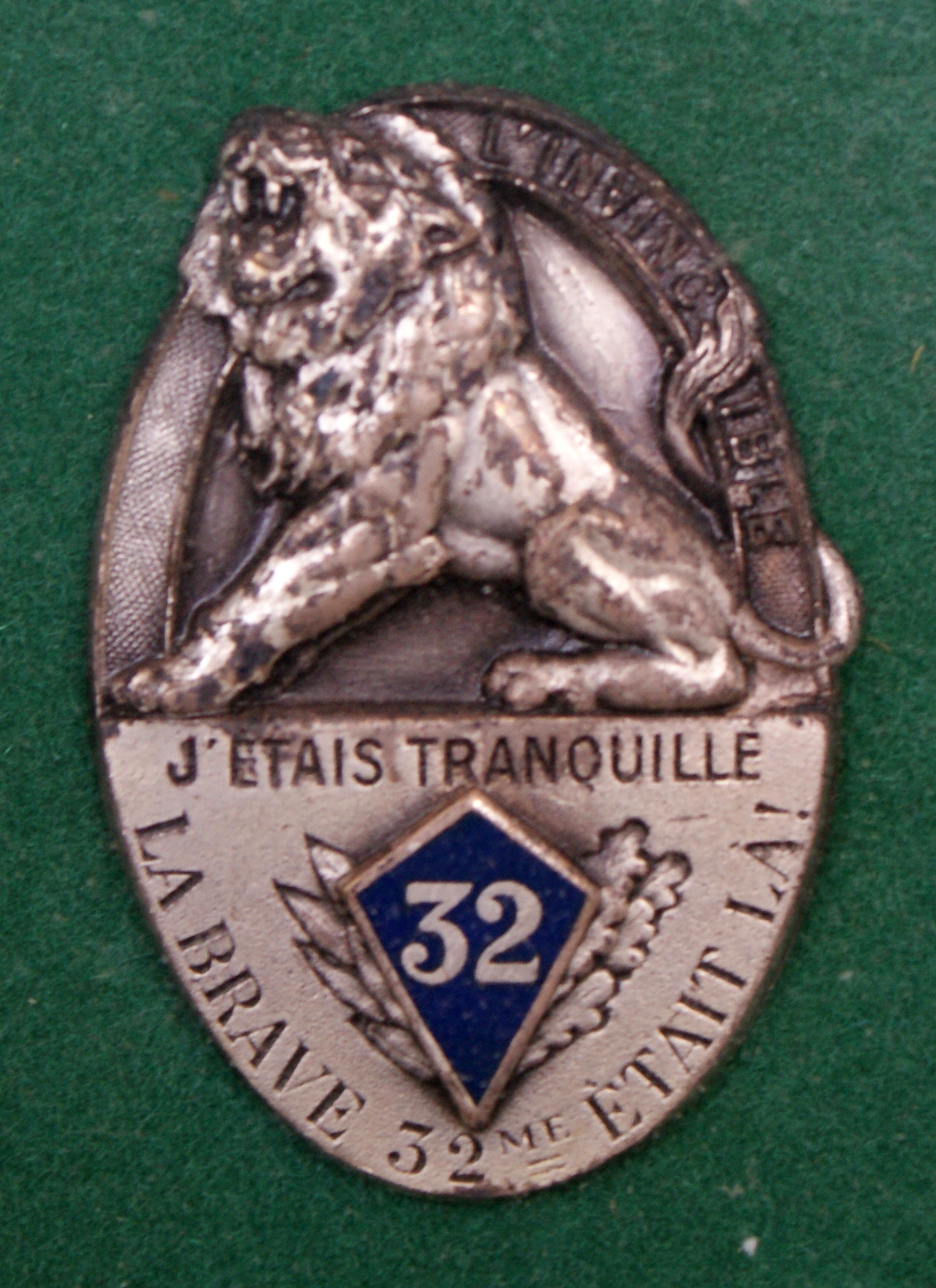
Réédition pour les réservistes affectés au régiment à partir de 1973 - 32e RID.
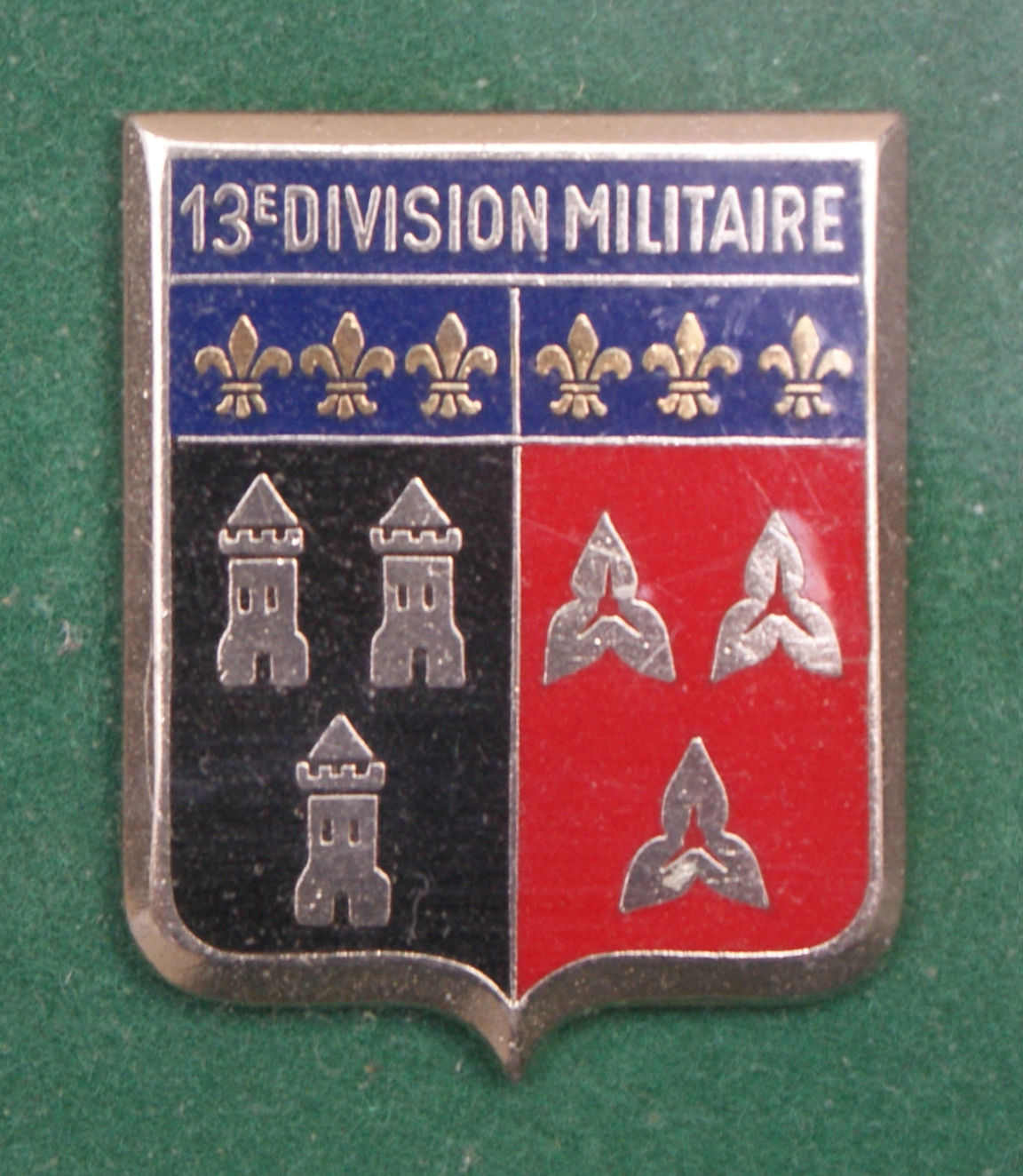
Insigne de la 13e DMT à Tours, dont dépendait le 32e RID.

### Uniformes
- Exemples d'uniformes lors de la grande guerre
- Exemple de bouton d'uniforme du 32e de ligne

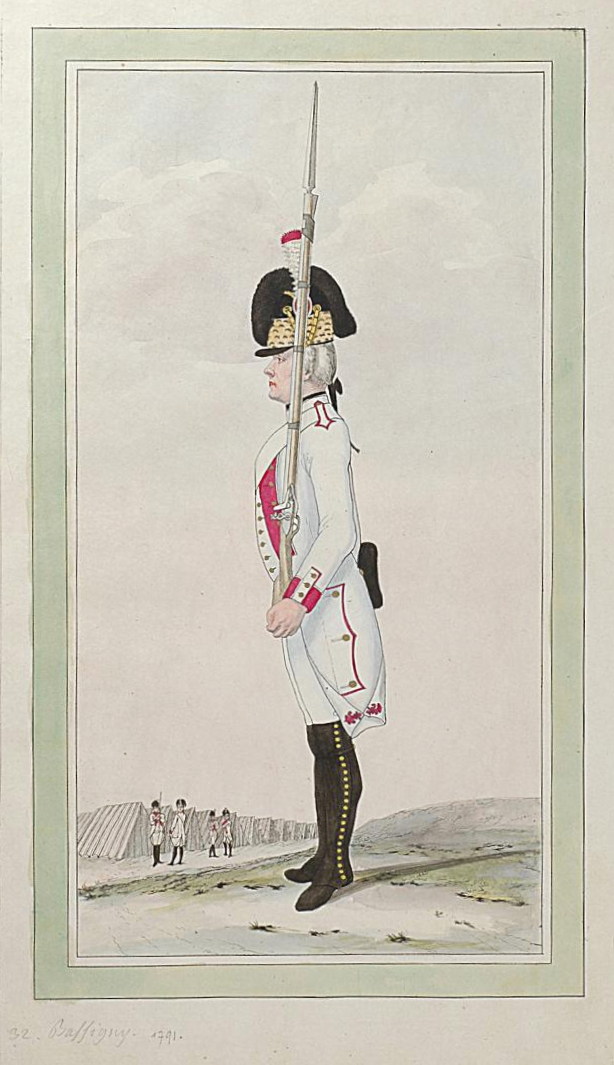
Uniforme du régiment de Bassigny en 1791 selon Nicolas Hoffmann.
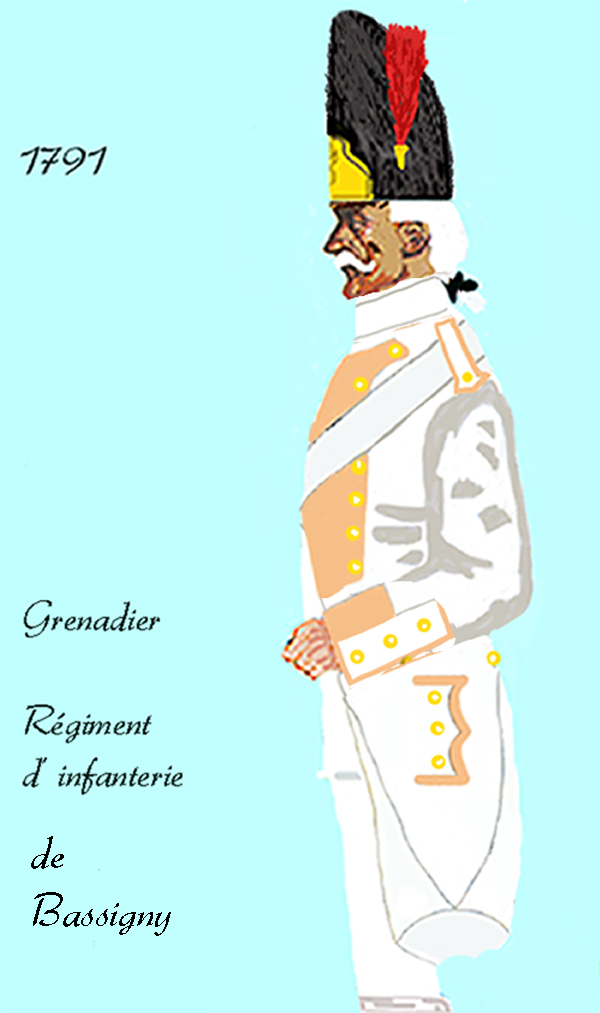
Uniforme du 32e régiment d’infanterie de ligne de 1791 à 1796.
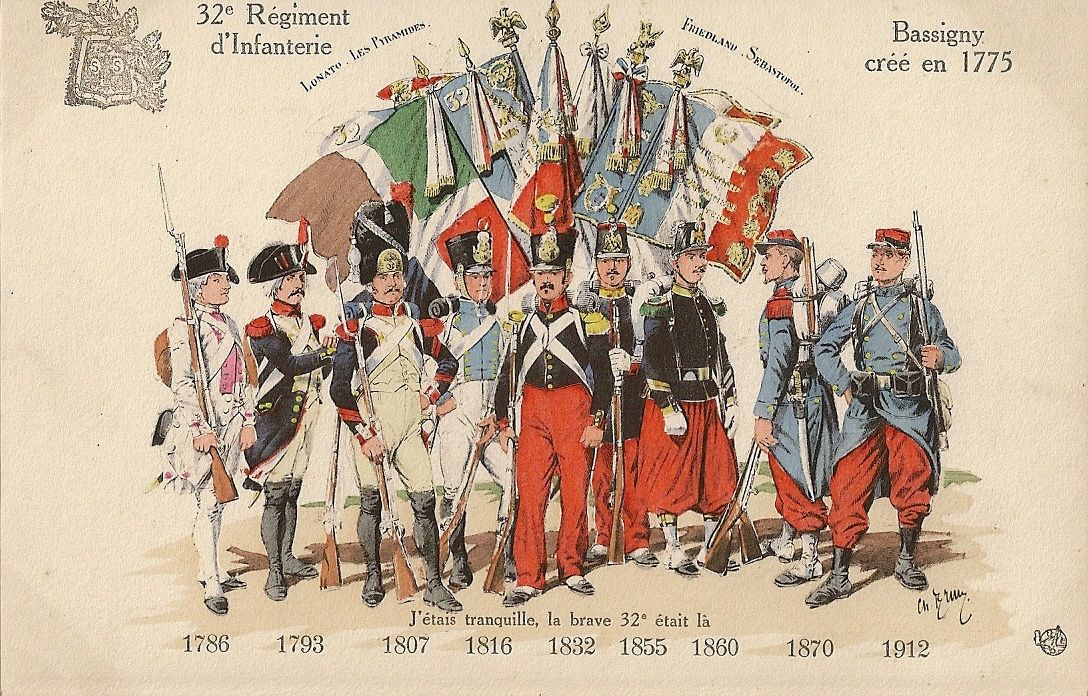
Historique des uniformes du 32e (1791-1912).

### Devise
« L'invincible ». Cette devise qui figure sur l'insigne du 32e serait attribuée à Bonaparte lors de la campagne d'Italie (supra). D'après un témoin (aspirant Tiquet-Remont), cette devise ne serait toutefois apparue que le premier mai 1915, dans les Flandres, à Ypres : « le 32 appelé depuis hier par notre général L'invincible s'est montré un héros homogène » (lettre du 2 mai). S'agit-il d'un malentendu ? ; le JMO (Journal de Marche et des Opérations) du 32e RI de l'époque ne mentionne pas cette citation. Il est plus assuré que la 32e brigade était avant Lonato surnommée « La terrible » et Bonaparte la surnomme également « La brave » à plusieurs reprises.

### Citations
- « J'étais tranquille, la brave 32e était là » - (Bonaparte, rapport au Directoire, Lonato août 1795). Cette citation figure sur l'insigne du 32e.
- « Pour vous donner le nom des braves qui se sont distingués dans les combats depuis le 11 thermidor, j'aurais à vous donner le contrôle de la demi-brigade (la liste entière de). Les officiers, les sous-officiers et soldats se sont conduits avec un courage même. Heureux les généraux qui ont à la commander ! Que la République s'honore de tels soldats ! » (général Rampon, campagne d'Italie, rapport à Bonaparte, août 1795)[10].
- « La 32e demi-brigade s'est spécialement couverte de gloire. En trois jours, elle a bat l'ennemi à San Michele, près de Vérone, à Rivoli et sous Mantoue. Les légions romaines faisaient, dit-on, 24 milles par jour ; les soldats français en on fait 30 et se battent dans l'intervalle ». (Bonaparte, campagne d'Italie, rapport au Directoire, janvier 1797)[10] ;
- « Vous êtes tous des braves; le dernier de vous qui vivra racontera les hauts faits de ses camarades; on aura peine à le croire ! » (Bonaparte à la fin de la campagne d'Italie, rapporté par Darmagnac)[10].
- « En Égypte, comme en Italie, la 32e fut toujours la même; elle n'a jamais été surpassée par aucune légion romaine, par aucun régiment moderne » (Darmagnac à Louis Napoléon-Bonaparte en 1852)
- « A montré dans deux assauts victorieux un élan digne de sa réputation séculaire » (Général Putz en 1915).

### Fête
3 août (1796 - Lonato)

### Refrains
- « Bandes-tu, bel alcindor » (tradition) - Sonnerie en ligne.
- « V'la le 32 qui n'a pas peur » (avant guerre).
- « Gens de chez nous, comptez-vous » (maquis d'Épernon).
- « Le 32 est toujours là » (libération).

## Récompenses et Mémoire

### Décorations
Sa cravate est décorée de la Croix de guerre 1914-1918 avec quatre citations à l'ordre de l'Armée.
Il porte la fourragère verte aux couleurs du ruban de la Croix de guerre 1914-1918 le 15 août 1917.
Il porte la fourragère jaune aux couleurs du ruban de la Médaille militaire le 19 septembre 1918.

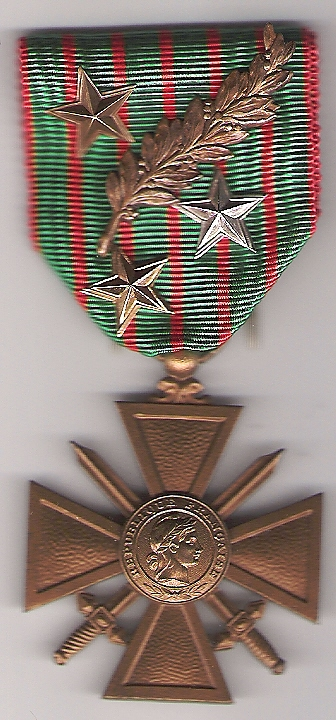
Croix de guerre 1914-1918, avec palme et trois étoiles.
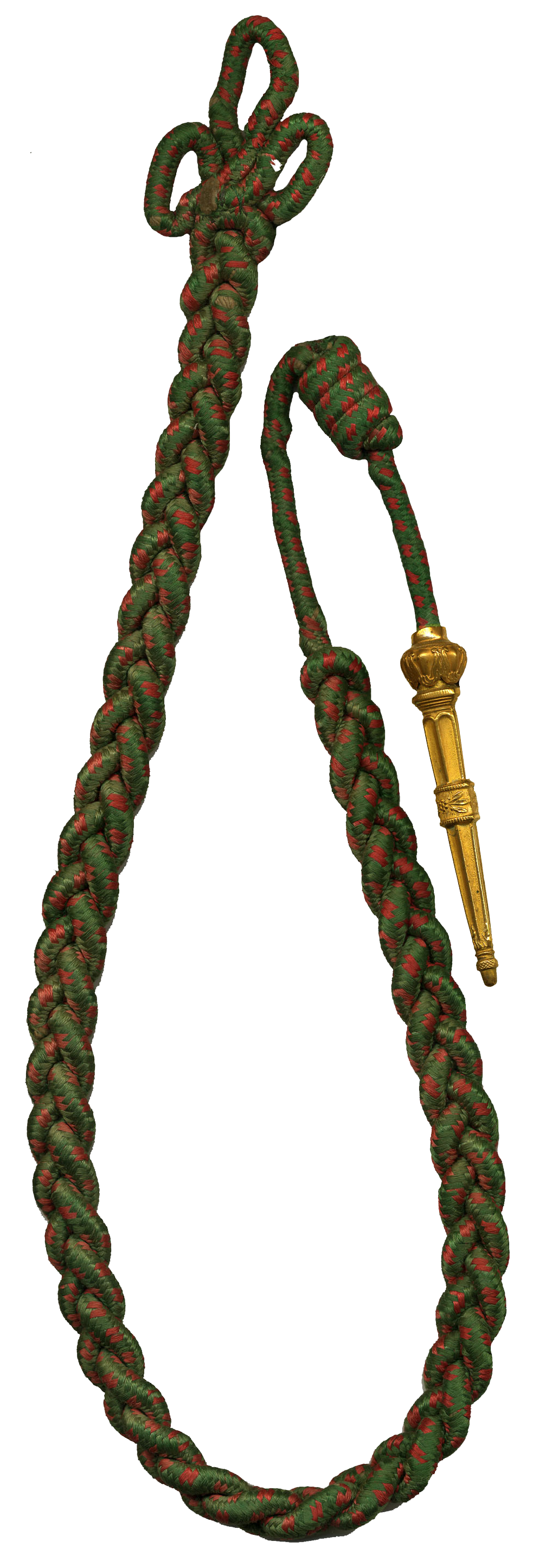
Fourragère aux couleurs de la croix de guerre 1914-1918.
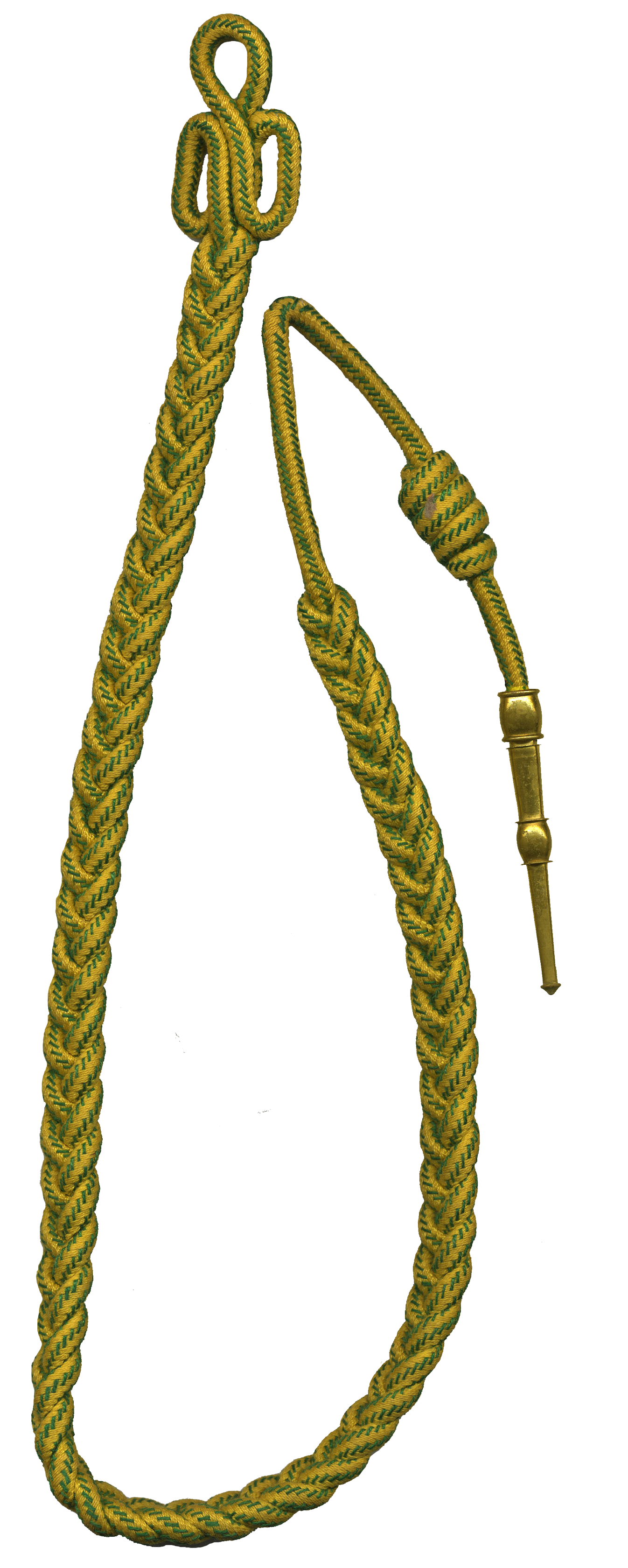
La fourragère aux couleurs du ruban de la médaille militaire.

### Lieux, monuments et objets commémoratifs
Lieux et monuments :
- à Azay-le-Ferron (Indre), lieu-dit Péchoire, en forêt de Preuilly, monument commémoratif 1939-1954 et tombes militaires, en mémoire des combats des 23 et 24 juillet 1944 où succombèrent des éléments du maquis Épernon[69] ;
- à Bouxières-sous-Froidmont (Meurthe-et-Moselle) : monument commémoratif du 232e R.I. (Aux officiers, sous-officiers et soldats du 232e Régiment d'infanterie tués en montant à l'assaut du Froidmont le 7 octobre 1914) ;
- à Brenschelbach (Sarre) : plaque en français et en allemand scellée sous une croix fabriquée à partir d'éclats d'obus retrouvés sur le champ de bataille ;
- à Châtellerault (Vienne) existe une place du 32e Régiment d'Infanterie ;
- à Chaumussay (sur la route menant à) (Indre-et-Loire), une stèle à la mémoire d'un soldat du maquis mort au combat en 1944, en fait le tireur FM Gustave Ismer, à la suite d'une embuscade conduite par le lieutenant Rouyer du maquis Épernon[70] ;
- à Condren (Aisne) existe un boulevard du 32e Régiment d'Infanterie ;
- à Fère-Champenoise (Marne), le cimetière militaire honore (entre autres) les sépultures de soldats du 32e Ri tombés lors de la bataille de la Marne en 1914 ;
- à Gien (Loiret) et aux alentours : plaque commémorative à Poilly-lez-Gien signalant un PC compagnie « ca3 » du 32e RI, sur la route de Bourges, lors de la bataille de Gien en juin 1940 ; monument de la Gâcherie ; plaque et monument commémoratif en bout du pont de Gien défendu par le 32e ; Existe une rue du 32e Régiment d'Infanterie ;

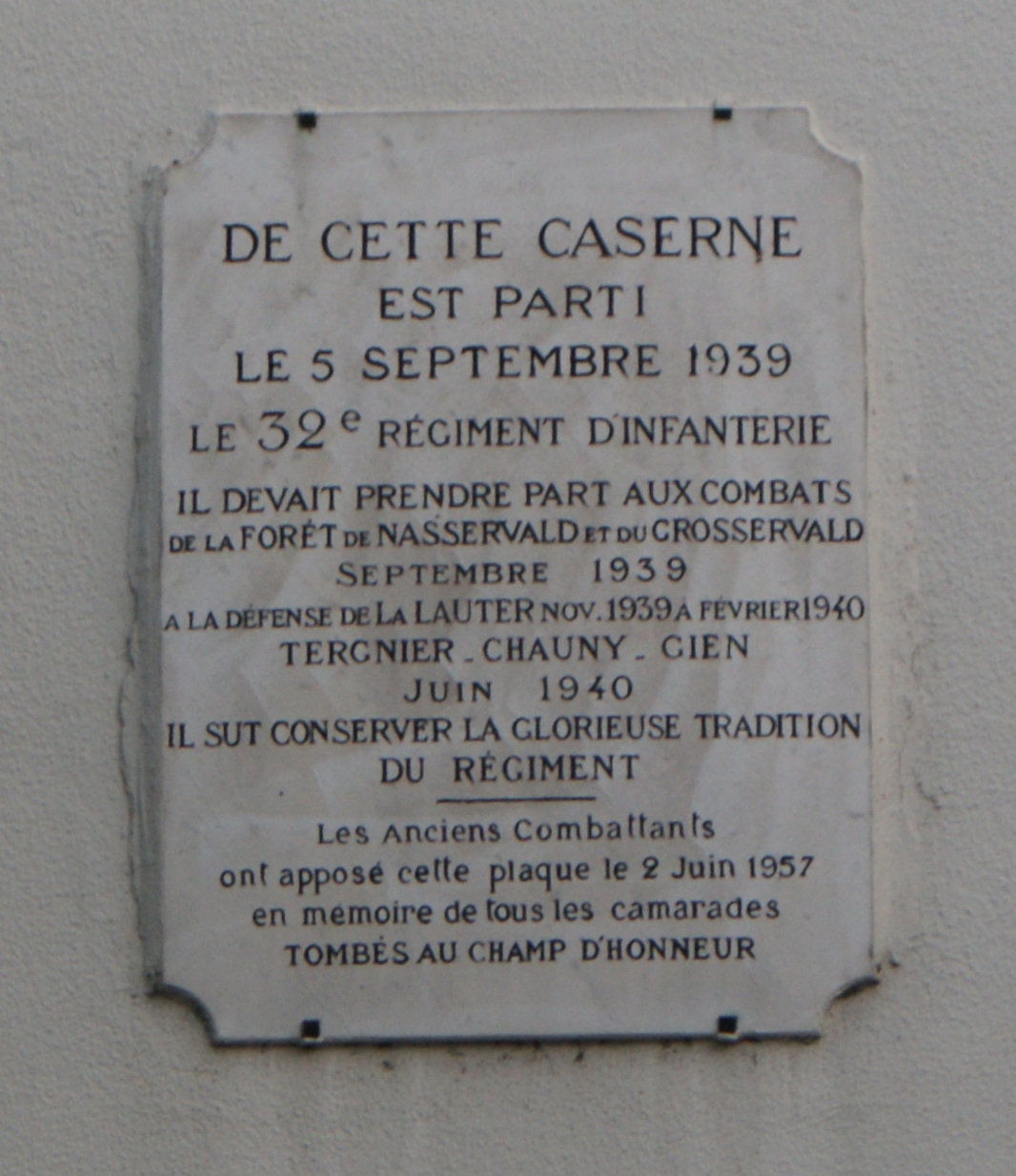
L'une des deux plaques à Tours : entrée de la caserne Baraguey.
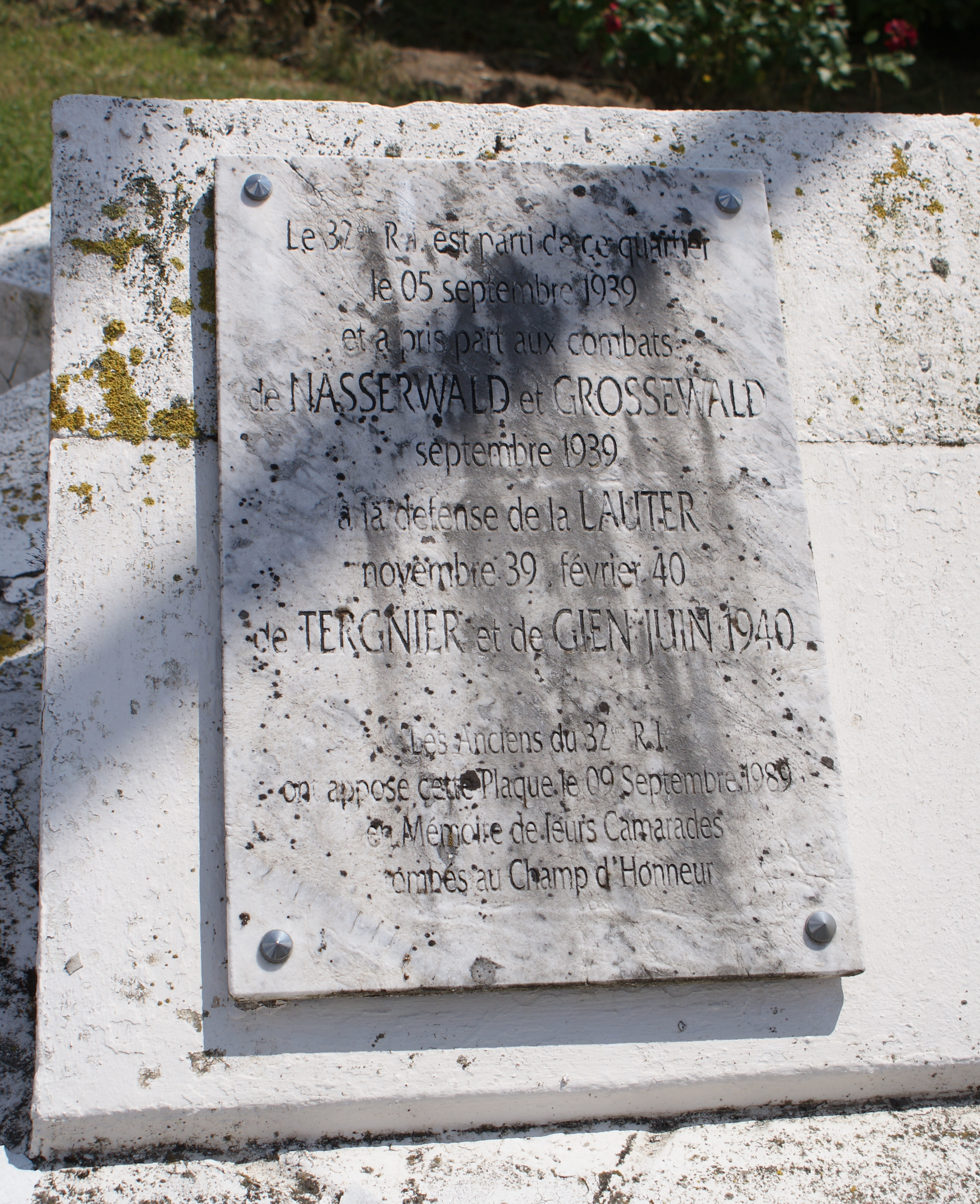
La seconde plaque à Tours : place d'arme de la caserne Baraguey.
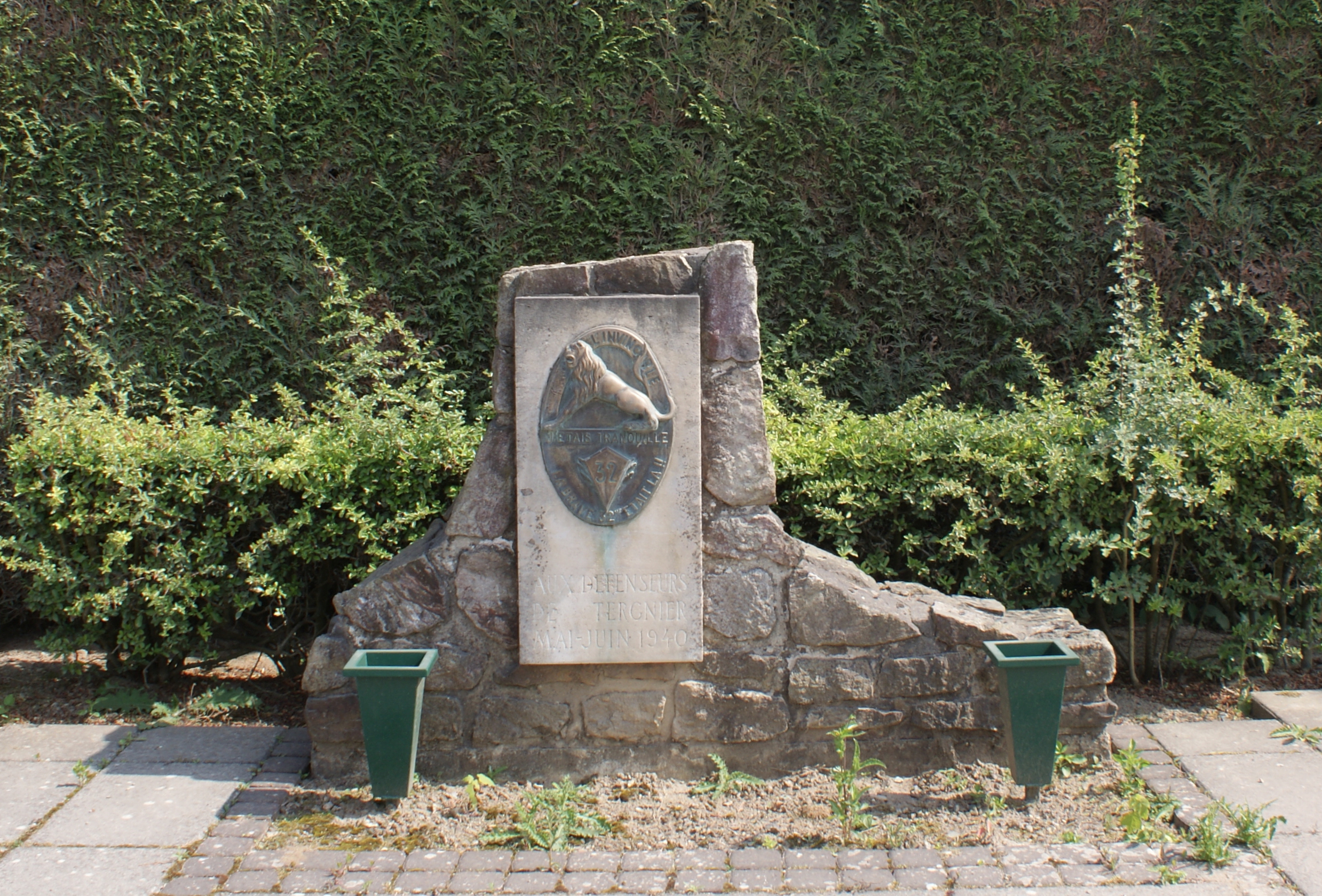
Le monument à Tergnier : rue Hoche.
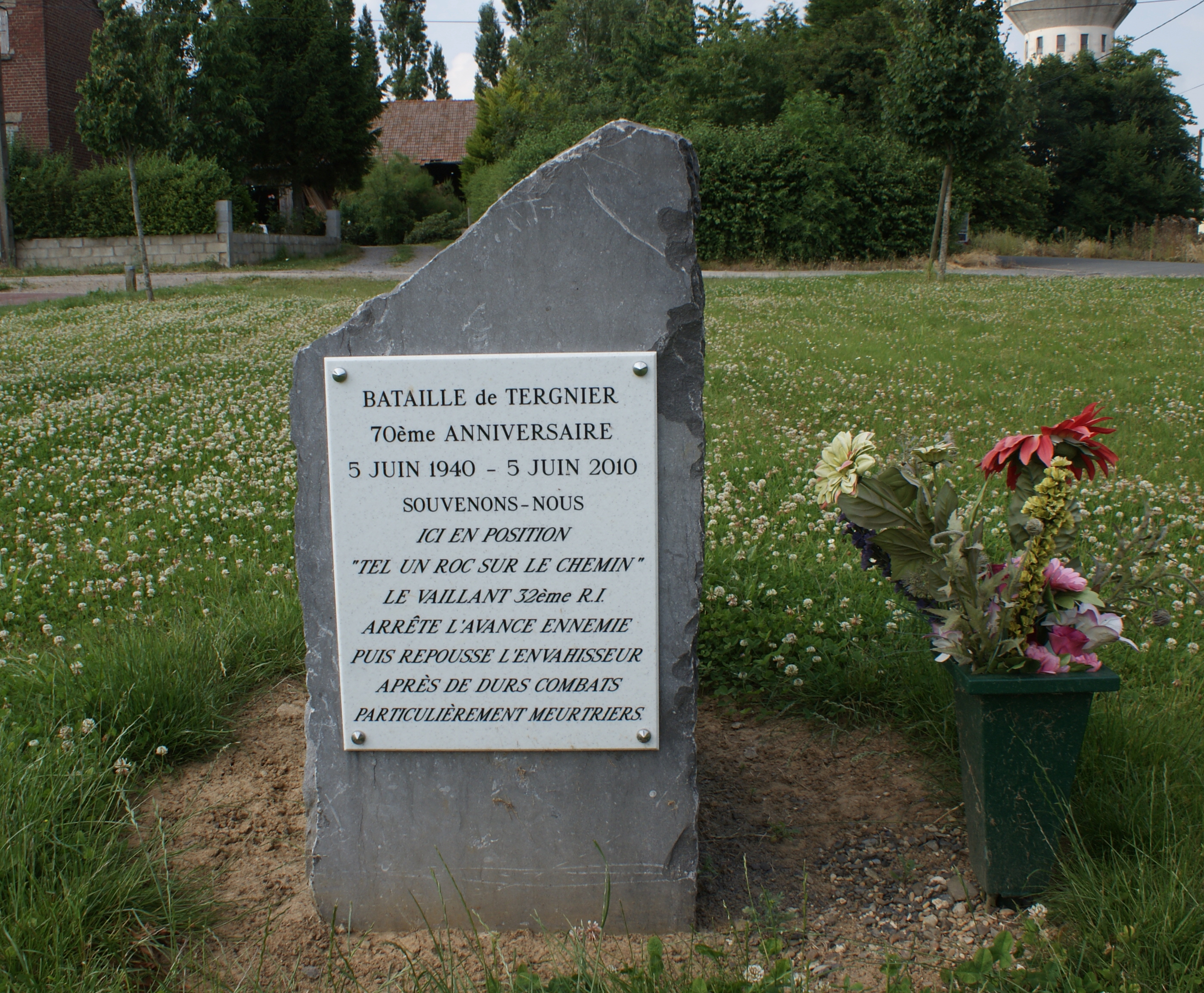
Le monument du 70e anniversaire à Tergnier : Vouël.
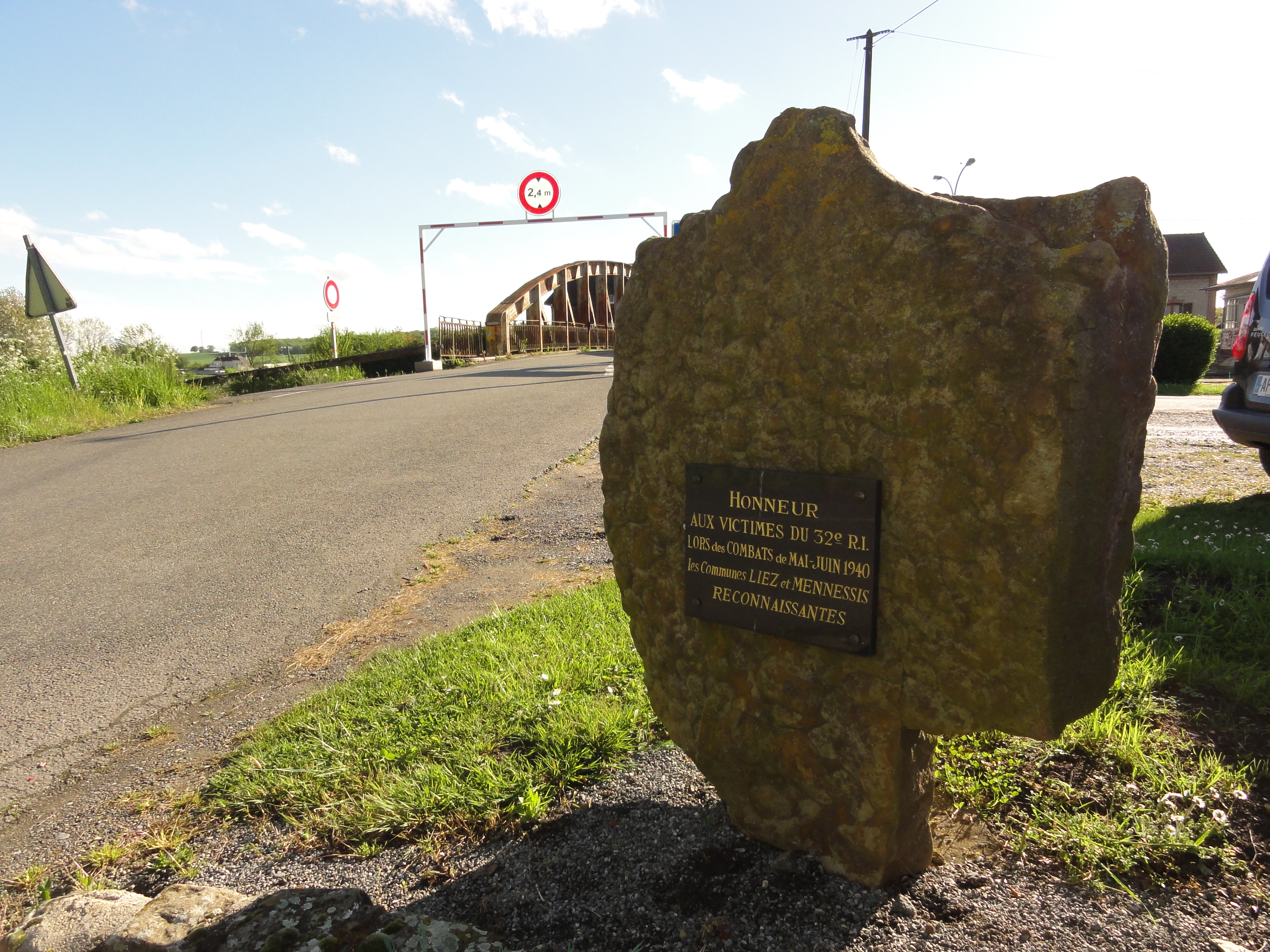
La stèle des deux communes de Liez et Menessis auprès du pont du canal de Saint-Quentin.

- à Liez et Mennessis (Aisne) : stèle, près du pont du canal de Saint-Quentin (photo) ;
- à Ligueil (Indre-et-Loire), stèle aux armes du maquis Épernon, 32e R.I., avec la cocarde du Souvenir français[71] ;
- à Metz (Moselle), la nécropole militaire nationale Chambière, abrite les tombes de 17 combattants du 32e RI tombés pour la France lors du second conflit mondial[72] ;
- à Ormersviller (Moselle) : stèle à la mémoire des combattants français et allemands ;
- à Perrusson (Indre-et-Loire) existe une rue du 32e Régiment-d'Infanterie ;
- à Quessy (Aisne) : stèle ;
- à Tergnier (Aisne) : deux stèles, l'une inaugurée le 15 mai 2010 (route du Belvédère à Vouël), pour marquer la position des combats de juin 1940 engageant le 32e RI, à la demande des anciens combattants des 32e RI et 232e RI pour marquer le 70e anniversaire de ce fait d'armes ; une autre stèle plus ancienne se trouve près du canal où eurent lieu les combats en mai et juin 1940, rue Hoche, au bout de la rue et du boulevard du 32e régiment d'infanterie, « Aux défenseurs de Tergnier » (photos) ;
- à Toulouse (Haute-Garonne) : colonne élevée en l’honneur de la 32e demi-brigade (dont le 32e RI est l’héritier des traditions) et de son chef, le général Dupuy. Un bataillon de volontaires du département avait participé à la formation du régiment à l’époque des guerres révolutionnaires ;
- à Tours (Indre-et-Loire) : deux plaques, l'une placée en 1989 au pied du mât des couleurs (côté gauche, à l'opposé de celle du 66e RI), au milieu de la place d'armes, l'autre placée en 1957 à l'entrée extérieure de la caserne Baraguey d'Hilliers (côté droit, à l'opposé de celle du 66e RI). Elles rappellent le que le 32e RI est parti de cette caserne où il était en garnison le 5 septembre 1939, ses combats et le sacrifice de ses soldats (photos) ;
- en forêt de Verneuil-sur-Indre (Indre-et-Loire), mémorial du maquis Césario[73] ;
- près de Viry-Noureuil (Aisne) : une plaque au château de Rouez.

Voies baptisées en l'honneur du 32e Régiment d'Infanterie (non exhaustif) :
- places : à Tours (Indre-et-Loire) et à Châtellerault (Vienne)
- boulevards : à Tergnier (Aisne) et à Condren (Aisne)
- rues : à Gien (Loiret), au Havre (Seine-Maritime) et à Téteghem (Nord). À Montpellier (Hérault), une rue de la « 32e division » évoque les origines du 32e RI[74] ; etc.

Objets commémoratifs et divers :
- Le 32e RI illustre trois vignettes militaires éditées au cours de la guerre de 1914-18 par l'imprimeur Delande et pour son compte. Elles portent la citation napoléonienne : « J'étais tranquille, la brave  32e était là »[75] ;
- La faïencerie de Gien a édité une assiette commémorative en l'honneur du 45e anniversaire du maquis Épernon. Elle est illustrée du monument en forme de croix de Lorraine érigé à Bouvron en mémoire de la reddition allemande de mai 1945 mettant un terme à la poche de Saint-Nazaire où combattit le 32e nouvellement reformé à partir du maquis (supra)[76];
- En 2014-2015 des figurines en plomb dites de « presse » à destination des collectionneurs, éditées par Hachette Collections, ont été vendues chez les marchands de journaux, représentant les porte-drapeaux des armées de Napoléon. Parmi eux celui du 32e Régiment d'infanterie (no 5 du 9 mai 2014)[77].

### Anciens combattants
L'Amicale des anciens combattants du 32e et 232e régiment d'infanterie est dissoute le 25 juin 2012 peu avant le décès en décembre de la même année de son dernier président, Maurice Neveu. Le drapeau de l'Amicale, qui a été remis à la mairie de Saint-Cyr-sur-Loire, est confié à l'époque à M. Lionel Dupont, président du Comité d'entente des anciens d'Afrique du Nord de cette commune. Le drapeau de l'Amicale est encore arboré lors des cérémonies.

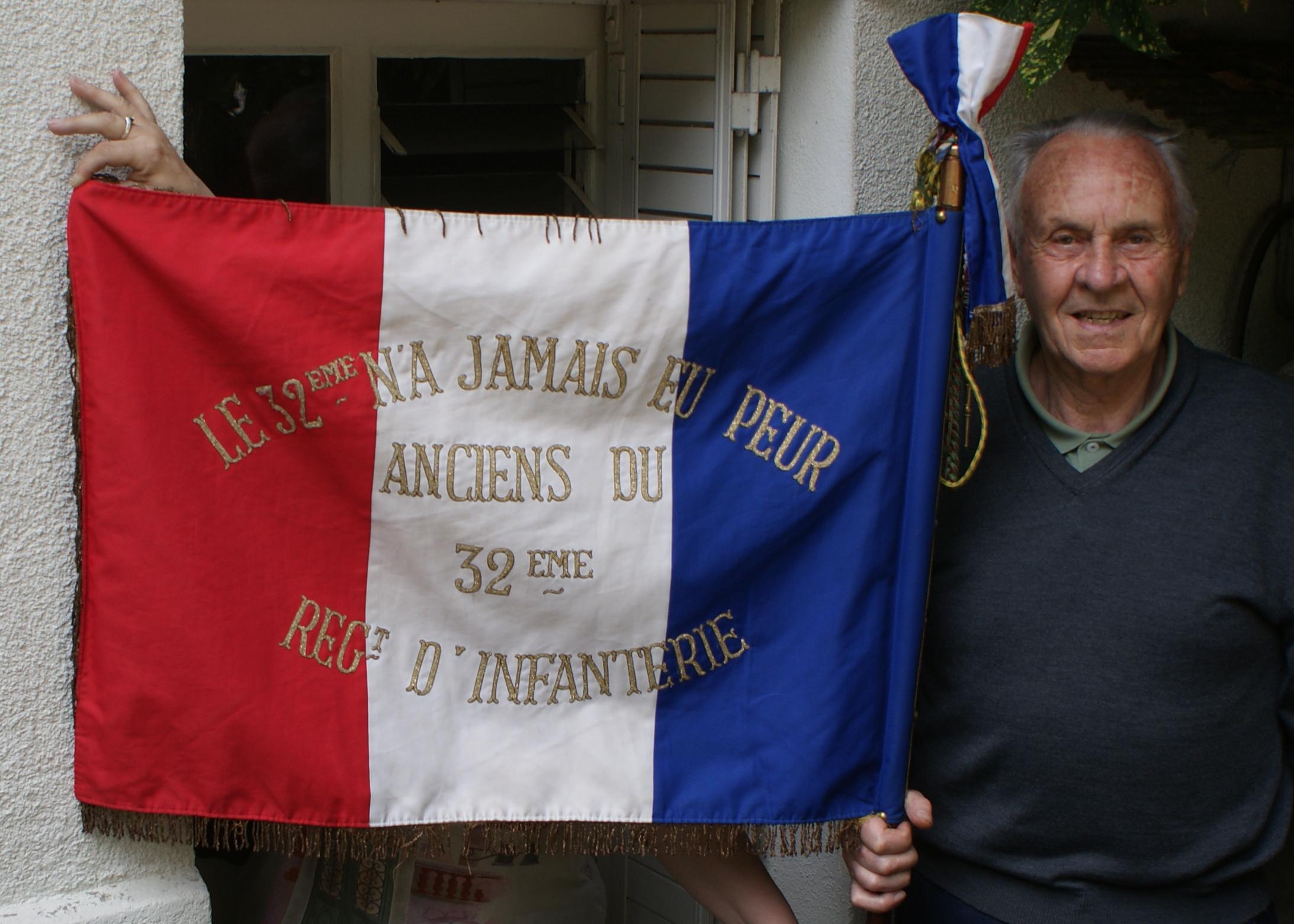
Drapeau de l'Amicale des anciens du 32e (gardé en 2012 par M. Dupont).

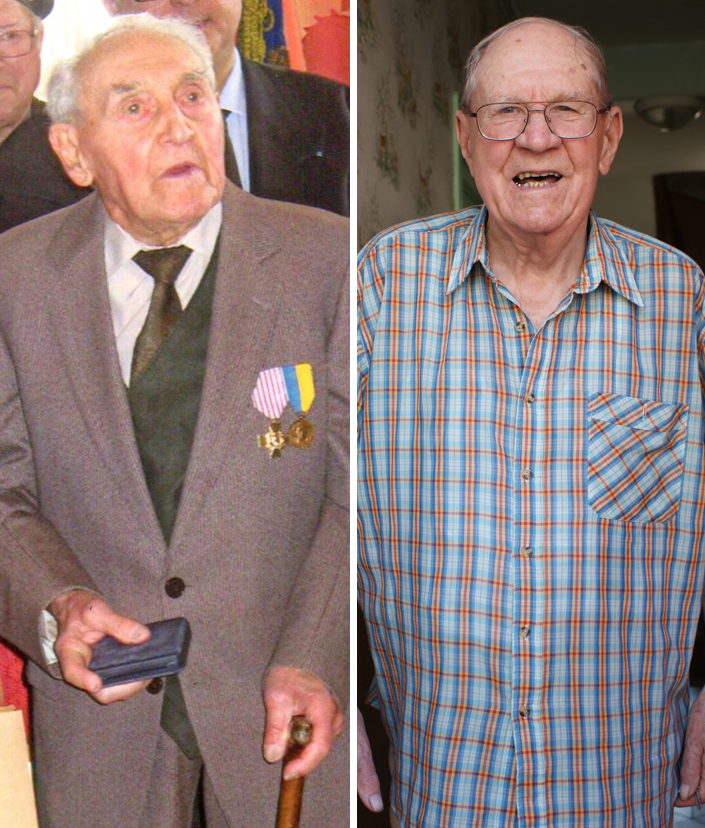
M. Neveu en 2012, dernier président de l'Amicale des anciens du - M. Loyau, dernier ancien combattant (1939-1940) du, 96 ans, en juillet 2013.

L'amicale avait été créée le 21 mai 1922 à Tours, à la suite d'un premier banquet réunissant les anciens du 32e RI, sous la présidence d'honneur du général Rondeau et la coprésidence du colonel Sauget, respectivement ancien chef de corps et chef de bataillon puis chef de corps du régiment. Consécutivement, les statuts sont publiés au JO du 10 juin 1922. Son premier président est l'avocat Maurice Sieklucki. L'un de ses vice-présidents est le député de la Vienne, Pierre Périvier. Plusieurs sections se forment par la suite à Châtellerault, Angers, Paris, Niort-La Rochelle, Bordeaux et Châteauroux. L'amicale devient ainsi une fédération qui compte déjà 73 membres en 1923. Cette année-là une gerbe est déposée sur la tombe du soldat inconnu sous l'arc de triomphe à Paris. Des habitudes se prennent au fil des années. Outre le banquet annuel, un bal est organisé (avec l'Amicale du 66e RI). Les anciens n'oublient pas leurs camarades tombés au champ d'honneur. Dépôt de gerbes, mise à l'honneur d'un jeune soldat dont le père est mort pour la France ou s'est particulièrement distingué, pour faire le pont avec la nouvelle génération. Les veuves et les orphelins dépourvus de ressources reçoivent par ailleurs des secours substantiels.
Après la fin de la Seconde Guerre mondiale, les anciens combattants de 1914–1918 et ceux de 1939-1940 se réunissent en 1948 en une seule association et sa dénomination est modifiée en conséquence : « anciens combattants des deux guerres des 32e et 232e RI » (les termes "Grande Guerre" sont abandonnés). L'amicale s'ouvre également aux anciens du maquis d'Épernon qui sont eux-mêmes constitués en association et c'est à Loches, en 1965, que sont fêtés le 25e anniversaire des combats de Tergnier et le 20e anniversaire du maquis d'Épernon. Chaque année une délégation se rend en Moselle. Un jumelage est réalisé avec un régiment allemand s'étant trouvé au front dans cette région, le 127e RI.
Maître Sieklucki préside l'Amicale jusqu'en 1962, suivi de M. Arrouis, auquel succèdent André Gouge dans les années 1970, puis M. Neveu en 2000 jusqu'à la dissolution en 2012.
L'Amicale des anciens du maquis d'Éperon, présidée par Jean Deniau, est dissoute le 11 mars 2013 à Genillé. Le drapeau est déposé au musée du 32e RI, caserne Baraguey à Tours et le matériel d'exposition au musée de la Résistance à Tours. Néanmoins, par un legs à son profit, l'ancienne amicale confie la préservation de sa mission aux bons soins de l' « Association pour le souvenir de la bataille de Péchoire du 23 juillet 1944 », créée et domiciliée à Azay-le-Ferron en 2012 sous l'égide de son président Michel Goblet. Ladite association a pour but de commémorer les événements tragiques et glorieux qui se sont déroulés dans la forêt de Preuilly près du lieu-dit "Péchoire" (supra) et d'assurer ainsi le devoir de mémoire vis-à-vis des maquis Épernon, Carol et Conty-Freslon, ainsi que de défendre les libertés et les valeurs républicaines,.

### Personnalités ayant servi au32eRI

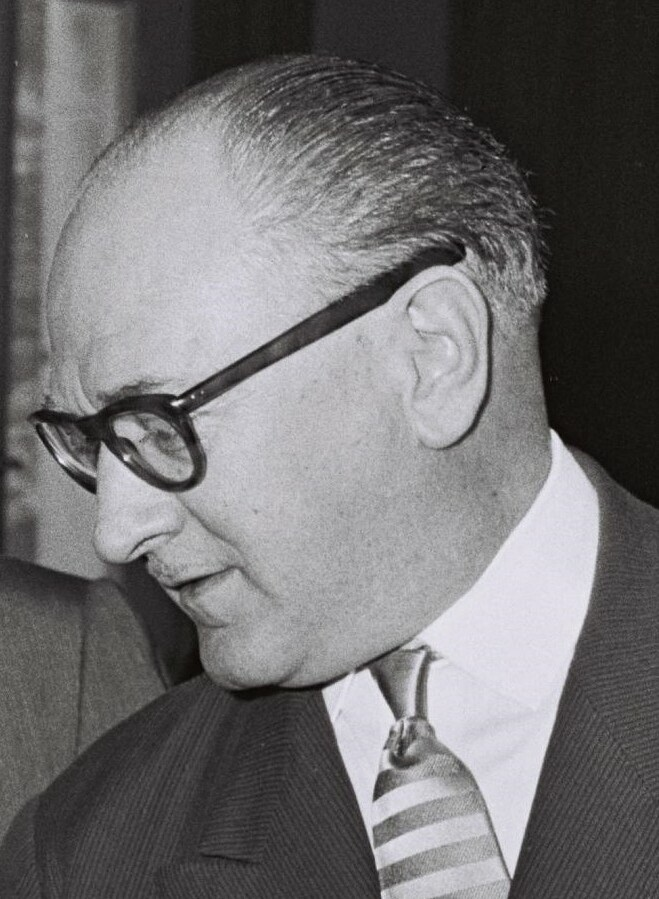
Guy Mollet, président du Conseil sous la.

- Comte Pierre d'Argenson (1877-1915), député de la Vienne (1910-1914). Ancien saint-Cyrien. Volontaire à la déclaration de guerre, affecté comme capitaine au 32e RI., il est tué au combat en Belgique le 30 avril 1915 et cité à l'ordre de l'Armée pour sa conduite héroïque.
- Général d'Arnauld (1771-1832), général d'Empire, capitaine au 32e de Ligne le 1er germinal an II.
- Colonel Bouge (1763-1826), baron de l'Empire, alors capitaine à la 32e demi-brigade de deuxième formation.
- François Claude Chapuis (1799-1859), alors lieutenant-colonel
- Général Charlot (1757-1821) baron de l'Empire, général d'Empire, chef de bataillon au sein de la 129e demi-brigade dont fut formée la 32e demi-brigade, qu'il commande victorieusement à Lonato (2-3 août 1796).
- Général Chassereaux (1763-1840), général d'Empire, major au 32e de ligne le 21 décembre 1804.
- Général Costantini (1903-1994), chef du maquis Epernon puis chef de corps du 32e RI reconstitué à la Libération[83].
- Chef d'escadron Descamps (1906-1942), résistant, lieutenant au 32e RI.
- Général Dupuy (1767-1798), général d'Empire à la tête de la 32e demi-brigade, mort au combat lors de la campagne d'Égypte. Les Consuls font élever une colonne en son honneur à Toulouse avec cette inscription : « A Dupuy et aux braves de la 32e demi-brigade morts au champ d'honneur. ».
- Général Logerot (1825-1913), ministre de la Guerre, général de division, alors sous-lieutenant au 32e[84].
- Maréchal Masséna (1758-1817), maréchal d'Empire, adjudant dans les bataillons volontaires de 1791 au sein de la 21e demi-brigade, dont fut formée la 32e demi-brigade.
- Georges Mathieu (1882-1917), historien, aspirant au régiment quand il est tué à Corbeny le 8 mai 1917. Son nom est inscrit au Panthéon parmi les 560 écrivains morts pour la France.
- Guy Mollet (1906-1975), président du Conseil sous la IVe République, incorporé au 32e comme soldat en 1930 et, classé soutien de famille à sa demande, il est affecté à la CHR de celui-ci en août 1931[85].
- René Morel (1908-1974), général français, Compagnon de la Libération, sous-lieutenant au 32e RI.
- Pierre Périvier (1893-1953), député de la Vienne (1919 à 1924), ancien « Poilu » du 32e, vice-président de l'Amicale des anciens combattants du 32e et 232e RI lors de sa création (supra).
- Général Roguet (1770-1846), baron de l'Empire, lieutenant-général, alors adjudant-major à la 32e demi-brigade de deuxième formation.
- Henri Sanfourche (1775-1841), colonel d'Empire français.
- Maréchal Sérurier (1742-1819), maréchal d'Empire, colonel au sein de la 129e demi-brigade, dont fut formée la 32e demi-brigade.
- Général Vimeux (1737-1814), gouverneur de la place de Luxembourg, général de division, soldat au régiment d'Aunis, colonel du 32e de Bassigny.

## Sources et bibliographie
- Armagnac (général vicomte d'), Une campagne de la 32e demi-brigade. Armée d'Italie, depuis le 22 germinal an IV au 20 germinal an V, Bordeaux, Imprimerie Coudert, 1852, 72 p..
- Bernard Attanoux (comte d'), Les volontaires du Var sous la IIIe République. Le 2e bataillon de volontaires. Son incorporation dans la 32e demi-brigade. Draguignan, Latil, 1909, in-8, 61 p..
- Alexandre Barginet, La 32e demi-brigade. Chronique militaire du temps de la République. Paris, Mame-Delauney, 1832, in-8, xxiv-402 p..
- Danielle Besnard, Le général Chomel et la brigade Charles Martel, une formation militaire dans la Résistance, colloque Des militaires en Résistance en région Centre, Nevers, 4 avril 2012.
- G. Boutet, Extrait du carnet de C.-E. Nantois, in Le temps des guerres, Denoël, 1981.
- Colonel Germain-Nicolas Brahaut, "Tableaux synoptiques présentant l’organisation des armées françaises", in Adrien Pascal, Histoire de l'armée et de tous les régiments depuis les premiers temps de la monarchie française jusqu’à nos jours, Paris, Barbier, 1847.
- Bernard Briais :
  - Une ville de province dans la guerre - Loches en Touraine 1939-1914, Alan Sutton Eds, 2001, 128p. ;
  - Loches pendant la guerre 1939-1944, ADIRP, Éditions Laurence Bulle, 2014, 55 p. (illustration : Nathalie Desperches-Boukhatem) (Lire en ligne).
- Jean des Cilleuls, Pages de Gloire du 32e Régiment d’infanterie (1914-1918), 118p., Gilbert Claret - Tours – 1961 (préface du Général Weygand ; illustrations et gravures de Ferdinand Dubreuil).
- Capitaine Doyen, Résumé historique du 32e de ligne, Tours, 1875.
- Colonel Jean Druart, Brigade Charles Martel. Le maquis d'Épernon. 32e régiment d'infanterie, 202 p., éd. Hérault, Mondévrier, 1991  (ISBN 2-7407-0023-7).
- Général Dubois, Deux ans de commandement, Éditions Charles Lavauzelle 1921 (Le général Dubois est chef du 9e CA, dont dépend le 32eRI, d'aout 1914 au 18 mars 1915).
- ERIL, Résistances en Touraine et région Centre, Revue de l'Association Études sur la Résistance en Indre-et-Loire, Hors série 1, 2 et 5.
  - Actes du colloque 1944 : les maquis en Région Centre - Tours - 9 avril 2008.
  - Actes du colloque Les maquis en Région Centre (1943-1944) - Tours - 1er avril 2009.
  - Actes du colloque Des militaires en résistance en région Centre - Tours - 4 avril 2012.
- André Gadioux, Maurice Pouron, Ce que nous avons fait. Historique du 32e régiment d'infanterie pendant la campagne 1914-1919, Mame et fils, Tours, 1935 ; (Lire en ligne).
- André Gouge, Le 32e régiment d'infanterie 1939-1940, 1966, BBH 1755/71.
- O. Hollander, Le drapeau de la 32e demi-brigade, Carnet de la Sabretache, t. IX, 1901, p. 150.
- Robert Jamet, La sublime hécatombe, Albin Michel, 1917.
- Catherine Leclercq, sous direction Lydiane Gueit-Montchal, Répertoire numérique de la sous-série 233 J. Fonds Colonel Jean Druart. Maquis d'Eperon, Archives départementales de Cahmbray-les-Tours, 2013.
- P. de Léoni, Monographie des régiments de l'armée française. 32e régiment d'infanterie. Illustration militaire, nunéro du 21 janvier 1865.
- Lieutenant Arthur-Amédée Lorriot, Au drapeau du 32e régiment d'infanterie, ode récitée au régiment le 3 août 1898, anniversaire de Lonato, H. Charles-Lavauzelle, 1898.
- Lieutenant Piéron, Histoire d'un régiment. La 32e demi-brigade (1775-1890), Paris, A. Le Vasseur, 1890 (Lire en ligne).
- Géneral Léon Rivaud, Fère Champenoise 8 septembre 1914, A la mémoire des combattants du 32e et du 66e RI, 1968.
- Jacques Vivier, Le maquis d'Epernon, CD-Rom "La Résistance en Indre-et-Loire", AERI, 2005.
- Anonyme, Précis de l'historique du 32e régiment d'infanterie depuis sa création en 1615 jusqu'à nos jours, Tours, Juliot, 1888 (selon : Bibliographie des travaux publiés de 1866 à 1897 sur l'histoire de la France Par Pierre Caron, p. 308).
- Anonyme, Histoire du 232e régiment d'infanterie pendant la grande guerre 1914-1919, Librairie Revel, Lyon, 1922.
- Cahiers de l’Histoire no 39, août 1964 et no 53, février 1966 (Organisation militaire en France avant 1914).
- Documents manuscrits aux Archives Historiques de la Guerre : 10 1775-1790 (1 carton) - 2 1790-1793 (1 dossier) - 3 an IV- an XI (1 carton) - 4 an XII-1815 (2 carton) - 5 1831- 1856 (1 carton).
- Serge Andolenko, Recueil d'historiques de l'infanterie française, Paris, Eurimprim, 1969, 413 p. (OCLC 23418405)

Littérature récréative
- Ernest Capendu, Le tambour de la 32e demi-brigade, Éditions Tallandier, 1869 (roman de cape et d'épée et d'intrigues amoureuses, dont le héros est Rossignolet, tambour-major à la 32e).
- Pierre Hellin, Le parfait notaire. 32e régiment d'infanterie, Le régiment de papa no 100, Albin Michel, Paris, 1919 (bande dessinée : l'épopée du notaire Panonceau affecté au 32e RI pour la durée de la guerre).